# Załęże (Katowice)
Załęże (niem. Zalenze) – część oraz dzielnica Katowic, położona w północno-zachodniej części miasta, nad Rawą. Graniczy z Osiedlem Tysiąclecia, Dębem, Śródmieściem, Załęską Hałdą-Brynowem częścią zachodnią, Osiedlem Witosa i miastem Chorzów.
Jest to jedna z najstarszych części miasta, której początki sięgają XIII wieku. Do końca XVIII wieku Załęże miało charakter rolniczy, kiedy to zaczęło rozwijać się górnictwo węgla kamiennego oraz hutnictwo żelaza i cynku, co umożliwiło m.in. szybki wzrost liczby ludności. Głównymi zakładami przemysłowymi, mający istotny wpływ na rozwój osady była, kopalnia „Kleofas” oraz huta „Baildon”. 15 października 1924 roku Załęże stały się jedną z dzielnic Katowic. Po upadku głównych zakładów przemysłowych na początku XXI wieku Załęże stanowi w głównej mierze ośrodek usługowo-mieszkalny z rozwiniętą bazą kulturalną – mają tu swoją siedzibę dwa teatry: Gry i Ludzie oraz Żelazny, a także centrum rozrywki Punkt 44.
Głównym ciągiem komunikacyjnym Załęża jest ulica Gliwicka, wzdłuż której charakterystycznym, krętym przebiegiem od katowickiego Śródmieścia do granicy z Chorzowem ciągnie się znaczna część zabudowy dzielnicy, w tym kamienice i familoki pochodzące z przełomu XIX i XX wieku, a także budynki mieszkalne i usługowe zbudowane po II wojnie światowej. Do najcenniejszych budowli w Załężu należą neogotycki kościół pw. św. Józefa i załęski pałac, będący pozostałością założenia folwarcznego. Załęże jest skomunikowane dzięki autostradzie A4 i Drogowej Trasie Średnicowej biegnącej przez Załęże, a także międzynarodowej linii kolejowej E 30 i linii tramwajowej Katowice – Chorzów-Batory. Dzielnica ma powierzchnię 3,39 km² (2,05% powierzchni miasta) i pod koniec 2020 roku liczyło 8 589 mieszkańców.

## Geografia

### Położenie
Załęże jest jedną z 22 dzielnic Katowic o numerze 7, znajdującą się w grupie dzielnic północnych. Położona jest ona w północno-zachodniej części miasta. Graniczy od północy z Osiedlem Tysiąclecia i Dębem, od zachodu z miastem Chorzów (z dzielnicą Chorzów-Batory), od południa z Osiedlem Witosa i Załęską Hałdą-Brynowem częścią zachodnią, a od wschodu z katowickim Śródmieściem.
Według podziału fizycznogeograficznego Jerzego Kondrackiego Załęże znajduje się w mezoregionie Wyżyna Katowicka (341.13), będącej południową częścią Wyżyny Śląskiej, która jest fragmentem Wyżyny Śląsko-Krakowskiej. Pod względem historycznym dzielnica ta znajduje się we wschodniej części Górnego Śląska.
Granice Załęża biegną następująco:
- Od północy – środkiem koryta Rawy pomiędzy ulicą ks. J. Gałeczki w Chorzowie a ulicą F.W. Grundmanna w Katowicach,
- Od wschodu – wzdłuż dawnego śladu bocznicy do huty „Baildon” od Rawy[4] (obecnie ulice F.W. Grundmanna i M. Goeppert-Mayer) w kierunku stacji kolejowej Katowice, gdzie na wysokości wiaduktu kolejowego nad ulicą Mikołowską skręca w kierunku południowo-zachodnim i biegnie wzdłuż linii kolejowej do ulicy Kochłowickiej (autostrady A4); granica ta okala teren lokomotywowni od północy i zachodu[5] w ciągu linii kolejowej nr 656[6],
- Od południa – od wiaduktu nad ulicą Kochłowicką (autostradą A4) nad linią kolejową nr 656[6] wzdłuż południowej strony tej drogi do ulicy F. Bocheńskiego, gdzie granica skręca w kierunku północnym i biegnie wschodnią stroną tej ulicy do linii kolejowej nr 137; granica ta wzdłuż tej ulicy jest niejednorodna i okala od wschodu budynki przy ulicy F. Bocheńskiego 56, 64, 64a, 66, 90, 92, 94 i 100, w tym zespół zabudowy szybu „Wschodniego II”; granica dalej zmienia swój kierunek na zachodni i biegnie wzdłuż linii kolejowej do granicy miasta z Chorzowem[5],
- Od zachodu – granica stanowi jednocześnie granicę miasta Katowice z Chorzowem[4]; biegnie ona na zachód od ulicy J. Piechy w Katowicach i równolegle do ulicy P. Wysockiego w Chorzowie[7].

Historycznie gmina Załęże od północy graniczyła z Dębem, od wschodu początkowo z Bogucicami, a później z Kuźnicą Bogucką, Katowicami i Brynowem, od południa z Ligotą i Kochłowicami, a od zachodu z Hajdukami. Granice kształtowały się następująco:
- Od północy – wzdłuż Rawy i przez zabudowę kompleksu huty „Baildon”[9][1],
- Od wschodu – w pobliżu dawnego śladu toru bocznicy huty „Baildon” i na południe wzdłuż ulicy Przodowników do skrzyżowania z ulicą Brygadzistów[9][1],
- Od południa – wzdłuż ulicy Brygadzistów[9] i dalej na zachód przez Las Załęski[1],
- Od zachodu – wzdłuż współczesnej granicy miasta Katowice z Chorzowem[1].

### Geologia i gleby
Obszar Załęża położony jest w niecce górnośląskiej, który ma budowę zrębową. Na przełomie dewonu i karbonu zostało zaburzone paleozoiczne podłoże Wyżyny Śląskiej poprzez utworzenie zapadliska, które w okresie karbonu zostało wypełnione przez zlepieńce, piaskowce i łupki ilaste zawierające pokłady węgla kamiennego. Strop karbonu kształtuje się na poziomie 220–240 m n.p.m. Wychodne utworów pochodzących z górnego karbonu znajdują się w wyżej położonej części Załęża, w rejonie węzła autostrady A4 z ulicą F. Bocheńskiego. Są to iłowce, mułowce i węgiel kamienny warstw załęskich i orzeskich.
Pozostały obszar Załęża pod względem utworów powierzchniowych zbudowany jest z materiałów pochodzących z kenozoiku. Obszar w dolinach Rawy i dawnego dopływu (potok Osiek; obecnie Rów Wujek, biegnący w rejonie obecnej wschodniej granicy Załęża) o szerokości 250–350 m zbudowany jest z najmłodszych materiałów – to pochodzące z holocenu mułki, piaski i żwiry rzeczne. Osady rzeczne z holocenu w dolinie Rawy sięgają do głębokości 6 metrów. Pozostały obszar Załęża to pochodzące z plejstocenu eluwia glin zwałowych. Od lat 2006–2007 obszar Załęża, głównie ze względu na zaniechanie eksploatacji węgla kamiennego, jest górniczo uspokojony i nie występują tu szkody górnicze.
Gleby na terenie Załęża uległy silnej antropopresji wskutek rozwoju osadnictwa i działalności przemysłowej, przez co znaczny jest tu udział gleb inicjalnych. Występują tu głównie gleby antropogeniczne, wytworzone z glin zwałowych. Klasyfikowane gleby na terenie Załęża posiadają IV klasę bonitacyjną. Są skażone metalami ciężkimi (ołowiem, kadmem i cynkiem), spowodowanymi emisją zanieczyszczeń, zwłaszcza przemysłowych i ze spalania węgla.

### Rzeźba terenu

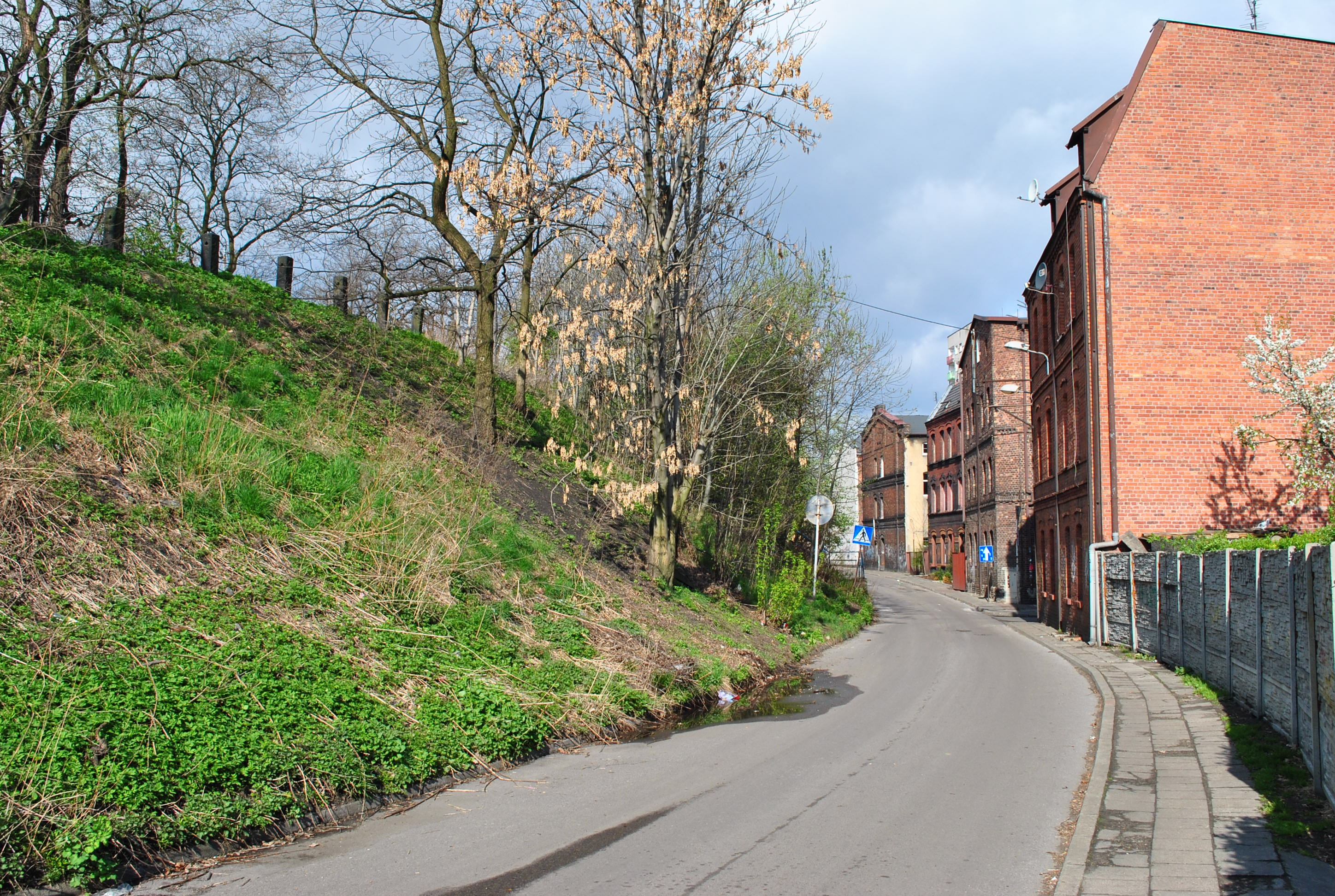
Ulica P. Pośpiecha; po lewej stronie sztucznie utworzony nasyp (2014)

Według jednostek morfologicznych większość Załęża położona jest w Obniżeniu Rawy, które ciągnie się wzdłuż doliny Rawy. Jest ono głęboko wcięte (ponad 100 m) w utwory karbońskie i stanowi dno doliny wraz z terasą plejstoceńską. Południowa część dzielnicy znajduje się natomiast na obszarze Wzgórz Kochłowickich, które charakteryzują się spłaszczonymi wzniesieniami i rozciętymi lokalnie głębokimi dolinami. Obszar Załęża charakteryzuje się niewielkim zróżnicowaniem powierzchni, która jest w dużej mierze przekształcona na skutek antropopresji, zwłaszcza w formie hałd i nasypów dróg komunikacyjnych – głównie kolejowych (średnio 3,0–4,5 m) i drogowych: na ul. Kochłowickiej, Jana Pawła II i Pośpiecha (wysokość ostatniego nasypu dochodzi do 6 m). Na zmianę rzeźby terenu w Załężu istotną rolę odgrywają procesy niwelacji, sedymentacji oraz osiadania różnych materiałów.
Powierzchnia Załęża obniża się w kierunku północno-wschodnim, w kierunku Rawy, wraz z jej biegiem. Najniżej położony punkt w Załężu to koryto Rawy (około 260 m n.p.m.), a najwyższy to ulica Kochłowicka na skrzyżowaniu z ulicą Żeliwną (około 285 m n.p.m.). Średnio Załęże we wschodniej części jest położone na wysokości 265 m n.p.m. (skrzyżowanie ulicy Gliwickiej z ulicą P. Pośpiecha, okolice Szkoły Podstawowej nr 20 i pałacu załęskiego). Wyżej znajduje się zachodnia część – skrzyżowanie ul. Gliwickiej i Wiśniowej położone jest na wysokości 270 m n.p.m., a osiedle Kolonia Mościckiego w najwyższym leży na wysokości 275 m n.p.m.
Najwyższym wzniesieniem w historycznych granicach gminy Załęże jest Cisowa Góra (zwana także Komarzym Szczytem) o wysokości 338,8 m n.p.m., którego kulminacja znajduje się w Lesie Załęskim, na zachód od zabudowy Załęskiej Hałdy. Jest ostańcem denudacyjnym zbudowanym ze skał górnego karbonu.

### Klimat
Klimat Załęża w niewielkim stopniu różni się od warunków klimatycznych panujących w całych Katowicach. Jest on modyfikowany zarówno przez czynniki klimatotwórcze, jak i lokalne, a także przez działalność człowieka (np. efekt miejskiej wyspy ciepła). Na klimat Załęża w większym znaczeniu mają wpływy oceaniczne z przewagą nad wpływami kontynentalnymi oraz sporadycznie docierające tu od południowego zachodu przez Bramę Morawską masy powietrza zwrotnikowego. Średnia roczna temperatura zanotowana na stacji w katowickim Muchowcu w wieloleciu 1961–2005 wynosiła 8,1 °C. Najcieplejszym miesiącem był wówczas lipiec (17,8 °C), a najchłodniejszym styczeń (−2,2 °C). Średnie roczne usłonecznienie w wieloleciu 1966–2005 wynosiło 1 474 godziny. Średnia roczna suma opadów w skali roku w wieloleciu 1951–2005 wynosiła 713,8 mm. Średni czas zalegania pokrywy śnieżnej wynosi 60–70 dni, a okres wegetacyjny trwa średnio 200–220 dni. Dominują wiatry zachodnie i południowo-zachodnie, o średniej prędkości 2,4 m/s.

### Wody powierzchniowe i podziemne

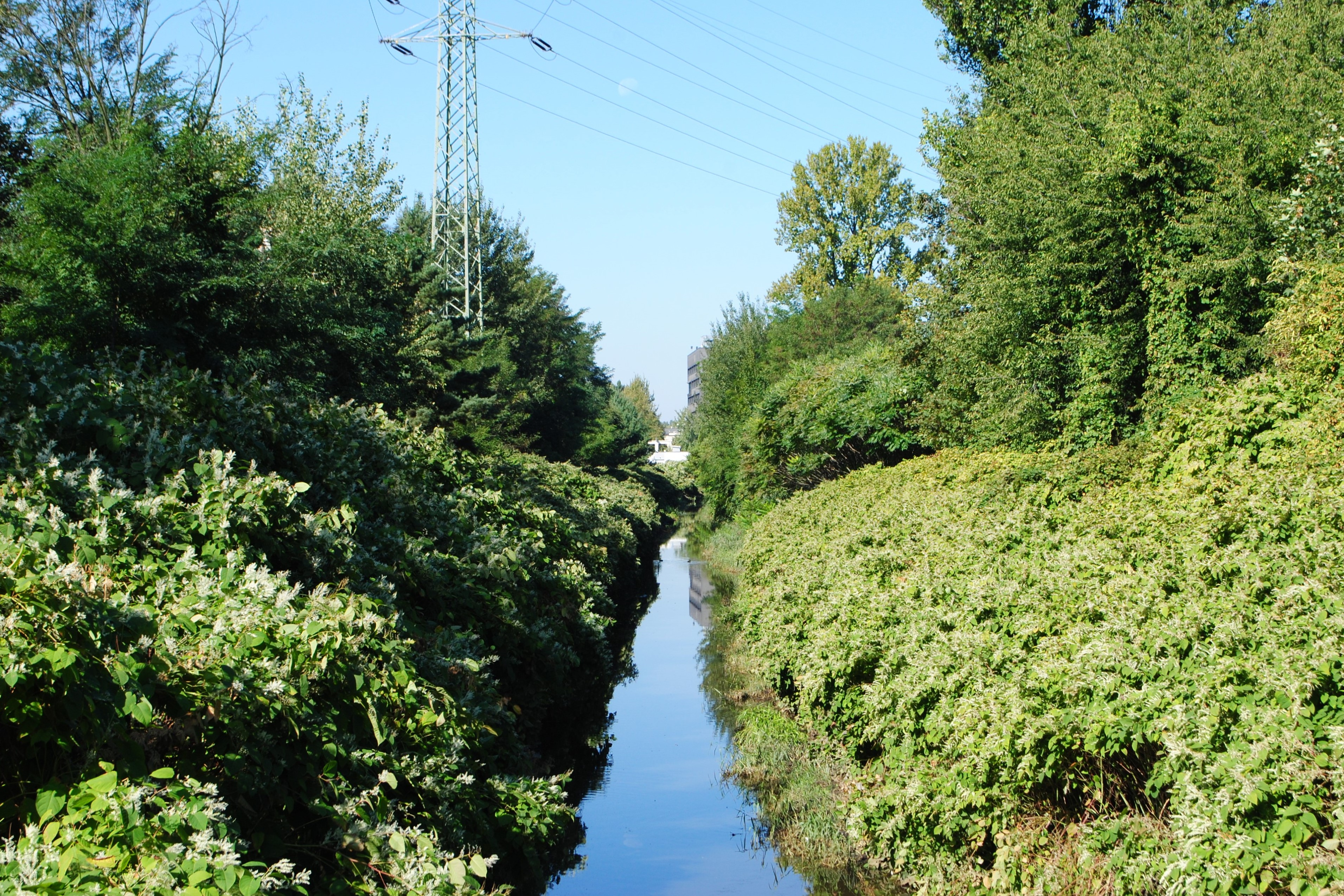
Rawa na wysokości ulicy Żelaznej; widok w kierunku zachodnim (2024)

Powierzchnia Załęża położona jest w całości w dorzeczu Wisły, w zlewni Rawy. Rzeka ta na terenie Załęża biegnie z zachodu na wschód, ma w całości uregulowany przebieg i jest obwałowana. Stanowi ona odbiornik oczyszczonych i surowych ścieków oraz wód opadowych. W latach 1992–2002 udział wód obcych (ścieków komunalnych i przemysłowych) wynosił około 70%, przez co powodowało głębokie zaburzenia naturalnego przepływu wody. W Załężu Rawa ma jeden dopływ – Rów Wujek, biegnący wzdłuż wschodniej granicy dzielnicy. Nie ma natomiast tutaj żadnych zbiorników wodnych oraz osadników.
Sieć hydrologiczna na terenie Załęża uległa dużym przekształceniom w wyniku trwającej urbanizacji i industrializacji. Wcześniej istniało szereg cieków, w tym Osiek (stanowił wschodnią granicę Załęża), potok Obrocki (przez staw na terenie kopalni „Kleofas” płynął w kierunku północno-wschodnim) i potok biegnący wzdłuż obecnej ulicy F. Bocheńskiego, wpływający do stawu kuźniczego. Już w XVI wieku na Rawie istniało szereg stawów spiętrzeniowych, które służyły kuźniom, były wykorzystywane jako rybniki, a także miały zapobiegać powodziom. Staw załęski, obecnie nieistniejący, powstał pod koniec XV wieku.
Pod względem warunków hydrogeologicznych wyróżnia się czwartorzędowe i karbońskie piętro wodonośne. Poziom czwartorzędowy w utworach związany jest z osadami luźnymi piaszczysto-żwirowymi oraz piaszczysto-pylastymi osadami międzymorenowymi, rzeczno-lodowcowymi i rzecznymi. Jest to poziom nieciągły, lokalnie rozdzielający się (osady glin zwałowych) na dwie lub trzy warstwy wodonośne. Piętro wodonośne karbonu górnego zbudowane jest z wodonośnych piaskowców górnośląskiej serii piaskowcowej i serii paralicznej. Na obszarze całych Katowic, z uwagi na eksploatację węgla kamiennego, wody poziomu karbońskiego zostały zdrenowane do najgłębszych poziomów eksploatacyjnych.

### Przyroda i ochrona środowiska

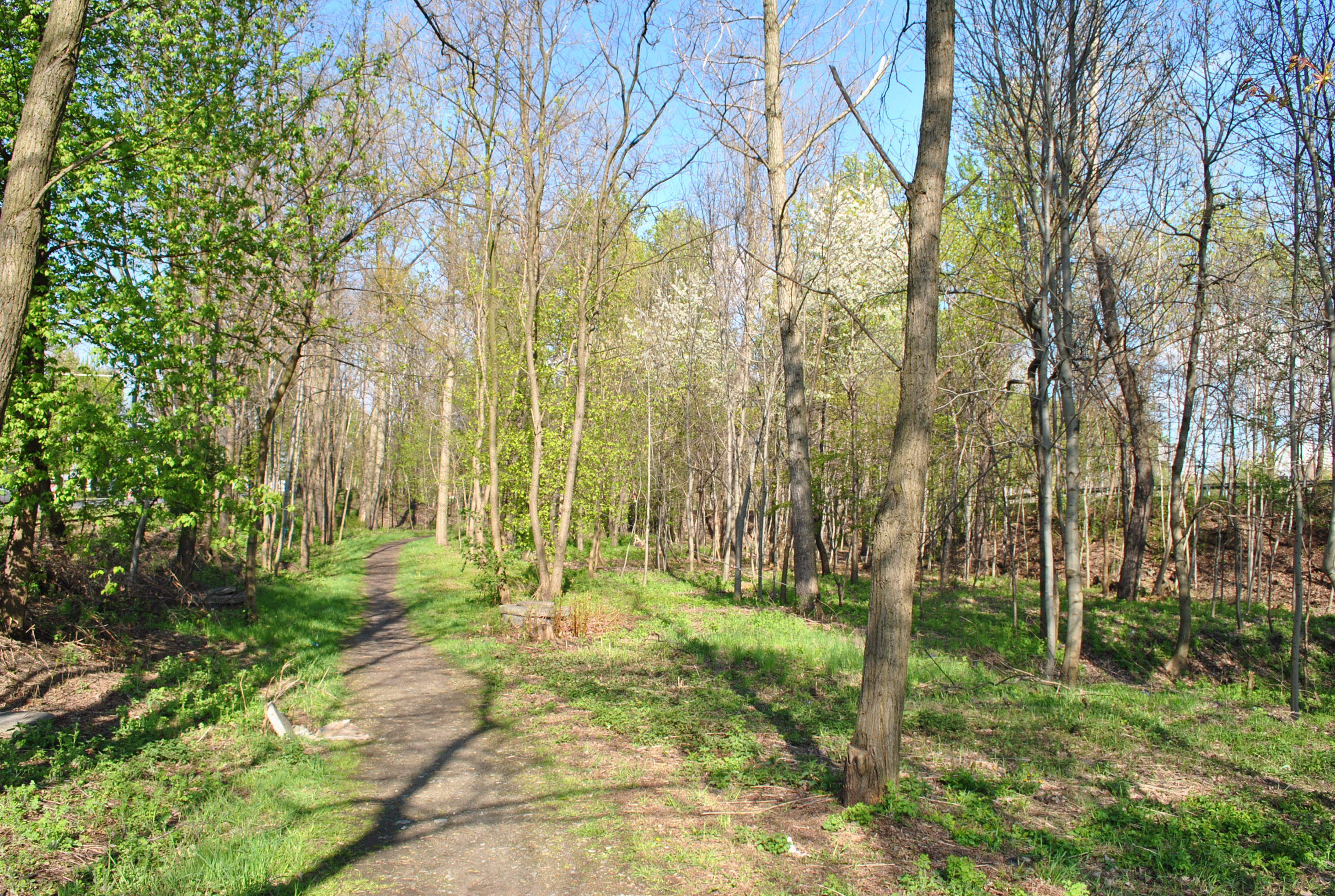
Tereny zieleni nieurządzonej przy ulicy Gliwickiej i ulicy św. Jana Pawła II

Naturalna szata roślinna obszaru Załęża kształtowana była od okresu ostatnich zlodowaceń 12-16 tys. lat temu. Na jej stan i zasobność wpływ ma kilka czynników, w tym rzeźba terenu i zasoby wodne, zaś od początków XIX wieku decydujący wpływ ma także działalność człowieka. Pierwotnie w dolinie Rawy występowały bagna i torfowiska. Obszary te porastały łęgi i olsy, w dalszej odległości od doliny występowały grądy, natomiast na wzniesieniach w południowej części Załęża znajdowały się buczyny. O leśnej przeszłości dzielnicy świadczy chociażby jej nazwa – Załęże, oznaczające miejsce za łęgiem. Efektem rozwoju górnictwa i hutnictwa w tej części Katowic było wyniszczenie w XVI, a następnie w XVIII i XIX wieku znacznych powierzchni leśnych. Rozwojowi przemysłowo-urbanistycznemu towarzyszyła degradacja środowiska przyrodniczego, która w drugiej połowie XX wieku osiągnęła rozmiary niespotykane w innych częściach kraju.

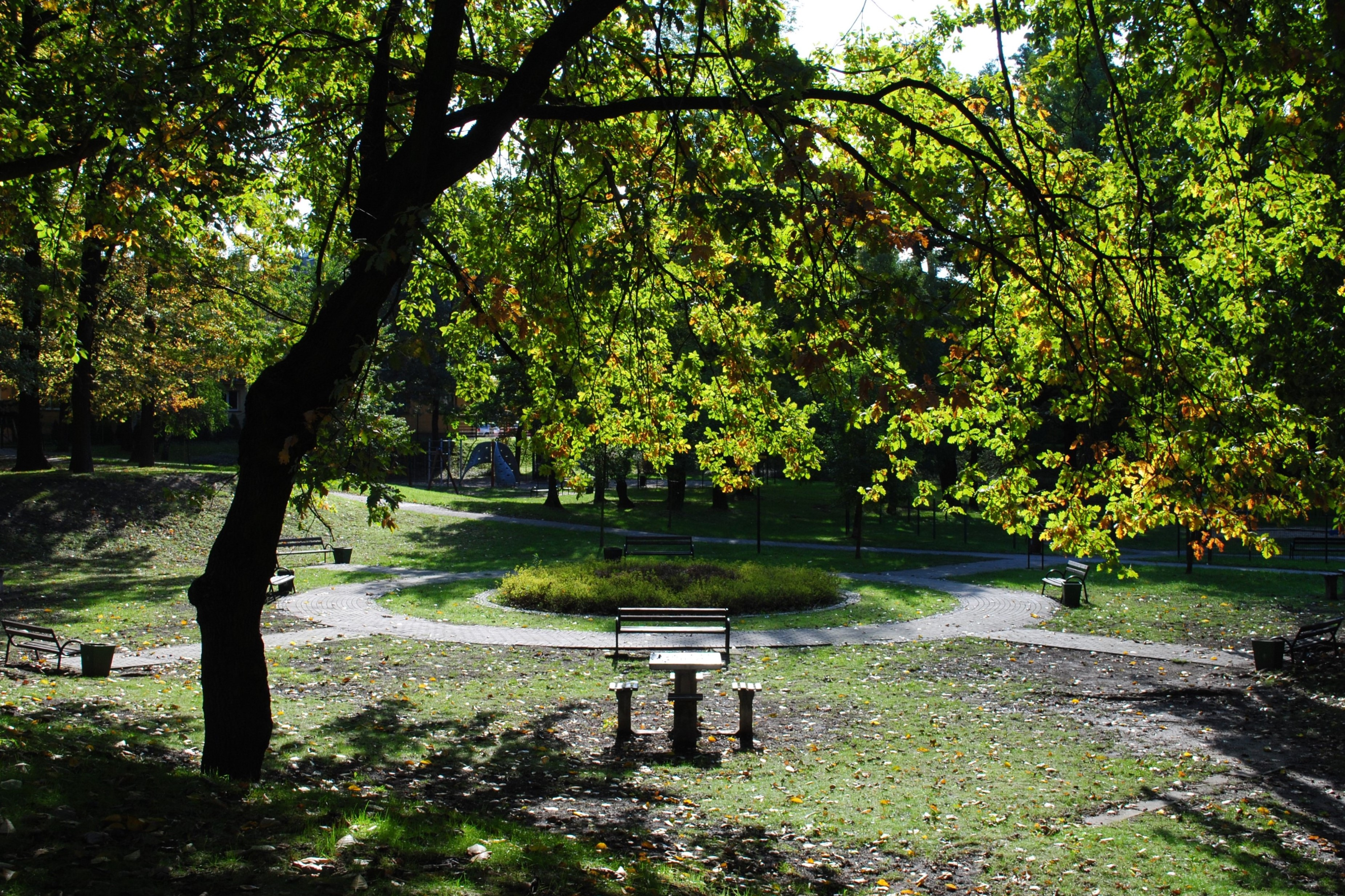
Fragment parku Załęskiego (2024)

Współcześnie większość obszarów Załęża pokrywa roślinność ruderalna na siedliskach antropogenicznych terenów zabudowanych i nieużytków miejskich. Pomiędzy nimi wykształciły się obszary roślinności terenów porolniczych i porolnych (zachodnia i południowo-wschodnia część Załęża), a w kilku miejscach także roślinność kultywowana, nasadzana i pielęgnowana w formie parków i trawników miejskich. Na terenach zieleni nieurządzonej występują tu głównie: klon, brzoza, topola i lipa. W Załężu występują także introdukowane gatunki roślin – jest nim grupa głogów atłajskich położona w rejonie ulicy Tokarskiej. Występują także okazy wiekowego bluszczu, znajdujące się na cmentarzu przy ulicy P. Pośpiecha.
Wytworzyły się w Załężu warunki do rozwoju zwierząt synantropijnych, z czego największe znaczenie mają ptaki, wśród których są te, które od dawna towarzyszyły człowiekowi, jak m.in. wróbel zwyczajny czy gołąb skalny, a także rodzime ptaki, które dostosowały się do warunków zurbanizowanych, w tym m.in. jerzyki, jaskółki oknówki czy dymówki.

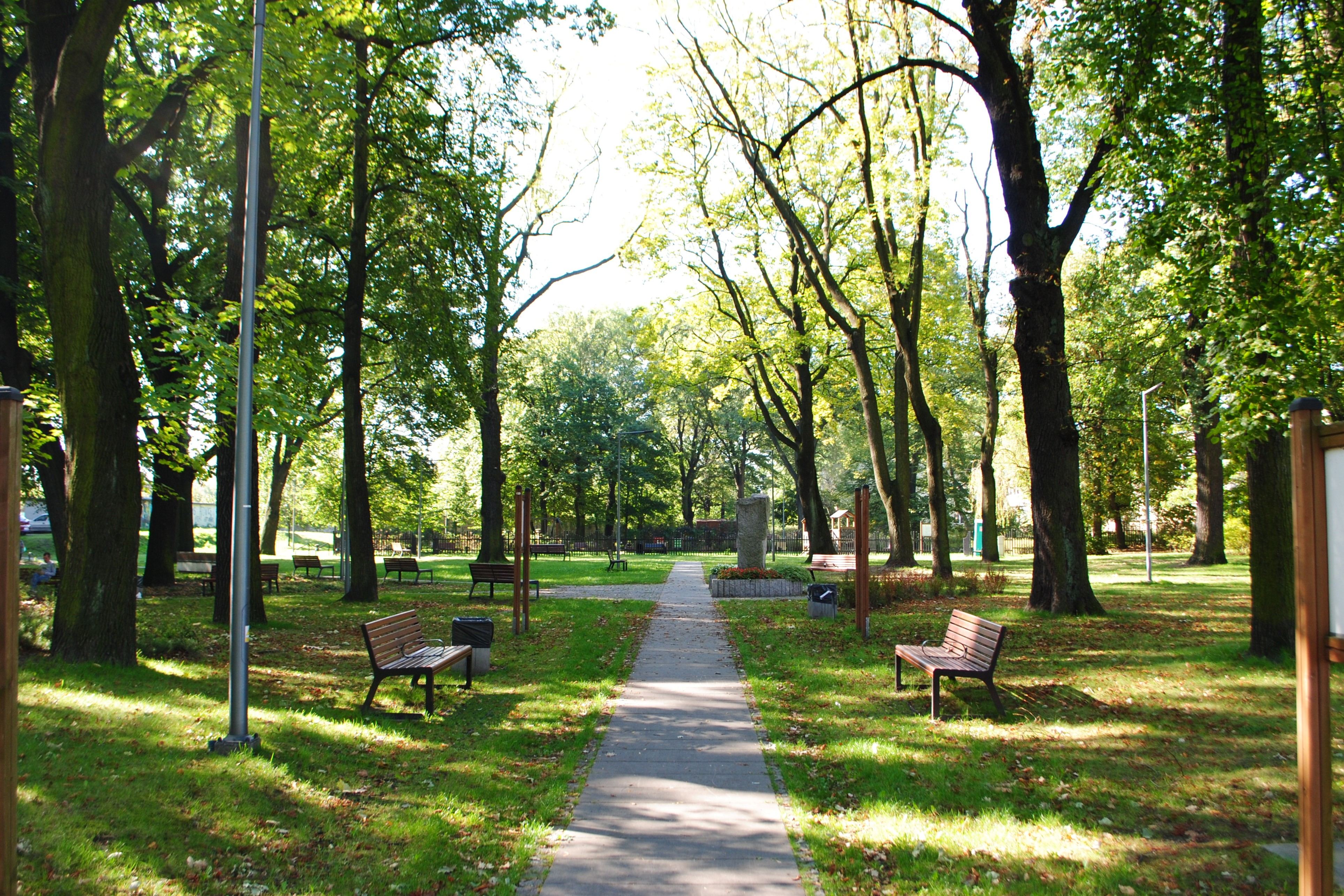
Plac ks. J. Londzina (2024)

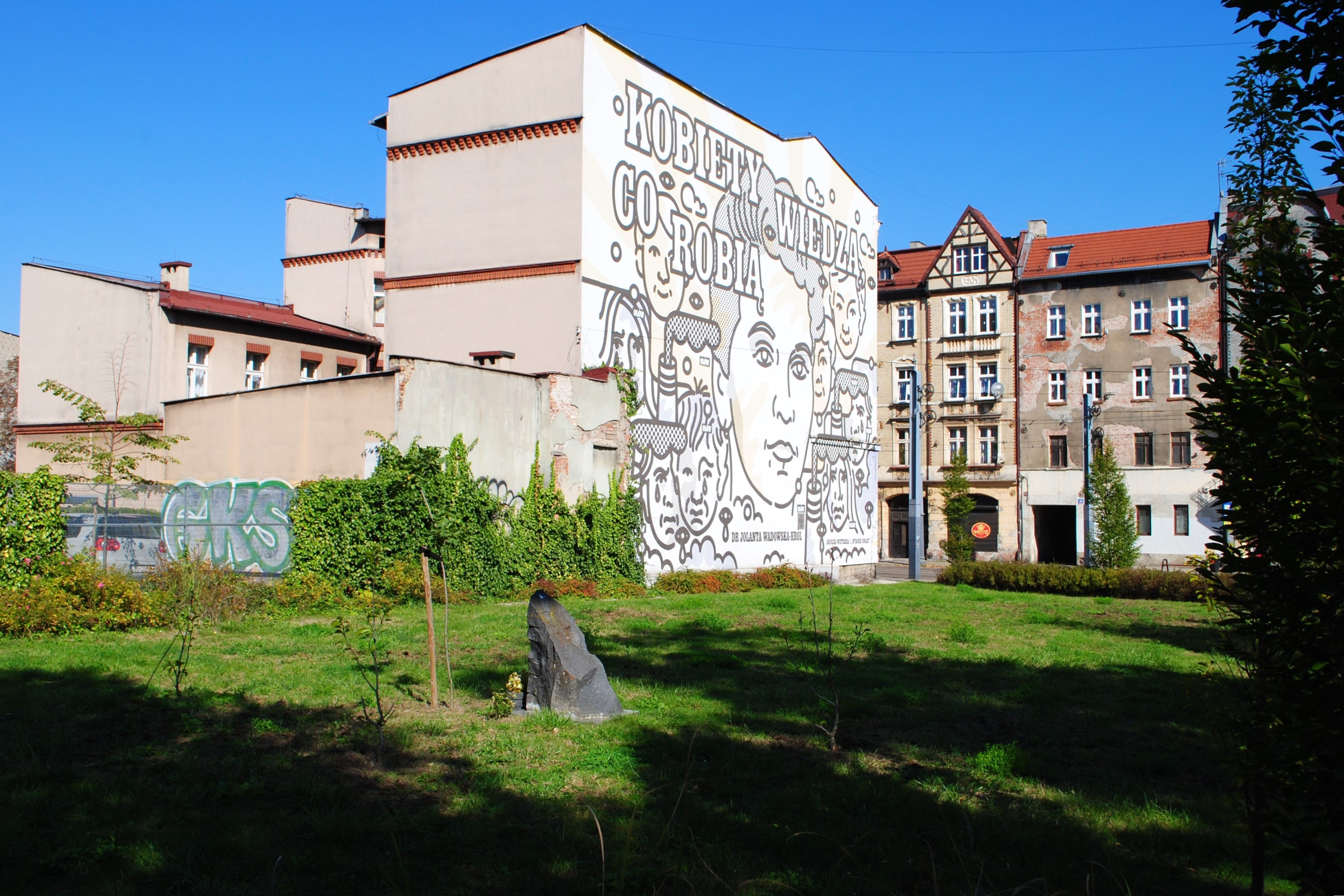
Skwer położony pomiędzy ulicami M. Ledóchowskiego a Gliwicką (2024)

Obszar dzielnicy Załęże ze względu na jej intensywny poziom zurbanizowania charakteryzuje się stosunkowo niedużym udziałem terenów zielonych. Brak jest też obszarów formy ochrony przyrody, a także pomników przyrody. Główne formy zieleni na terenie dzielnicy to: ogrody działkowe, zieleń urządzona i nieurządzona, a większymi enklawami zieleni na terenie Załęża są ogródki działkowe zlokalizowane w rejonie ulicy F. Bocheńskiego i autostrady A4, a także rejon Bugli w południowo-wschodniej części dzielnicy. Załęże w północnej części, między ulicą Bracką i ulicą św. Jana Pawła II graniczy z dawnym użytkiem ekologicznym „Stawy na Tysiącleciu”, które jest siedliskiem płazów i ptaków wodno-błotnych. 
W Załężu występują następujące parki, place i skwery:
- Park Załęski – powstał na terenie ogrodu jordanowskiego, który został założony w Załężu w 1938 roku[44][45],
- Plac ks. Józefa Londzina – stanowi południową część założenia parkowego pałacu załęskiego[46],
- Skwer Stanisława Barei – skwer przed centrum rozrywki Punkt 44, ustanowiony 21 grudnia 2011 roku[47],
- Skwer Jerzego Kukuczki – skwer położony w rejonie ulic P. Pośpiecha i M. Ledóchowskiego; ustanowiony 30 marca 2017 roku[48][49].

W latach 2018–2019 trwała rewitalizacja skweru przy ulicy Gliwickiej pomiędzy budynkami nr 52 i 58, zagospodarowanego w miejscu po pawilonie gastronomicznym i kamienicy. Na skwerze tym posadzono cisy, graby i śliwy wiśniowe, a także kwietniki przedzielone berberysami. W połowie czerwca 2019 roku ruszyły prace związane z rewitalizacją placu ks. J. Londzina. W ramach tych prac powstały nowe ławki, stojaki rowerowe, kosze na śmieci, a także urządzenia placu zabaw i siłowni na świeżym powietrzu. Pozostawiono starodrzew, a także dokonano nowych nasadzeń krzewów i pnączy. Zrewitalizowany plac został oddany do użytku w na przełomie kwietnia i maja 2020 roku.
Ogrody działkowe na terenie Załęża podlegają pod Śląski Okręgowy Zarząd Polskiego Związku Działkowców, Delegatura Katowice. Na terenie Załęża znajdują się następujące ogrody: „Baildon” (ul. P. Pośpiecha; 2,68 ha; 70 działek), „Baildon” kolonia Anioła (ul. F. Anioła; 0,26 ha; 15 działek), „Baildon” rejon Gliwicka (ul. Gliwicka; 0,36 ha; 10 działek), „Chryzantema” (ul. P. Pośpiecha; 0,68 ha; 40 działek), „Dobra Nadzieja” (ul. F. Bocheńskiego; 5,60 ha; 130 działek), „Jedność” (ul. Żeliwna; 8,91 ha; 210 działek), „Świt” kolonia główna (ul. Gliwicka; 2,69 ha; 60 działek), „Świt” kolonia (ul. Gliwicka; 0,43 ha; 15 działek) i „Zakątek Kolejarza” (ul. 18 Sierpnia; 0,93 ha; 30 działek).

## Nazwa

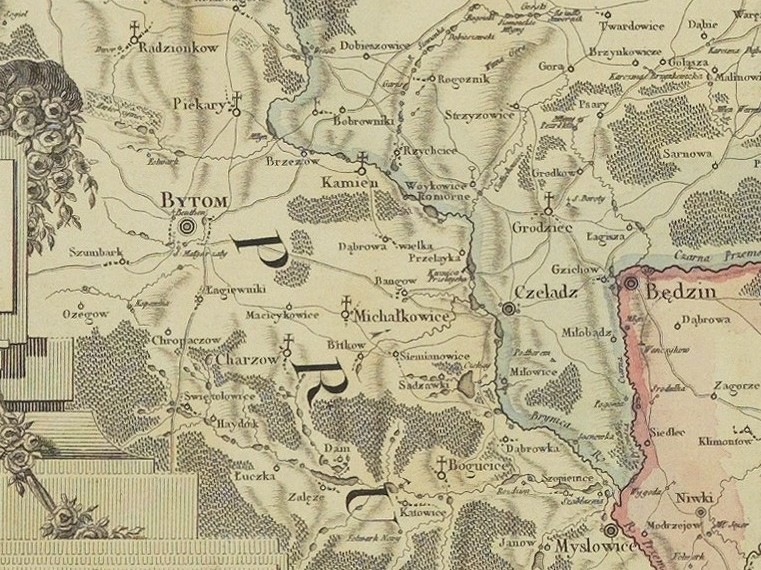
Zalęze na mapie z 1792 roku

Nazwa Załęże wywodzona jest przez historyków od obszaru za łęgiem położonego na wysokości Dębu na południowym brzegu Rawy. Jest to zatem nazwa topograficzna, odzwierciedlająca dawną szatę roślinną i krajobraz (łęg to podmokła łąka lub podmokły las).
Nazwa obecnej dzielnicy była pisana w wielu formach. Na przełomie XVIII i XIX w. ze względu na trudności w wymowie przez Niemców polskiej nazwy zmodyfikowano pisownię na Salensche. Często z uporem wracano do pisowni gminy przez Z, dlatego też powrócono do tej formy, ale posiadała ona wiele odmian, np.: Zaluzy, Załęże, Zalnzie, Zalnzy, Zoluzi. Historyczne zapisy nazwy Załęża począwszy od średniowiecza brzmiały: Zalanze, Zaluzie, Zaluze, Zaloze, Zalęzie, Zalenze. Miejscowi Ślązacy najczęściej wymawiali nazwę gminy w gwarowej formie Żołyndzie, Zołynzie.
Jak każda nazwa własna, również Załęże doczekało się swojej etymologii ludowej. Podaje ją badacz dziejów lokalnego górnictwa, Robert Borowy, opierając się o gwarową wymowę Żołyndzie, z której tłumaczy pochodzenie nazwy Załęże od zniekształcenia ze względu na zniemczenie pisowni pierwotnej nazwy osady, tj. Żołędzie. O pierwotnej nazwie ma według niego świadczyć dawna pieczęć gminy, na którym pierwotnie znajdowały się trzy gałęzie, z których wyrastało po jednym żołędziu, a w późniejszych pieczęciach i w herbie z lat międzywojennym jedna gałąź z żołędziem. W pierwotnej pisowni nieudokumentowana nazwa Żołędzie wyglądać miała jak Zołenzie, Zołynzie lub Zołnzie. Powszechna, zniemczona nazwa gminy brzmiała Zalenze. Odnosząc się do etymologii Borowego, wiążącej nazwę z wizerunkiem herbu miejscowości, historycy słusznie jednak stwierdzają, że godło pojawia się dopiero na początku XIX wieku, a sama nazwa Załęża zaistniała w średniowieczu (zanotowana już w 1360 roku).
Za pochodzeniem nazwy Załęże od nazwy Żołędzie opowiada się także Ginter Pierończyk. Autor wskazuje m.in. na zapis w dokumencie z 1564 roku, w którym Mikołaj Salamon sprzedaje dwór i staw Kuźniczysko w Załężu Grzegorzowi Krawcowi. Zapis ten brzmi: „Ktemu bendzie powinien dacz za siano dwadzieścia groszy polskich, czwiertnię owsa od zolendzia, dwoye kury dziesięć yayec”. W obwieszczeniu Królewskiej Regencji w Opolu z dnia 17 maja 1875 roku wymienia się zaś polską nazwę Zołęże.

## Historia

### Początki i dzieje do XVIII wieku

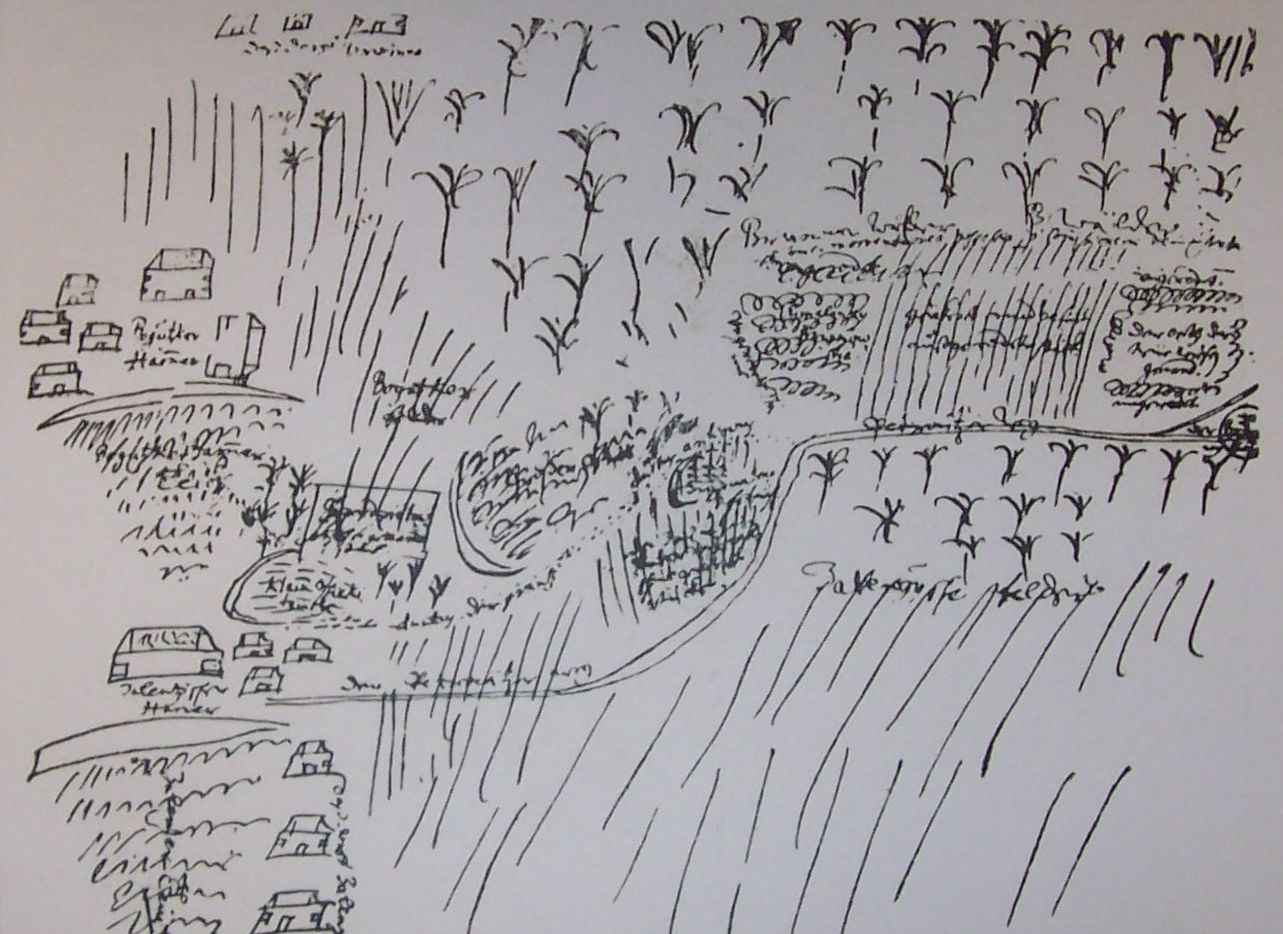
Najdawniejszy plan sytuacyjny obszarów dzisiejszych Katowic z 1686 roku (mapa w orientacji wschodniej); na dole po lewej stronie przedstawiono m.in. następujące miejsca: kuźnica załęska (Zalentzischer Hammer), staw załęski (Zalenzer Teich), wieś Załęże (das Dorf Zalenze) i droga piotrowicka (der Petrowitzer Weg)

Załęże zostało założone w XIII wieku. Ludwik Musioł podaje, że stało się to w okolicach 1280 roku, kiedy to założona została jako wieś na prawie magdeburskim. W tym czasie drewniana zabudowa skupiała się początkowo wokół folwarku pochodzącego prawdopodobnie z przełomu XIII i XIV wieku. Najstarsza informacja na temat Załęża pochodzi z dokumentu księcia opawsko-raciborskiego Mikołaja II z 15 grudnia 1360 roku, potwierdzającego Ottonowi z Pilczy własność wsi Jaźwice, Załęże, Bogucice i miasta Mysłowice. W tym dokumencie określono granice wsi, które ostatecznie ustaliły się po powodzi z 1734 roku oraz wspominana została tzw. wielka droga (łac. via magna) przechodząca wówczas przez Załęże. Pod względem prawnym Załęże należało do księstwa raciborskiego, a później do pszczyńskiego państwa stanowego. W XV wieku wieś została zniszczona na skutek łupieżczych wypraw księcia Wacława III Rybnickiego. Jej odbudową zajęli się Salomonowie, którzy byli właścicielami Załęża w latach 1536–1614. Nie odbudowywano już dużych gospodarstw kmiecych, a zakładano mniejsze role dla zagrodników.
Mimo tego, iż charakter rolniczy wsi utrzymywał się do XIX wieku, już w XV wieku w Załężu uruchamiano liczne kuźnice żelaza. Początki wybudowanej nad Rawą w rejonie ulicy Żelaznej kuźnicy załęskiej sięgają przypuszczalnie drugiej połowy XV wieku. Wraz z nią powstała wieś kuźnicza o tej samej nazwie w rejonie skrzyżowania obecnej ulicy Gliwickiej z Żelazną. Według Roberta Borowego w 1550 roku zakład ten był już tartakiem, a ponownie uruchomiono tam kuźnicę około 1640 roku. Została ona zamieniona przed 1734 rokiem na młyn, który działał do około 1855 roku.
Po śmierci Katarzyny Salomonowej w 1617 roku Załęże odziedziczył Andrzej Lipski, a po nim jego synowie, natomiast w latach 1641–1650 Załęże należało do Piotra Gręboszowskiego. Od tego czasu wieś często zmieniała właścicieli. W 1686 roku został opracowany odręczny plan po wieloletnich sporach granicznych pomiędzy właścicielem Katowic i Załęża Janem Krzysztofem Mieroszewskim a Rudolfem Józefem Kamieńskim ze Świętochłowic. Odrysowano tam m.in. wschodnią część Załęża, w tym: stawy na Buglowiźnie, zabudowę kuźnicy załęskiej, wieś Załęże, pola załęskie, las i drogę do Piotrowic. 
Załęże do XVIII wieku pozostawało wolnym sołectwem – w 1718 roku już nie istniało, a grunty sołectwa włączono do obszaru dworskiego. Same natomiast początki wolnego sołectwa sięgają czasów założenia wsi. Według danych z Katastru Karolińskiego z połowy XVIII wieku, w Załężu żyło 21 zagrodników i 20 chałupników, zaś nie było wówczas kmieci. W miejscu Lasów Załęskich powstały dwa folwarki: Obroki, powstałe w XVIII wieku, słynące z hodowli owiec oraz pochodzące z XIX wieku Owsiska (zachodnia część Załęskiej Hałdy), gdzie uprawiano zboże. Do końca XVIII wieku głównym źródłem utrzymania ludności m.in. Załęża było rolnictwo. Uprawiano tutaj zboża nie wymagające dobrej gleby, jak żyto, owies i jęczmień. W 1792 roku powstała na terenie Załęża (w Załęskiej Hałdzie) pierwsza kopalnia węgla kamiennego – „Charlotte”, którego pierwszymi właścicielami byli Karol Wachowski i Daniel Freytag.

### XIX i początek XX wieku

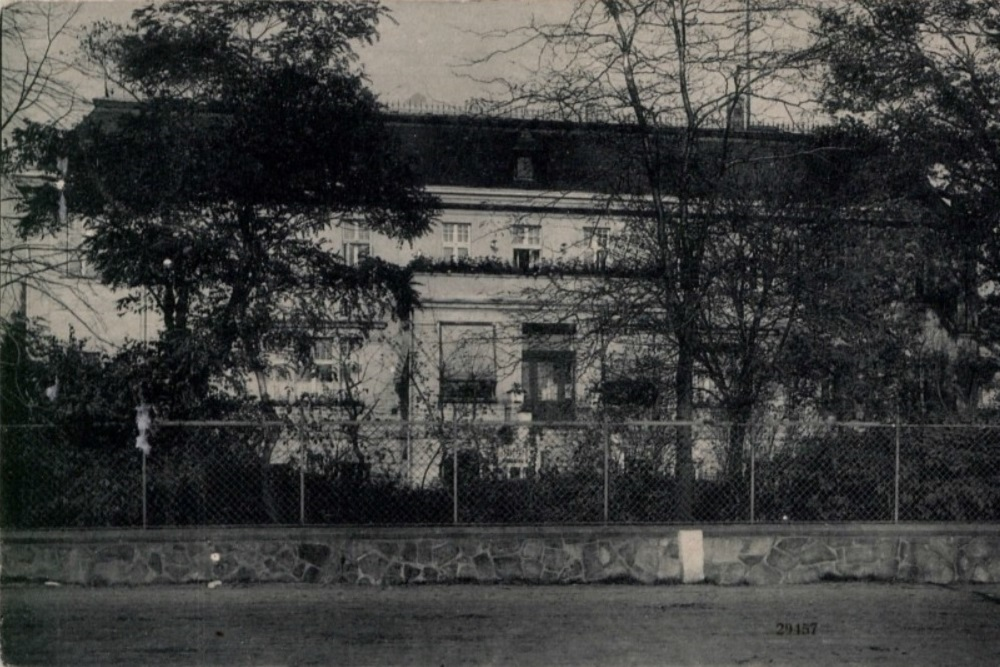
Pałac w Załężu na zdjęciu z 1909 roku; widok od strony południowej

W XIX wieku właścicielami Załęża byli Loebel Freund (lata 1839–1845; bądź 1840–1845), Karol Neumann (od 1845 roku) i Ernest Georges de la Tour – potomek francuskiej rodziny hugenockiej, a następnie spółka Georg von Giesches Erben, która od 1887 roku miała tutaj swoją centralną administrację, w pałacu przy późniejszej ulicy Gliwickiej 159. Do około 1816 roku Załęże znajdowało się w granicach księstwa pszczyńskiego. W tym czasie została utworzona gmina, która w 1817 roku znalazła się w powiecie bytomskim, oddzielna od obszaru dworskiego Załęże. W 1873 roku gminę włączono do powiatu katowickiego. Siedziba gminy znajdowała się w budynku przy późniejszej ulicy Gliwickiej 102, wybudowanym w 1897 roku.

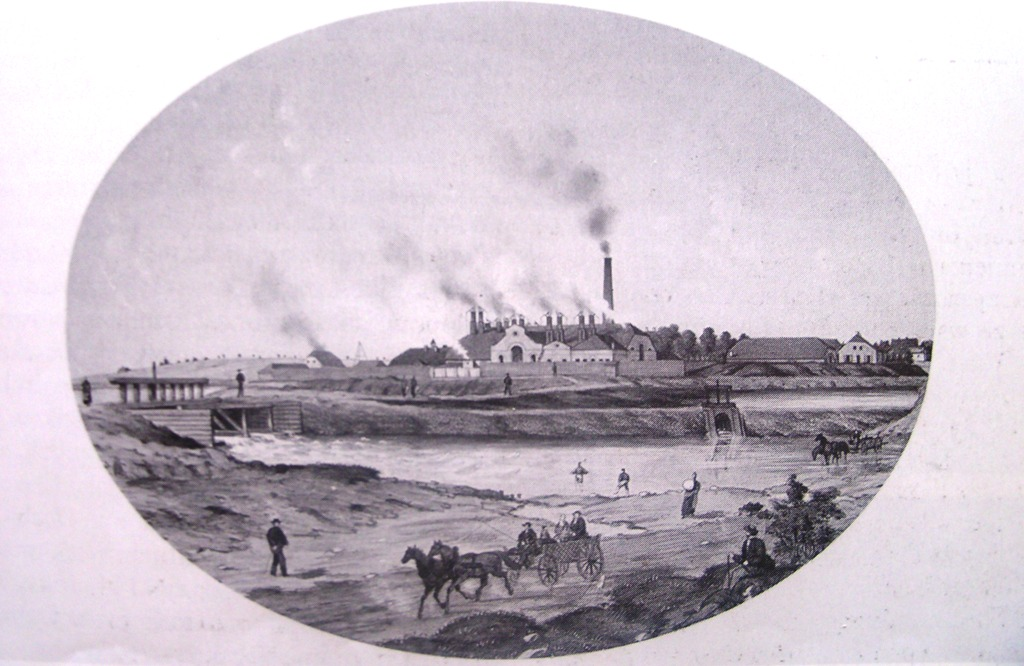
Pudlingarnia Johna Baildona na litografii z połowy XIX wieku (późniejsza huta „Baildon”)

3 października 1846 roku Towarzystwo Kolei Górnośląskiej uruchomiło biegnącą przez tereny Załęża linię kolejową ze Świętochłowic do Mysłowic, która była częścią linii z Wrocławia. W samym Załężu nie wzniesiono wówczas stacji kolejowej. 
W 1841 roku uruchomiono na terenie Załęża niewielką kopalnię węgla kamiennego „Victor”, która od 1853 roku należała do Gustava von Kramsty. Kupił on też wcześniej, bo 1853 roku, kopalnię „Charlotte”, a obydwa zakłady w 1858 roku połączył w jeden zakład – „Victor”. Kopalnia ta w 1899 roku weszła w skład współczesnej kopalni „Oheim” (późniejszy „Wujek”). W 1840 roku w Załężu powstała znacznie większa kopalnia – „Cleophas” (późniejsza kopalnia „Kleofas”). W latach 1862–1886 zakład ten nie funkcjonował, a wydobycie wznowiono po jego wykupie w 1880 roku przez spółkę Georg von Giesches Erben.
W 1823 roku John Baildon zainicjował budowę pudlingarni w rejonie dawnej kuźnicy załęskiej, która była początkiem huty żelaza „Baildon”. W 1840 roku na terenie gminy Załęże z inicjatywy Gustava von Kramsty powstała huta cynku „Victor”. Wybudowano też hutę cynku „Johanna”, którą założył Karol Godula wraz z Loeblem Freundem. W 1867 roku Dawid Czwiklitzer uruchomił w Katowicach wytwórnię mydła, którą jego syn Adolf przeniósł w latach 1922–1925 do Załęża (późniejsze Katowickie Zakłady Chemii Gospodarczej „Pollena-Savona” przy ulicy P. Pośpiecha 7/9). 

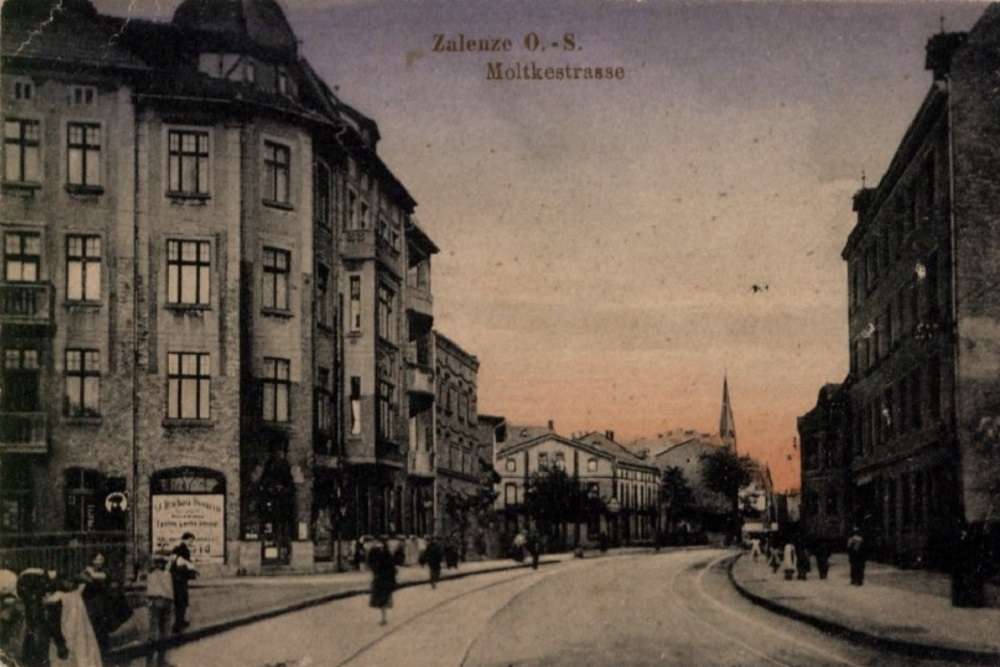
Ulica Gliwicka około 1915 roku

Dzięki rozwojowi działalności przemysłowej Załęże przekształciło się w osadę robotniczą, a działalność rolna kontynuowana była głównie na terenach dworskich. W 1845 roku odsetek rolników w Załężu wynosił 45%, zaś w 1861 roku było ich już 21%. Na przełomie XIX i XX wieku dla pracowników kopalni „Cleophas” zbudowano w pomiędzy dzisiejszymi ulicami F. Bocheńskiego i Wiśniowej kolonię robotniczą.

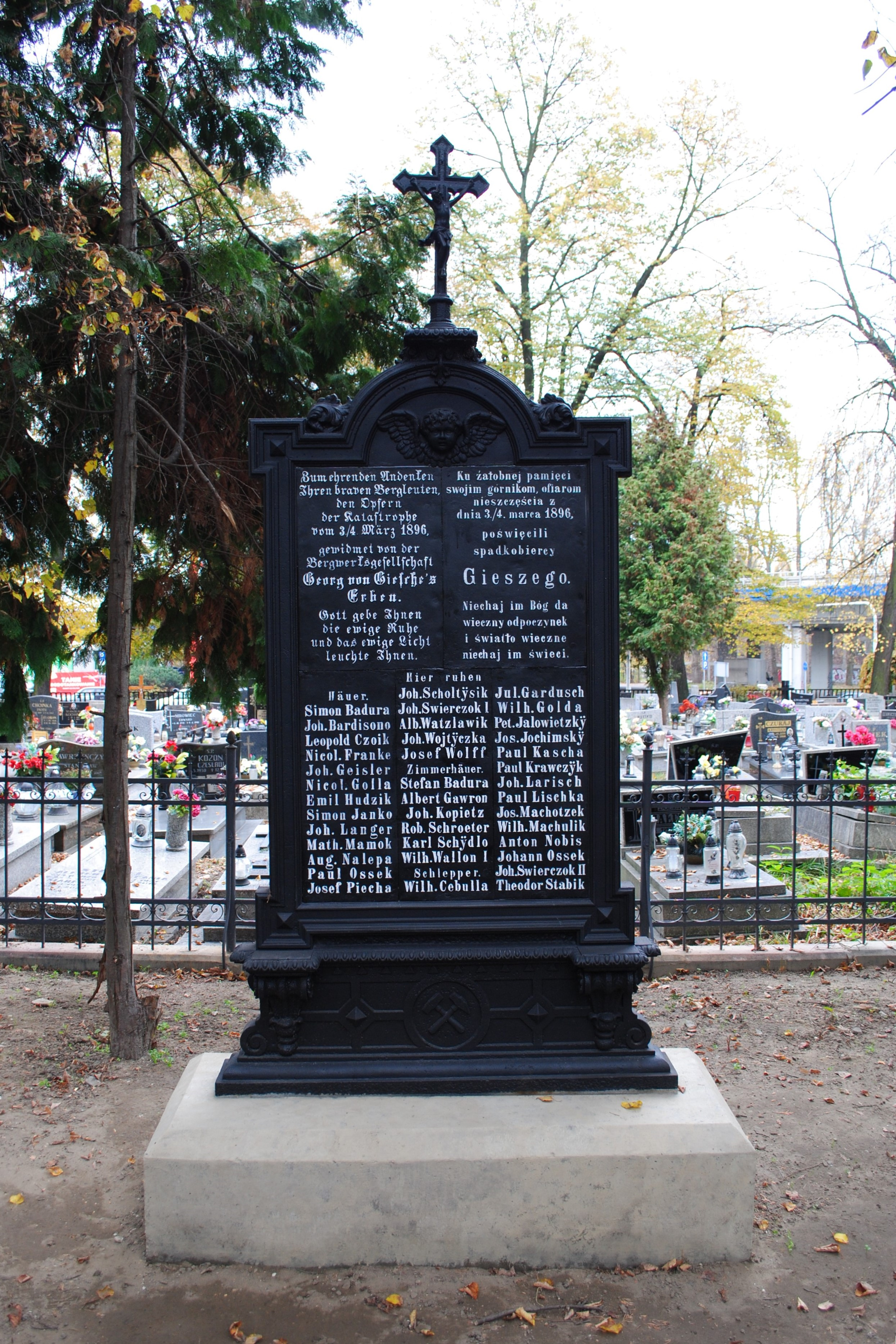
Grób zbiorowy górników, ofiar katastrofy w kopalni „Kleofas” z 1896 roku na cmentarzu przy ulicy Brackiej

Pierwsza szkoła w Załężu powstała w 1827 roku w wynajętej chałupie. Na początku lat 30. XIX wieku do szkoły uczęszczało 102 dzieci, z czego około 15 regularnie. Pierwszym nauczycielem był Franciszek Zarębski. W 1883 roku Robert Wojtas, Ludwik Łabuz i Bernard Szołtysik założyli Czytelnię Polską, której zadaniem miało być także prowadzenie teatru amatorskiego. W 1884 roku mieszkańcy Załęża oglądali w gospodzie Pana fabrykanta mioteł i Wycużnika Piotra Kołodzieja czy Gorzałkę Władysława Ludwika Anczyca. Jedną z działaczek czytelni była Paulina Szołtysikówna.
Po 1890 roku na terenie Załęża prowadziły działalność liczne organizacje robotnicze. Były to m.in. Towarzystwo Katolickich Robotników, Polsko-Katolickie Towarzystwo „Jedność” (założone w 1906 roku; jego prezesem był m.in. Henryk Ciemięga) i Towarzystwo Alojzjanów. W 1893 roku powstał Komitet Teatralny, który organizował przedstawienia na terenie osady. Poza tym powstała również komórka Polskiej Partii Socjalistycznej, której na początku przewodził Józef Biniszkiewicz. Aktywną działaczką społeczną w Załężu była także Franciszka Ciemięgowa. Współzałożyła w 1906 roku Czytelnię dla Kobiet w Załężu, która dała początek polskiemu ruchowi kobiecemu w Załężu i założonemu w 1918 roku Towarzystwu Polek w Załężu.
Zanim powstała rzymskokatolicka parafia w Załężu, tutejsi mieszkańcy przynależeli do wspólnoty parafialnej w Bogucicach. W 1896 roku erygowano w Załężu parafię rzymskokatolicką, a budowę kościoła pw. św. Józefa rozpoczęto dwa lata później. Wiązało się to z wydarzeniami z końca XIX wieku – wówczas to w nocy z 3 na 4 marca 1896 roku rozegrała się największa katastrofa górnicza  w historii Załęża. W podziemiach kopalni „Cleophas” w pożarze zginęło 104 górników. W akcji ratunkowej wzięło udział ponad 300 osób z ekip ratowniczych z różnych kopalń, m.in. z zakładów: „Cleophas”, „Ferdinand”, „König”, „Myslowitz” i „Giesche”. W czasie pogrzebu ofiar katastrofy proboszcz parafii bogucickiej ks. Ludwik Skowronek wygłosił ślubowanie wystawienia kościoła w Załężu.
Od 1895 roku w Załężu zaczął funkcjonować urząd pocztowo-telekomunikacyjny, a pod koniec XIX wieku wybudowano wąskotorową linię tramwajową. Odcinek linii Hajduki Górne – Załęże – Katowice uruchomiono 7 września 1899 roku. Stanowiła ona fragment linii Mysłowice – Bytom, wybudowanej przez spółkę Oberschlesische Dampfstrassenbahnen.

### Lata międzywojenne i II wojna światowa

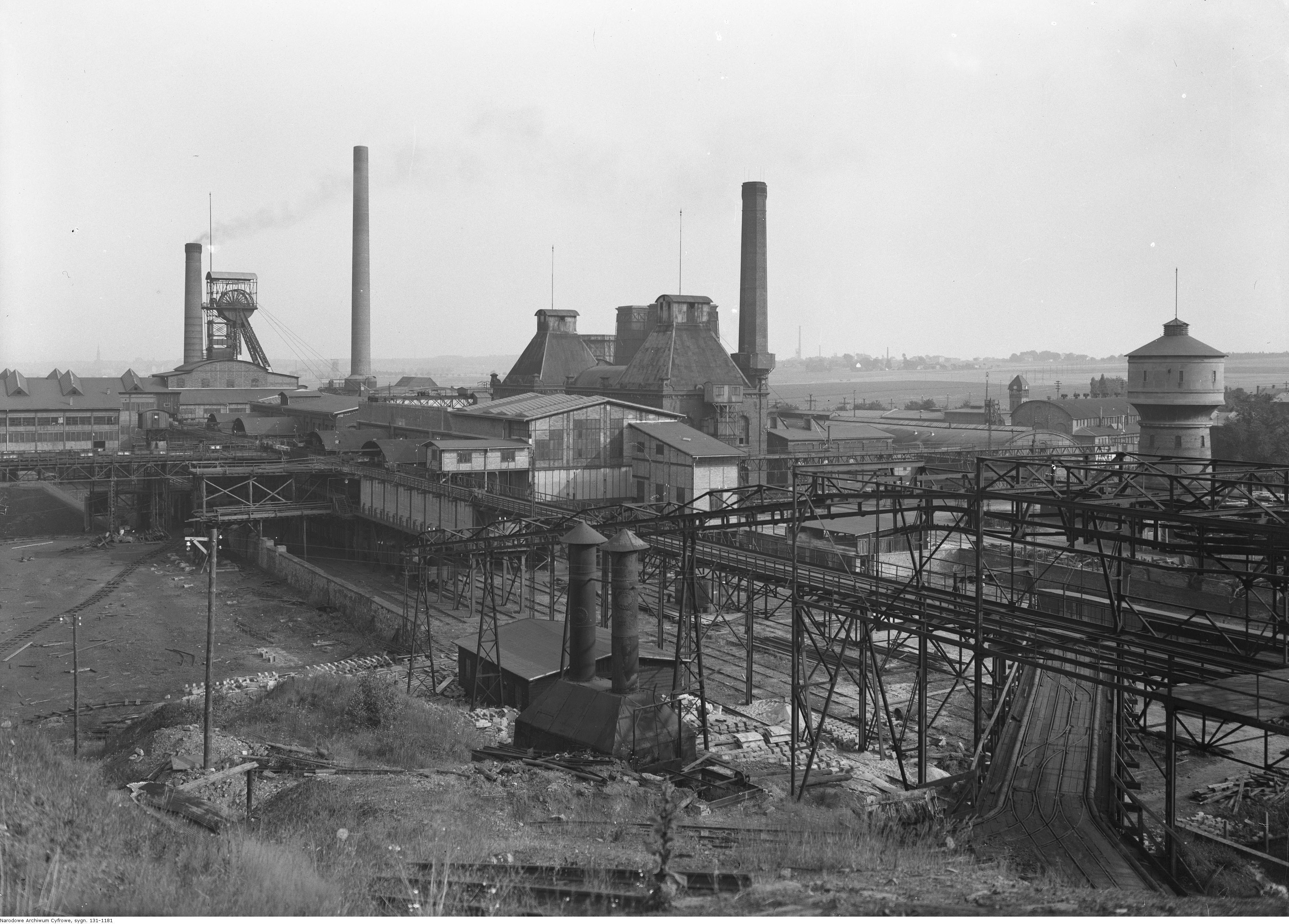
Kopalnia „Kleofas” w 1927 roku

W nocy z 16 na 17 sierpnia 1919 roku doszło do wybuchu I powstania śląskiego. Na rozkaz Maksymiliana Iksala odpowiedział m.in. oddział Polskiej Organizacji Wojskowej Górnego Śląska z Dębu, którego członkowie 17 sierpnia starli się z Niemcami w okolicy cmentarza przy późniejszej ulicy Brackiej, w wyniku którego kilku powstańców odniosło rany. Zostali oni zmuszeni do wycofania się do Sosnowca, gdzie przebywał m.in. organizator załęskich struktur POW Teodor Dudek. W czasie II powstania śląskiego, które wybuchło w połowie sierpnia 1920 roku, Załęże znajdowało się pod kontrolą powstańców. Na wieżach wyciągowych kopalni i budynkach wywieszano polskie flagi. 

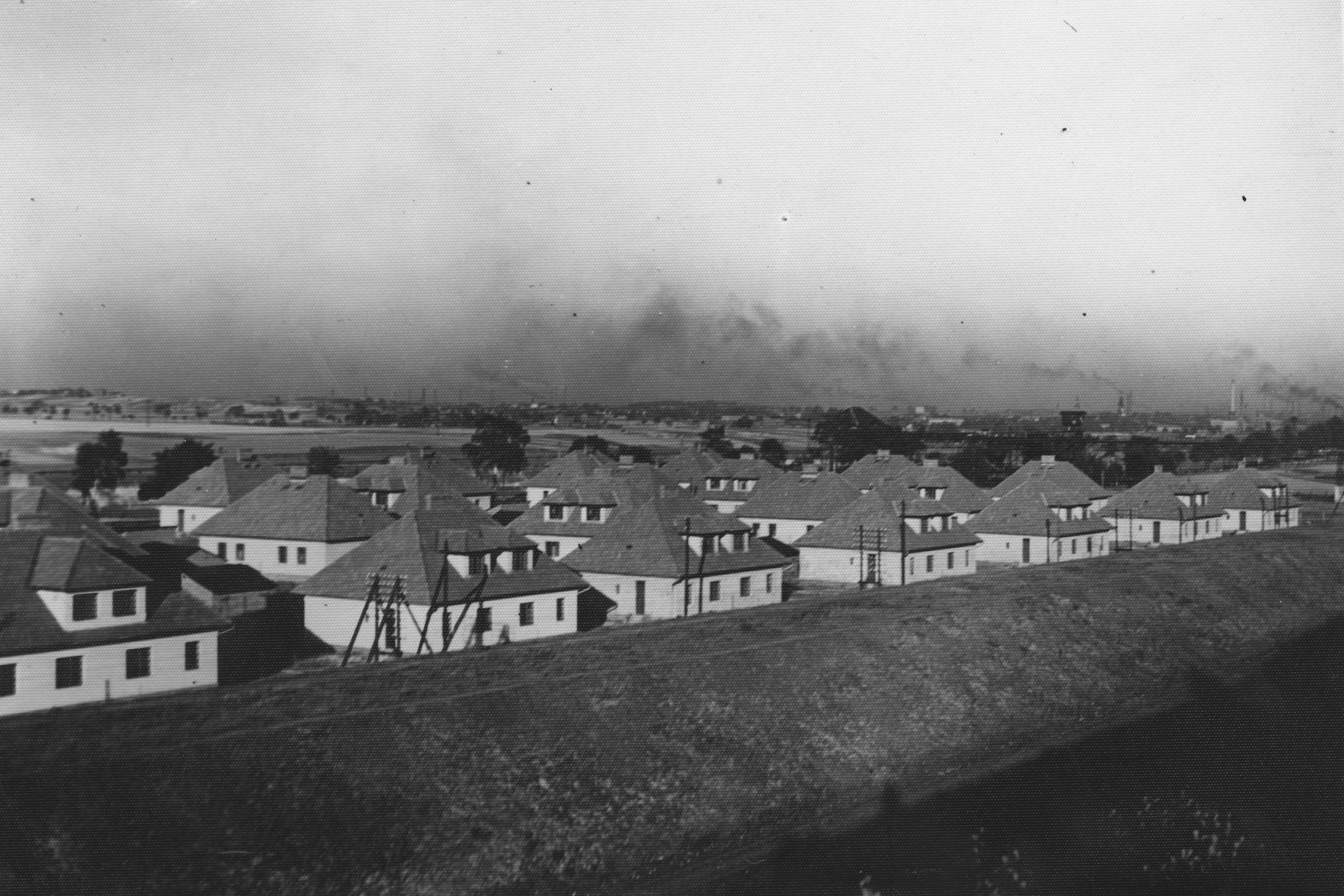
Kolonia im. I. Mościckiego na zdjęciu z lat międzywojennych

Podczas plebiscytu przeprowadzonego 20 marca 1921 roku w gminie i obszarze dworskim Załęże 5 043 osoby (tj. 54,4% głosów ważnych) zagłosowało za pozostaniem w Niemczech, zaś za przyłączeniem do Polski opowiedziało się 4 223 osoby (45,6% głosów). Podczas III powstania śląskiego Załęże również było pod kontrolą powstańców i stąd 3 maja 1921 roku nastąpił atak na Katowice. Kompania załęska przeszła cały szlak bojowy aż po Górę Świętej Anny, tocząc w dniach 1 i 2 czerwca 1921 roku walki z Niemcami pod Zalesiem i Sławięcicami. W walkach poległo pięciu powstańców kompanii: Ziętek, Pałka, Kłakus, Szopa i Slipina, a 14 zostało rannych. 
Gminę Załęże wraz ze wschodnią częścią Górnego Śląska przyznano Polsce. 22 czerwca 1922 roku do Załęża wkroczyło Wojsko Polskie przez przygotowaną bramę triumfalną z transparentem o następującej treści: „Żołnierzu polski! Ciebie witamy na ziemi śląskiej, krwią przesiąkniętej. Ojczyźnie i Tobie hołd składamy za czyny Wasze dla sprawy świętej”.

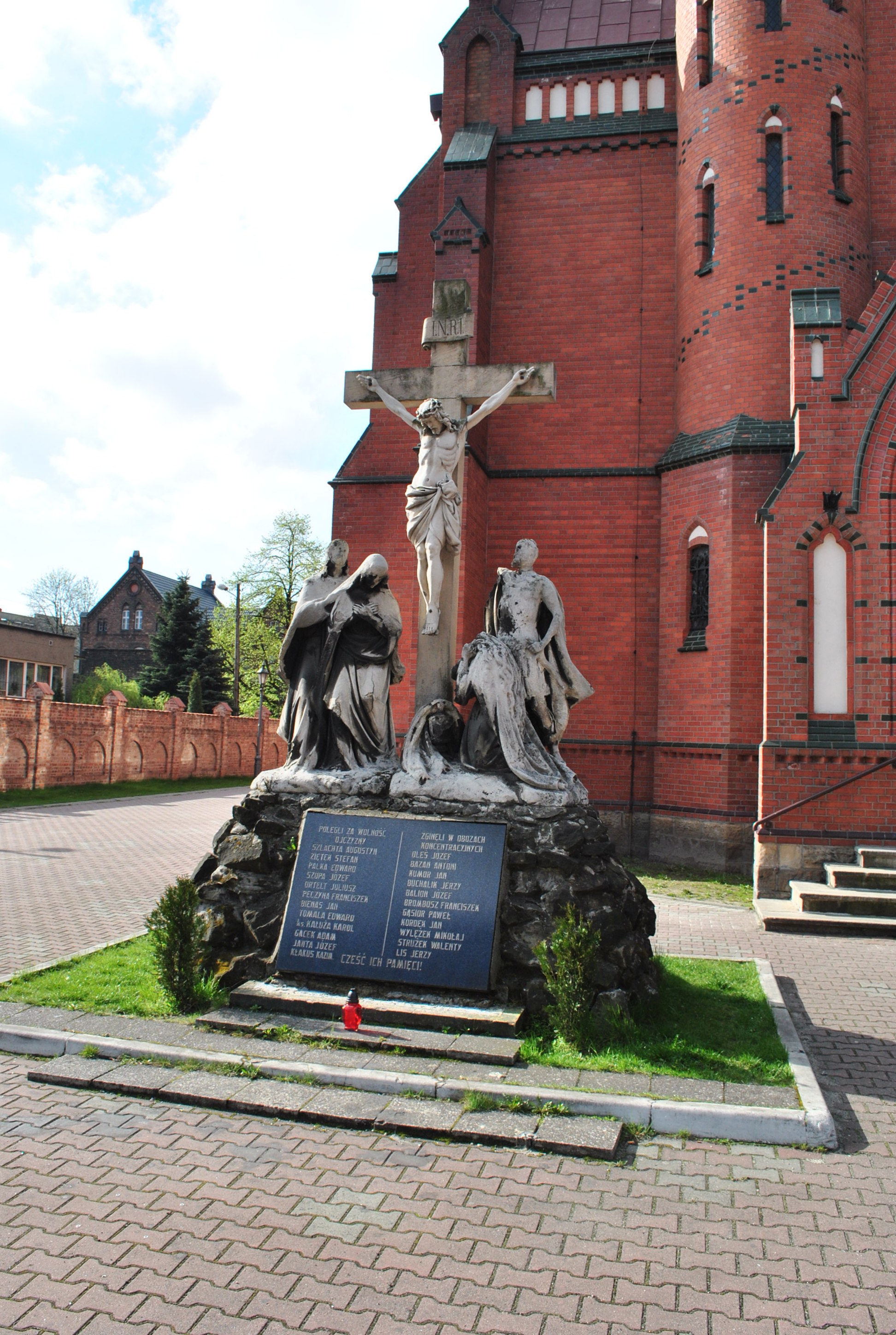
Pomnik upamiętniający poległych Załężan zgładzonych w hitlerowskich obozach koncentracyjnych, znajdujący się przy załęskim kościele (2014)

15 października 1924 roku Załęże wraz z Bogucicami, Brynowem, Dębem, Ligotą i Zawodziem przyłączono do Katowic jako dzielnice miasta.
Od września 1923 roku w Załężu powstawała polska prasa katolicka. Przez kilka lat drukowano tu Niedzielę Częstochowską i Gościa Niedzielnego. W okresie międzywojennym aktywne były tu też towarzystwa śpiewacze. Powstały wtedy chóry męskie: im. Ignacego Paderewskiego (lata 1920–1923), im. Fryderyka Chopina (w 1923 roku) i „Echo” (przy kopalni „Kleofas”; w 1929 roku), a także mieszany chór im. Stanisława Moniuszki (w 1930 roku).
Na poprzemysłowych nieużytkach, w pobliżu kopalni „Kleofas” w latach 1927–1928 została zbudowana kolonia im. Ignacego Mościckiego. W tym celu wykupiono od spółki Giesche teren pod budowę osiedla. Pierwotnie składało się ono z 63 bliźniaczych domów, a w 1932 roku kolonię zamieszkiwało 851 osób. W 1929 roku oddano do użytku budynek Azylu Miejskiego, gdzie przesiedlono najuboższą ludność Katowic. W okresie wielkiego kryzysu, w latach 1932–1938 kopalnia „Kleofas” była unieruchomiona. W tym też czasie prowadzono nielegalną eksploatację węgla kamiennego w biedaszybach, która znajdowały się w rejonie ulic F. Bocheńskiego i Kochłowickiej. Załęże przed wybuchem II wojny światowej miało strategiczne znaczenie i z tego też powodu wybudowano drogę wojskową (obecnie część ulicy Kochłowickiej; później autostrady A4), która łączyła Katowice ze składnicą amunicji.
Po zajęciu dzielnicy przez Niemców i włączeniu do III Rzeszy w 1939 roku Załęże było częścią dzielnicy Kattowitz-West. W czasie II wojny światowej, w kopalni „Kleofas” zatrudniani byli jeńcy wojenni z obozu w Łambinowicach, a ponadto istniały także dwa inne obozy pracy, w których przebywali Polacy, Rosjanie, Francuzi, Holendrzy, Ukraińcy i Włosi. Pracowali oni w kopalni „Eminencja” i hucie „Baildon”.
24 stycznia 1945 roku dzielnica została zbombardowana, a następnie zajęta i okupowana przez Armię Czerwoną w okresie od 27 stycznia do 31 maja 1945 roku. Podczas okupacji radzieckiej wysiedlono, uznane za niemieckie, 104 rodziny, a wielu mieszkańców trafiło do obozów pracy. W miejsce Niemców sukcesywnie przesiedlano ze Śródmieścia Katowic do Załęża Romów. Sowieci zdewastowali też szpital dziecięcy, utworzony przez Niemców w 1943 roku po przekształceniu Azylu Miejskiego. Odbudowany został on po wojnie z inicjatywy Stanisława Roszka i sióstr jadwiżanek. Podczas okupacji zginęło wielu mieszkańców Załęża, w tym m.in. hm. Jerzy Lis czy urodzony w Załężu ks. Karol Kałuża. Ku ich czci w 1945 roku odsłonięto na dziedzińcu kościoła pamiątkowy krzyż z tablicą.

### Lata powojenne

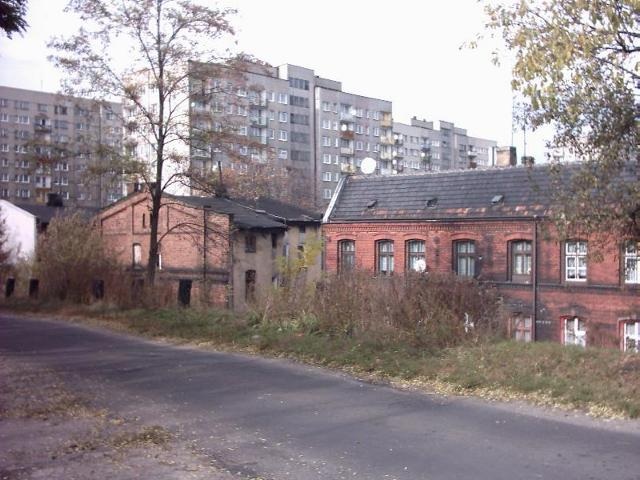
Fragment osiedla Janasa-Ondraszka na zdjęciu z 2005 roku; widok z ulicy P. Pośpiecha

9 lutego 1945 roku wznowiono wydobycie węgla kamiennego w kopalni „Kleofas”, a normalną produkcję w hucie „Baildon” wznowiono w kwietniu tego samego roku. W 1957 roku wybudowano przystanek kolejowy Katowice Załęże, który zaczął funkcjonować od 1966 roku.
W czasach Polski Ludowej, w związku z dalszym rozwojem przemysłu na terenie Załęża zintensyfikowano budownictwo mieszkaniowe. W latach 60. XX wieku na terenie Obroków powstało osiedle kopalni „Kleofas” oraz Fabryka Narzędzi Górniczych „Gonar”, a na przełomie lat 70. i 80. XX wiek wybudowano osiedle Janasa-Ondraszka. Powstały też dwa 11-kondygnacyjne bloki w rejonie ulicy Wiśniowej. Osiedla zamieszkiwali w większości robotnicy dwóch kopalni „Kleofas” i huty „Baildon”. W 1976 roku w miejscu osiedla fińskich domków w Załęskiej Hałdzie rozpoczęto budowę osiedla im. Wincentego Witosa.

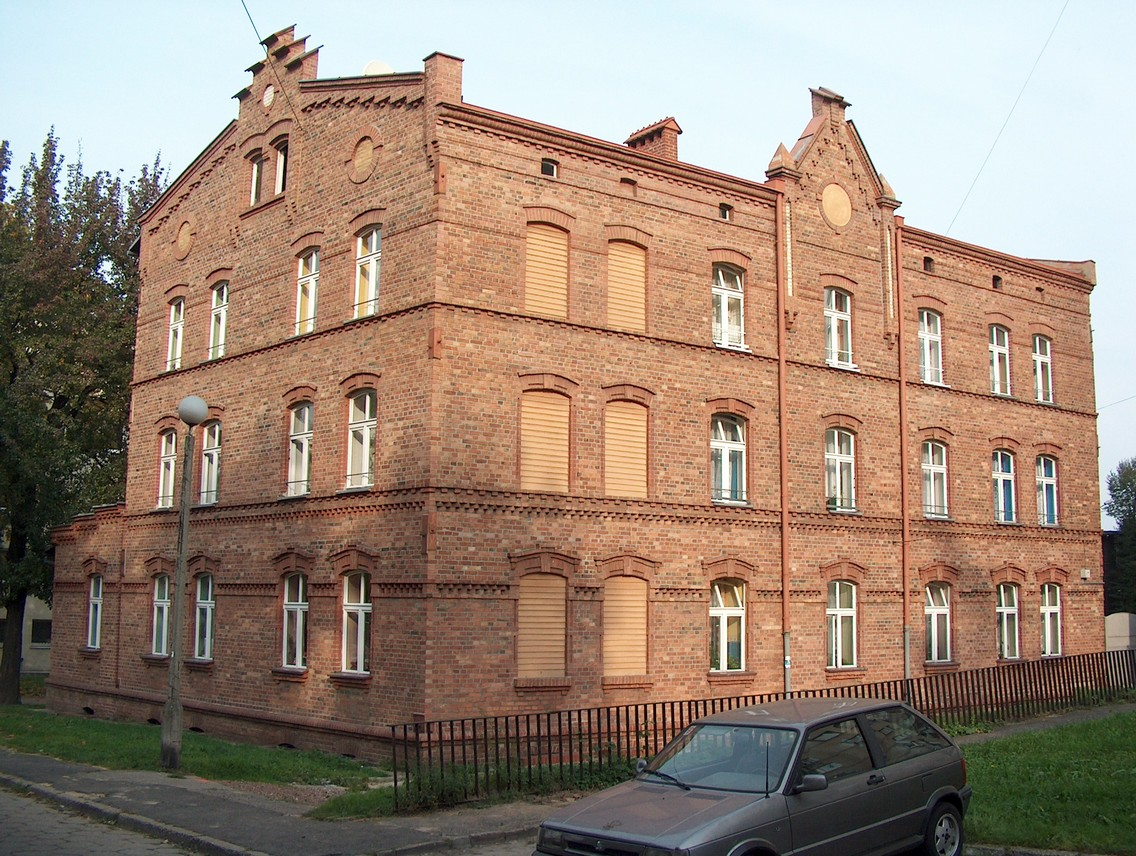
Kamienica przy ulicy Ondraszka 9 w 2007 roku, odnowiona w ramach okrojonego programu „Załęże 2000”

1 stycznia 1992 roku w Katowicach utworzono 22 Pomocnicze Jednostki Samorządowe, w wyniku których dotychczasowe tereny dawnej gminy Załęże podzielono trzy z nich: Osiedle Witosa (pierwotnie pod nazwą Osiedle Załęska Hałda; obszar osiedla W. Witosa wraz z Obrokami) i Załęska Hałda-Brynów część zachodnia (rejon Załęskiej Hałdy) i Załęże.
Od lat 90. XX w. w wyniku restrukturyzacji gospodarki zamknięto bądź ograniczono działalność wszystkich większych zakładów na terenie dawnej gminy Załęże, co doprowadziło do wzrostu problemów społecznych. W tym czasie pojawił się plan mający na celu rewitalizację zdegradowanej dzielnicy. Władze Katowic w 1991 roku zapoczątkowały program „Załęże 2000”. 19 czerwca 1995 roku Rada Miejska Katowic uchwaliła „Plan działania dla modernizacji i rehabilitacji dzielnicy Załęże w Katowicach”. Zakładał on modernizację przestrzenną, regenerację ekonomiczną i zmianę wizerunku Załęża, a działania te miały być realizowane przez władze Katowic przez kilkadziesiąt lat. Projekt ten zrealizowano w bardzo małym stopniu, a argumentowano to tym, że w projektach nie myślano o kompleksowych zmianach, a tylko ograniczono się do renowacji budynków.

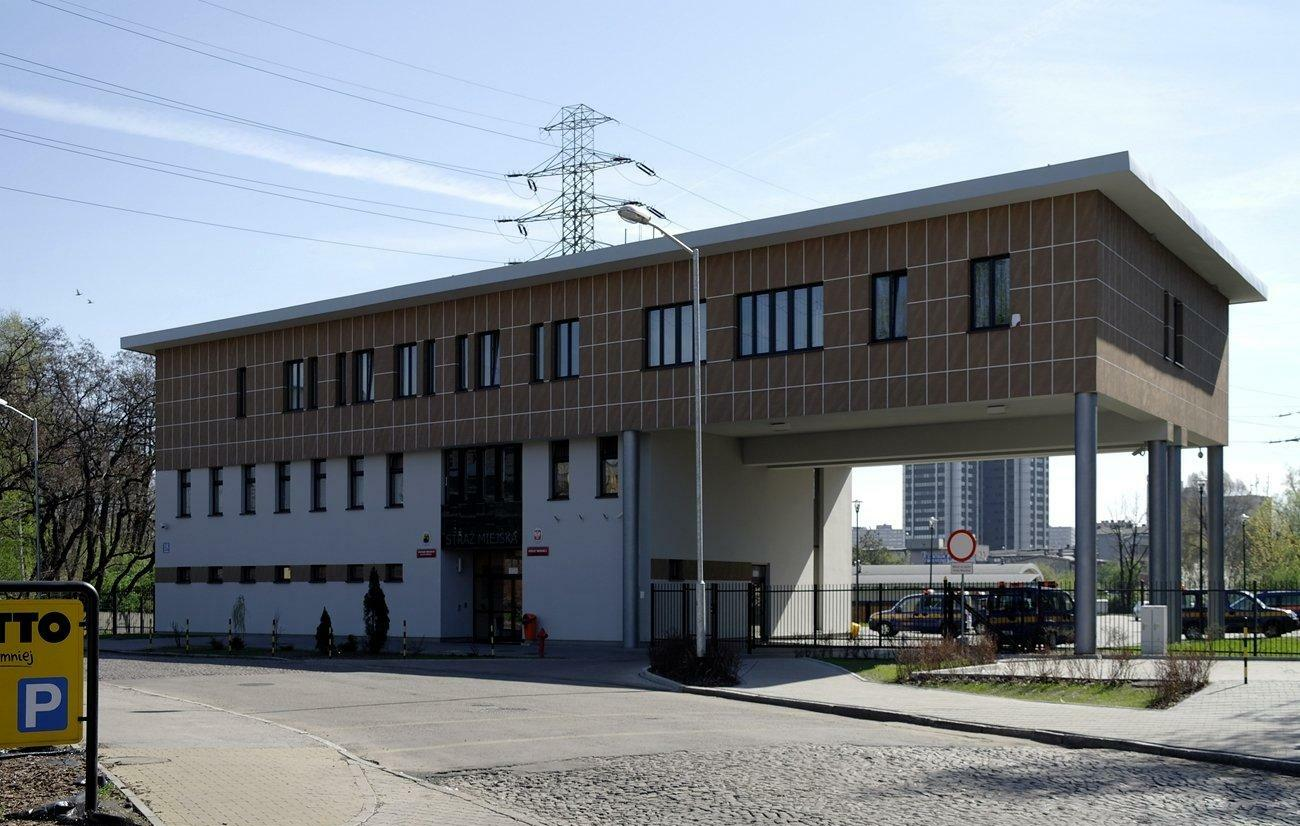
Siedziba Straży Miejskiej w Katowicach, wybudowana w 2011 roku

Wzdłuż Rawy, równolegle do ulicy Gliwickiej, od ulicy Brackiej do granicy z Chorzowem w 1995 roku powstał odcinek Drogowej Trasy Średnicowej. W późniejszych latach ulicę F. Bocheńskiego połączono z autostradą A4 i Drogową Trasą Średnicową. Rozpoczęto również modernizację najważniejszej ulicy w Załężu, tj. ulicy Gliwickiej. Modernizację centralnego i ostatniego przewidzianego do remontu odcinka ulicy, tj. od ulicy P. Pośpiecha do ulicy Brackiej, rozpoczęto 12 maja 2007 roku. Prace obejmowały m.in. modernizację infrastruktury technicznej, wymianę torowiska tramwajowego o długości 1 135 m podwójnego toru oraz odbudowę nawierzchni jezdni i chodników. W tym czasie całkowicie zawieszono ruch na ulicy. Modernizację ukończono 15 listopada 2008 roku, kiedy to na zmodernizowanej ulicy wznowiono kursowanie tramwajów.

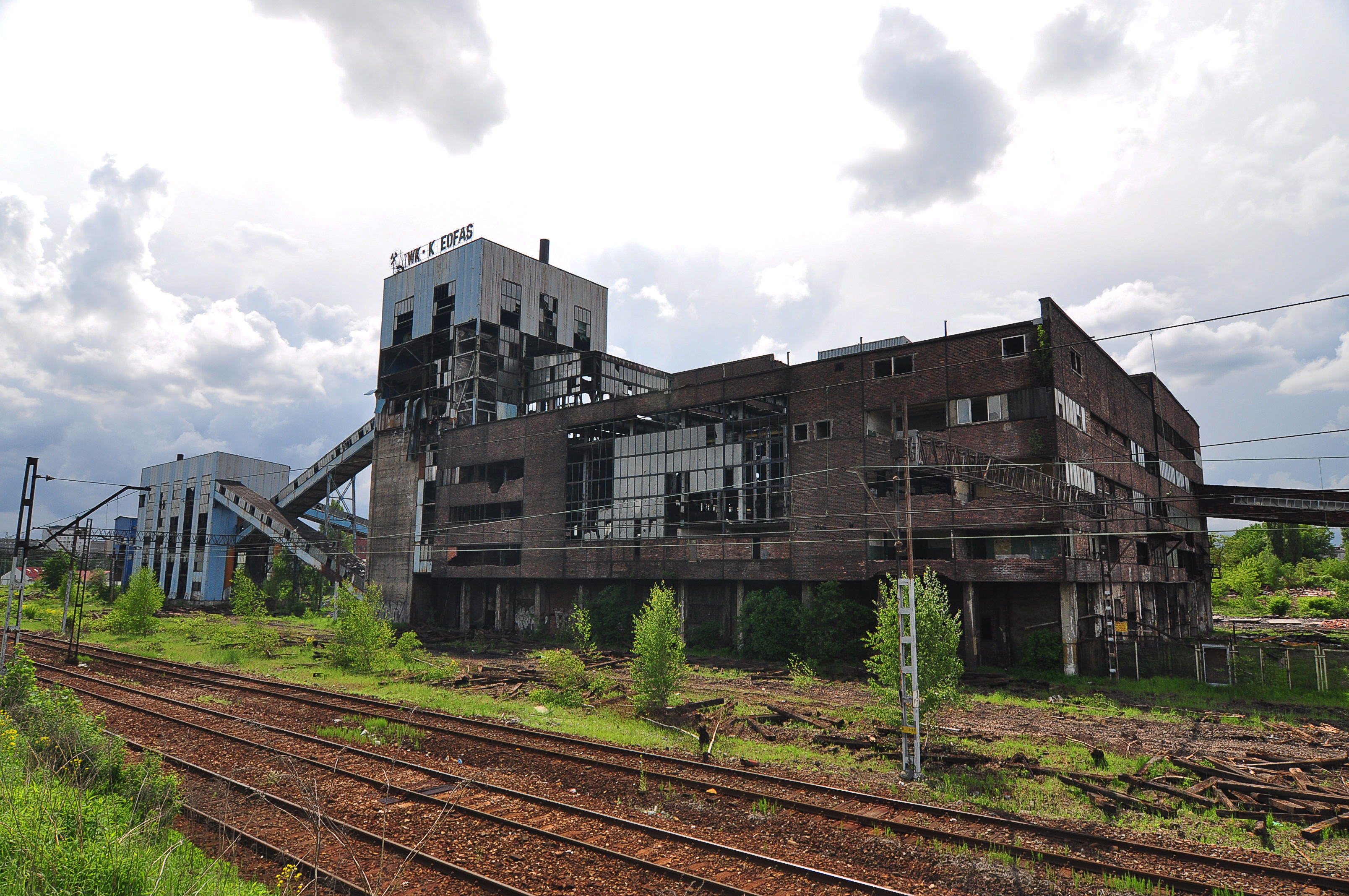
Zabudowa zlikwidowanej już kopalni „Kleofas” w 2013 roku

Wcześniej, bo 16 maja 2001 roku spółka akcyjna Huta Baildon została postawiona w stanie upadłości, a 9 marca 2016 roku wykreślono ją z listy przedsiębiorców. Wydobycie w kopalni „Katowice-Kleofas” zakończono w listopadzie 2004 roku.
Centralna część Załęża została objęta „Lokalnym Programem Rewitalizacji Miasta Katowice na lata 2007–2013”, w ramach którego zmodernizowano dwie kamienice (przy ulicy Gliwickiej 148 i 150), przebudowano kanalizację, a także wybudowano boisko sportowe i plac zabaw przy Szkole Podstawowej nr 22 im. J. Słowackiego. W ramach tego Programu, w 2011 roku przy ulicy Żelaznej oddano do użytku nową siedzibę Komendy Straży Miejskiej w Katowicach.

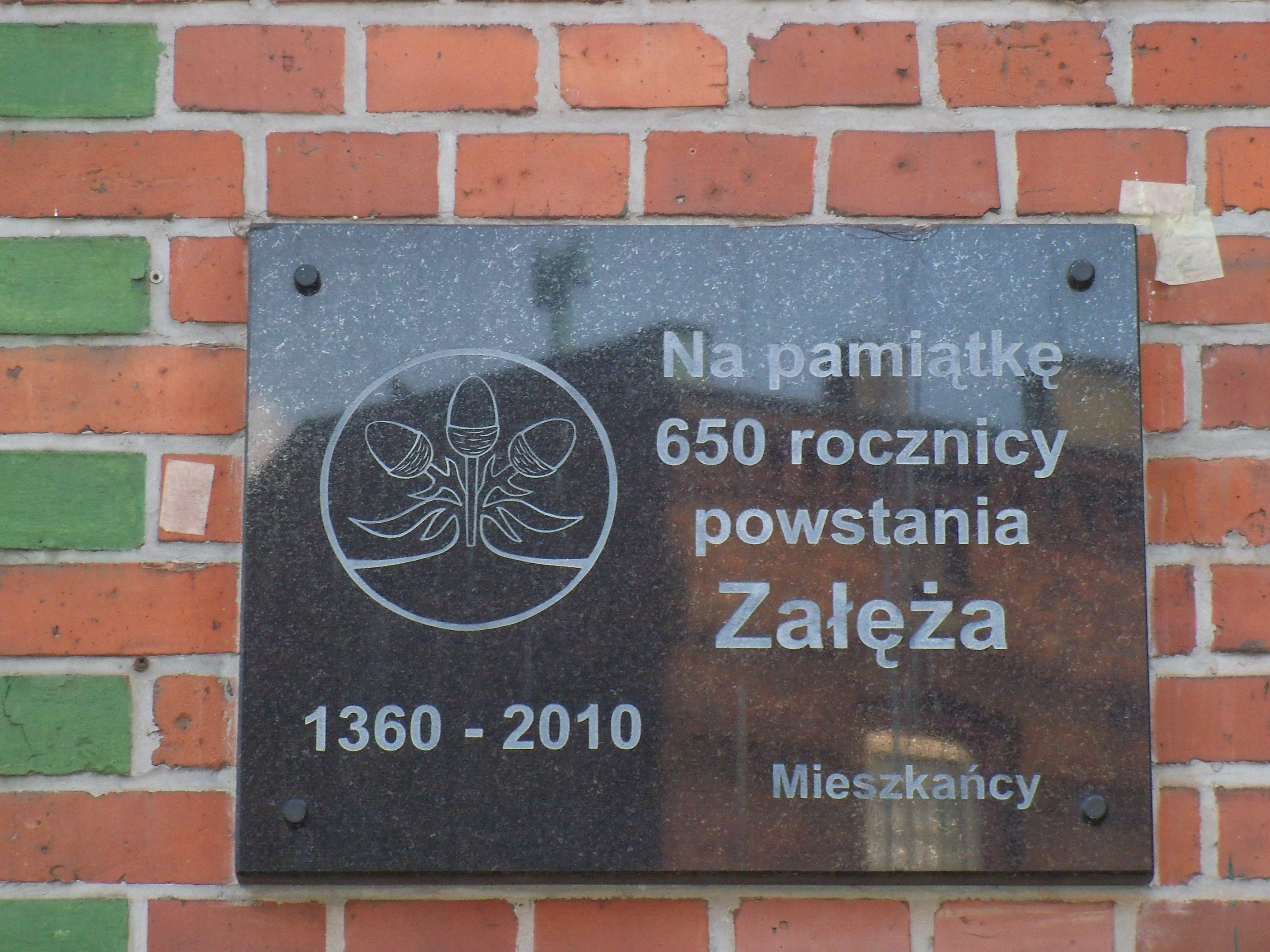
Tablica upamiętniająca 650. rocznicę powstania Załęża, de facto rocznicę pierwszej o niej wzmianki

W 2010 roku w dzielnicy uczczono 650-lecie powstania Załęża w rocznicę pierwszej wzmianki o niej, pochodzącej z 15 grudnia 1360 roku. Obchody rozpoczęły się 17 listopada 2010 roku mszą świętą w tutejszym kościele. Odbyły się też wykłady na temat Załęża, odsłonięto pamiątkową tablicę na fasadzie budynku dawnego urzędu gminy i wystąpiły lokalne zespoły artystyczne.
W Załężu w 2014 roku powstała inicjatywa utworzenia Rady Jednostki Pomocniczej nr 7. W tym celu zbierane były podpisy przy pomocy różnych instytucji, w tym parafii św. Józefa. Pomysł ten został zrealizowany w ramach projektu „Rady Dzielnic w Katowicach”, finansowanego z funduszy Europejskiego Obszaru Gospodarczego. 
Do 24 kwietnia 2014 roku zebrano łącznie 1 191 podpisów mieszkańców w ramach tej inicjatywy. Dzięki zebraniu odpowiedniej liczby podpisów 15 października 2014 roku Rada Miasta Katowice uchwaliła Statut Jednostki Pomocniczej nr 7 Załęże, natomiast 29 października 2014 roku zarządziła pierwsze w historii wybory do Rady Jednostki Pomocniczej, które odbyły się 1 marca 2015 roku.

## Demografia
| Okres/ l. ludności   | przedprodukcyjny (0–18 lat) | produkcyjny (18-60/65 lat) | poprodukcyjny (pow. 60/65 lat) | Razem |
| -------------------- | --------------------------- | -------------------------- | ------------------------------ | ----- |
| Ogółem               | 1 725                       | 6 154                      | 2 006                          | 9 885 |
| kobiety              | 823                         | 3003                       | 1428                           | 5254  |
| mężczyźni            | 902                         | 3151                       | 578                            | 4631  |
| Wskaźnik feminizacji | 91                          | 95                         | 247                            | 113   |

Rozwój demograficzny terenów dzisiejszego Załęża ulegał w przeciągu ostatnich kilkuset lat dużym przeobrażeniom. Modyfikował go zwłaszcza gwałtowny wzrost liczby ludności od końca XVIII wieku, spowodowany rozwojem sektora przemysłowego (głównie górnictwa węgla kamiennego oraz hutnictwa), a także ubytek mieszkańców spowodowany II wojną światową oraz zwiększoną emigracją od lat 90. XX w. W 1783 roku Załęże liczyło 189 mieszkańców (w tym 21 chłopów, 20 zagrodników i młynarz) i było po Bogucicach drugą największą ludnościowo wsią na terenie współczesnych Katowic. Liczba ludności gwałtownie wzrastała i na przełomie XIX i XX wieku przekroczyła 10 tysięcy osób, a związane to było z rozwojem przemysłu. W 1910 roku w Załężu mieszkało 18 428 osób, z czego 1 845 na obszarze dworskim. Od 1988 roku notuje się stały spadek liczby ludności.
W 1988 roku w Załężu mieszkało 15 530 osób. W tym okresie pod względem liczebności przeważały osoby młode i w średnim wieku, zwłaszcza w przedziale 15-29 oraz 30-44 lat. W dalszym stopniu liczba mieszkańców dzielnica malała – w 1997 roku liczba osób mieszkających w Załężu wynosiła około 13 200, a gęstość zaludnienia wynosiła wówczas 3 899 osoby/km². W Załężu według stanu z 31 grudnia 2007 roku mieszkało 11 569 osób, co stanowiło 3,7% mieszkańców Katowic. Gęstość zaludnienia wynosiła wtedy 3 417 osób/km² i była większa od gęstości dla całego miasta, która wynosiła 1 916 osób/km². Wówczas struktura wieku była w miarę wyrównana z niewielką przewagą osób w wieku 15 i 29 oraz znacznie mniejszym udziałem osób w wieku do 14 lat. W 2010 roku 18,2% mieszkańców Załęża było w wieku przedprodukcyjnym, 64,8% miało wiek produkcyjny, zaś udział osób w wieku poprodukcyjnym sięgał 17,0%. Liczba ludności Załęża 31 grudnia 2015 wynosiła 9 885 osób.
Według badań ankietowych na grupie 44 osób przeprowadzonych w 2011 roku, 45,5% ankietowanych mieszkańców Załęża zadeklarowało się jako Ślązacy (najwyższy odsetek spośród wszystkich dzielnic Katowic), 36,4% osób deklarowało się jako Polacy, 15,9% jednocześnie jako Ślązacy i Polacy, zaś 2,3% osób było innej narodowości.
Szczegółowe dane dotyczące liczby ludności Załęża w poszczególnych latach przedstawia poniższy wykres:
Źródła danych: 1783; 1817; 1825 (inne źródło podaje tę samą liczbę ludności za 1823 rok); 1840 (inne źródło podaje tę samą liczbę ludności za 1845 rok); 1855; 1861; 1867; 1871; 1875; 1885 (inne źródło podaje 3530 osób); 1890 (inne źródło podaje 4773 osoby); 1895; 1900; 1905; 1910 (wg innego źródła w Załężu mieszkało wówczas 15 150 osób); 1924; 1936; 1938; 1947; 1988; 1994; 2005; 2010; 2015; 2020.

## Polityka i administracja

### Charakterystyka

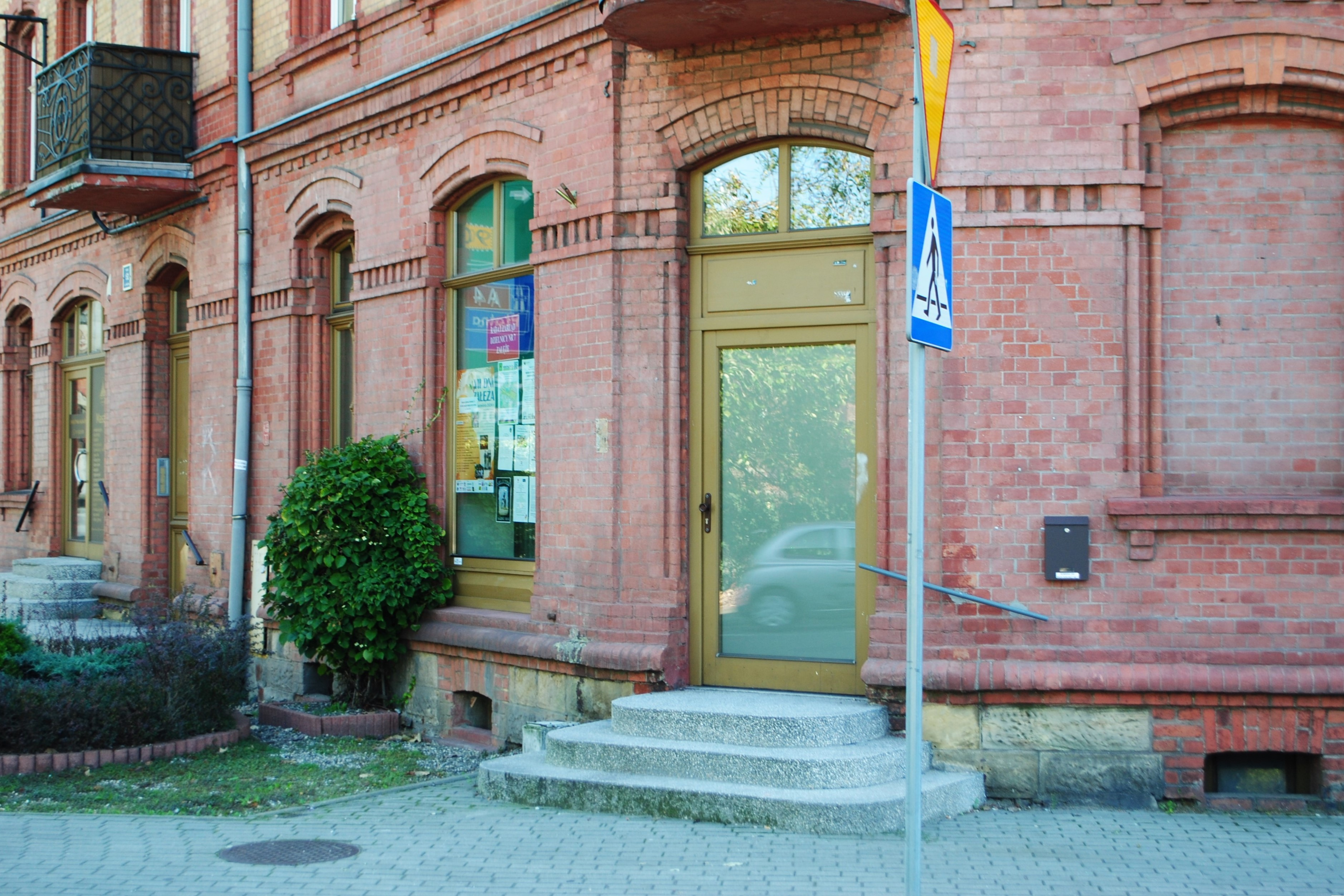
Siedziba Rady i Zarządu Dzielnicy nr 7 Załęże przy ulicy Gliwickiej 150

Dzielnica nr 7 Załęże jest jedną z 22 dzielnic Katowic, stanowiących jednostkę pomocniczą gminy. Została ona powołana na mocy uchwały Rady Miejskiej w Katowicach jako jednostka samorządowa nr 7 w dniu 1 stycznia 1992 roku. Według Uchwały nr XLVI/449/97 Rady Miejskiej Katowic z dnia 29 września 1997 roku Załęże jest statutową dzielnicą w zespole dzielnic północnych.
Dzielnica nr 7 Załęże posiada obowiązujący od 25 listopada 2021 roku statut, natomiast pierwsze wybory do ówczesnej Rady Jednostki Pomocniczej odbyły się 1 marca 2015 roku. Rada Dzielnicy składa się z 15 radnych wybieranych na 4-letnią kadencję. Organem wykonawczym Rady jest Zarząd Dzielnicy. Siedziba Rady Dzielnicy znajduje się przy ulicy Gliwickiej 150, przy skrzyżowaniu z ulicą Pokoju. Przewodniczącym Rady Dzielnicy kadencji 2019–2025 był Andrzej Karol, natomiast Przewodniczącym Zarządu Krystian Zybura.
W wyborach do Rady Miasta Katowice Załęże należy do okręgu nr 4 (Osiedle Tysiąclecia, Załęże, Osiedle Witosa, Załęska Hałda-Brynów część zachodnia). W kadencji 2024–2029 okręg ten miał pięciu przedstawicieli w Radzie Miasta. W 2010 roku mieszkańcy Załęża przynależeli do pięciu powszechnych obwodów (12, 13, 14, 15 i 16) oraz jednego w Zakładzie Opiekuńczo-Leczniczym przy ulicy Gliwickiej 78 (obwód 165). W 2014 roku w Załężu zamieszkiwało 8 249 osób, które posiadało czynne prawo wyborcze.
Na terenie Załęża według stanu z listopada 2024 roku znajduje jedna placówka administracyjna o zasięgu ponadpowiatowym. Jest nią Wojewódzki Inspektorat Transportu Drogowego w Katowicach, który ma swoją siedzibę przy ulicy Żeliwnej 38.

### Historia

Kolorowa wersja godła na pieczęciach Załęża z lat 1873 i 1875–1920, używane współcześnie m.in. przez Radę Dzielnicy nr 7 Załęże i Klub Seniora Załęże przy Radzie Dzielnicy nr 7

Historycznie tereny współczesnego Załęża znalazły się w końcu XII lub na początku XIII wieku w granicach politycznych Śląska. Obszar części współczesnych Katowic – Bogucice, Jaźwce, Roździeń, Szopienice i Załęże w 1360 roku Mikołaj II sprzedał Ottonowi z Pilicy, zachowując nad nimi zwierzchnictwo. Właściciele terenów Załęża często się zmieniali, w tym 22 lutego 1536 roku, kiedy to Stanisław Salomon, rajca krakowski, nabył od spowinowaconego z nim Jana Turzona dobra mysłowickie, w skład którego wchodziły m.in.: Roździeń, Szopienice, Bogucice i Załęże. Tereny te po śmierci Stanisława Salomona w 1546 roku przejęła wdowa po nim Anna, a potem dobra te przejął brat Stanisława Mikołaj Salomon.
Załęże w początku XVIII wieku pozostało wolnym sołectwem. Pierwszym znanym sołtysem Załęża był w 1598 roku Stanisław, a w późniejszych latach jego synowie: Bartłomiej i Piotr. W 1686 roku sołtysem Załęża był Grześ Grządziel. Do czasu uwłaszczenia chłopów wójtowie (sołtysi) byli całkowicie zależni do właściciela wsi. Od końca XVIII wieku wójtami Załęża byli: w latach 1771–1772 Józef Badura, w 1794 roku Jakub Sekuła, a w latach 1832–1838 Mikołaj Kurzeja. Na terenach współczesnych Katowic pozycja dziedzicznych sołtysów była silna, do czasów wykupienia ich przez właścicieli tych terenów w XVIII wieku. Ich pozycja świadczyła o średniowiecznej kolonizacji tych ziem na prawie niemieckim. Sołtysi byli też dobrze uposażeni. Załęski sołtys z I połowy XVII wieku był właścicielem łąki, stawów, domów z zagrodą i chmielników. Sołtysi mieli też dużą samodzielność w stosunku do właścicieli dóbr ziemskich.
W XIX wieku Załęże miało wielu właścicieli. Od 1779 roku właścicielem wsi był Karol Wachowski, od którego w 1807 roku Załęże nabył Fryderyk von Wrochem, który wkrótce po zakupie dóbr przeniósł się tam wraz z rodziną i w Załężu mieszkał do śmierci w 1837 roku. Kolejnymi właścicielami załęskich dóbr byli: Loebel Freund (lata 1840–1845), Karol Neumann,  Ernest Georges de la Tour (około 1845–1856), hrabia Magnus von Moltke (1858 rok) i jego spadkobiercy (1865 rok). W 1883 roku dobra załęskie zostały zakupione przez spółkę Georg von Giesches Erben.
Po 1742 roku, kiedy po wojnach śląskich większość Śląska przejęły Prusy, na Górnym Śląsku ustanowiono powiaty, w tym bytomski i pszczyński. Gdy po wojnach napoleońskich utworzono rejencję opolską, w 1818 roku dokonano także zmian granic niektórych powiatów. Wówczas to do powiatu bytomskiego włączono m.in. Załęże. 27 marca 1873 roku z powiatu bytomskiego wydzielono nowy powiat – katowicki, co było spowodowane gwałtownym wzrostem liczby mieszkańców tego obszaru. Stolicą powiatu zostały Katowice, zaś w jej skład nowo powołanej jednostki weszła także gmina i obszar dworski Załęże.

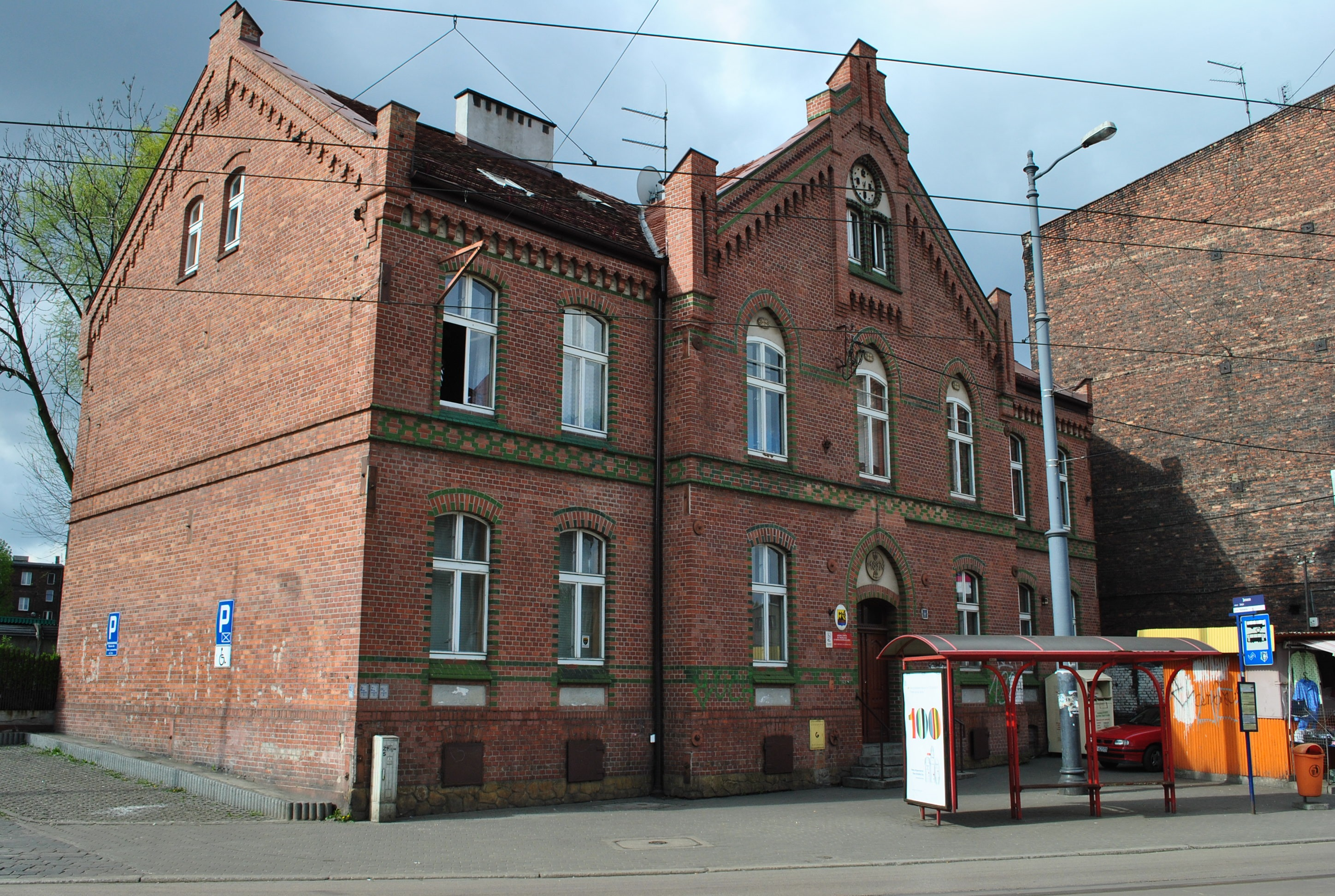
Budynek dawnego urzędu gminy Załęże przy ul. Gliwickiej 102; budynek pochodzi z 1897 roku

W Załężu tereny gminne podzielone były na trzy części, tworzące swoiste enklawy wewnątrz zwartego obszaru dworskiego. Pola dworskie znajdowały się wokół załęskiego folwarku oraz na terenie Załęskiej Hałdy. Siedziba gminy znajdowała się w budynku przy ulicy Gliwickiej 102. 
W 1856 roku wprowadzono nową ordynację administracji gmin wiejskich. W tym roku naczelnikiem gminy Załęże był Jan Oleś. W późniejszych latach naczelnikami byli kolejno: Mateusz Stanisławowski (urząd w latach 1868–1878), Adolf Heller (1879–1882), Józef Boronowski (1883–1888), Józef Wolny (1889–1896), Gracjan Laxy (1896–1900), Marcin Knopp (1901–1909), Bruno Michaelis (1910–1922; posiadał tytuł burmistrza) i Lorenz Widuch (1922–1924; posiadał tytuł burmistrza).
1 stycznia 1874 roku powstały w sześciu wschodnich prowincjach Prus, w tym na Górnym Śląsku, nowe jednostki administracyjne, nazwane okręgami urzędowymi (niem. Amtsbezirk), obejmujących kilka gmin bądź obszarów dworskich. W powiecie katowickim, do którego wówczas należały Załęże, 31 maja 1874 roku powołano okręg urzędowy Załęże, w skład którego weszła gmina wiejska Załęże i obszar dworski Załęże.
W 1922 roku, po przyłączeniu części Górnego Śląska do Polski, gmina i obszar dworski Załęże były dalej częścią powiatu katowickiego, a niedługo po powstaniu autonomicznego województwa śląskiego przystąpiono do realizacji włączenia obszarów dworskich do sąsiadujących z nimi gmin. Obszary dworskie w powiecie katowickim zniesiono 30 czerwca 1924 roku, a dzień później przeszły we władanie gmin. Na mocy Ustawy Sejmu Śląskiego z 15 lipca tego samego roku postanowiono o włączeniu do Katowic m.in. gminy Załęże. Ustawa ta weszła w życie 15 października 1924 roku. Gmina przed włączeniem miała powierzchnię 8,43 km² i była wówczas trzecią pod względem powierzchni gminą w ówczesnych Katowicach. W 1925 roku Rada Miejska w związku z powiększeniem granic miasta oraz liczby mieszkańców podzieliła Katowice na dzielnice, w tym dzielnicę III Załęże-Dąb.
Z Załęża pochodził Eugen Franz – niemiecki działacz polityczny i społeczny, poseł na Sejm Rzeczypospolitej Polskiej I, II i III kadencji (II RP). Również posłem na Sejm RP I, II i III kadencji w czasie dwudziestolecia międzywojennego był urodzony w Załężu niemiecki działacz polityczny Franz Johannes Rosumek.
Po zajęciu Polski przez nazistowskie Niemcy w 1939 roku, nowe władze okupacyjne przywróciły urzędowe nazewnictwo miejscowości na terenie Katowic według stanu sprzed 1922 roku. 3 lutego 1942 roku na mocy rozporządzenia prezydenta prowincji górnośląskiej ustanowiono nowy podział administracyjny miasta. Wówczas to Załęże znalazły się wraz z Obrokami i Bederowcem w dzielnicy Kattowitz-West. Po objęciu przez władze polskie w 1945 roku administracji w Katowicach przywrócono stan prawny z dnia 1 września 1939 roku.
7 października 1954 roku obszar Załęża przydzielono do dzielnicy Załęże-Śródmieście. Siedziba Prezydium Dzielnicowej Rady Narodowej znajdowała się na terenie dzisiejszego Śródmieścia, najpierw przy ówczesnej ulicy Armii Czerwonej 18, potem przy placu Wolności 2. Podział ten zniesiono w 1973 roku.

### Godło napieczętne
Najstarsze zachowane pieczęcie Załęża pochodzą z 1723 roku i znane są z Katastru Karolińskiego. Z tego okresu znane jest także pierwsze godło Załęża. Pieczęć z 1723 roku przedstawiała wprost w polu wpisaną literę „Z”. Szybko zostało ono jednak zapomniane, gdyż na nowych tłokach sporządzonych pół wieku później już w czasach Królestwa Prus, zastąpiono je nowymi, a ustalone wówczas godło było używane nieprzerwanie do końca istnienia samodzielnej gminy.
Motywem przewodnim godła Załęża był świat przyrody. Na pieczęci z 1816 roku występuje godło w formie wyrastającej z podłoża gałązki z liśćmi dębowymi i żołędziem. Godło na pieczęci z lat 1836–1868 uległo modyfikacji: przedstawia ono wyrastający z podłoża krzew dębu zakończony u góry trzema żołędziami, a między nimi znajdują się dwa drobne listki. Godło na pieczęci z roku 1873 i z lat 1875–1920 przedstawia wyrastający z podłoża krzew dębu, na wierzchołku którego występują trzy żołędzie – jeden u góry, a dwa po bokach. Na dole zaś są dwa liście. Pieczęć z końca samodzielnej gminy Załęże, z lat 1921–1924, przedstawia ponownie zmodyfikowane godło: z podłoża wyrastający krzew dębu, u góry którego wystaje żołądź, zaś na dole znajdują się cztery liście.

## Gospodarka
Załęże przez wiele lat było ważnym ośrodkiem górniczym i hutniczym, a przed XIX wiekiem również kuźniczym. Już w średniowieczu w rejonie Załęża (zwłaszcza Załęskiej Hałdy) wydobywano rudę żelaza w postaci limonitów ilastych. Rudę żelaza wydobywano jeszcze w początku XIX wieku – w 1840 roku w kopalni rudy pracowało 44 robotników, którzy wydobyli łącznie 5 tys. ton rudy. Poza tym wydobywano wówczas w małej skali ił ogniotrwały.
Najstarsza informacja o istnieniu kuźnicy w Załężu, która działała nad Rawą, pochodzi z 29 lutego 1524 roku. Wówczas to ówczesny właściciel Załęża sprzedał wieś Strzybnickiemu, a jako sprzedający pojawił się w nim mistrz Jan z Załęża (określenie mistrz może się odnosić do mistrza kuźnika). Dokument z 17 sierpnia 1564 roku sugeruje, że kuźnica nie działała. Po dłuższej przerwie została ona w XVII wieku odbudowana. Jeszcze w 1728 roku została ona wymieniona w protokole, a w 1735 roku na jej miejscu stał młyn. Działał on do około 1855 roku.

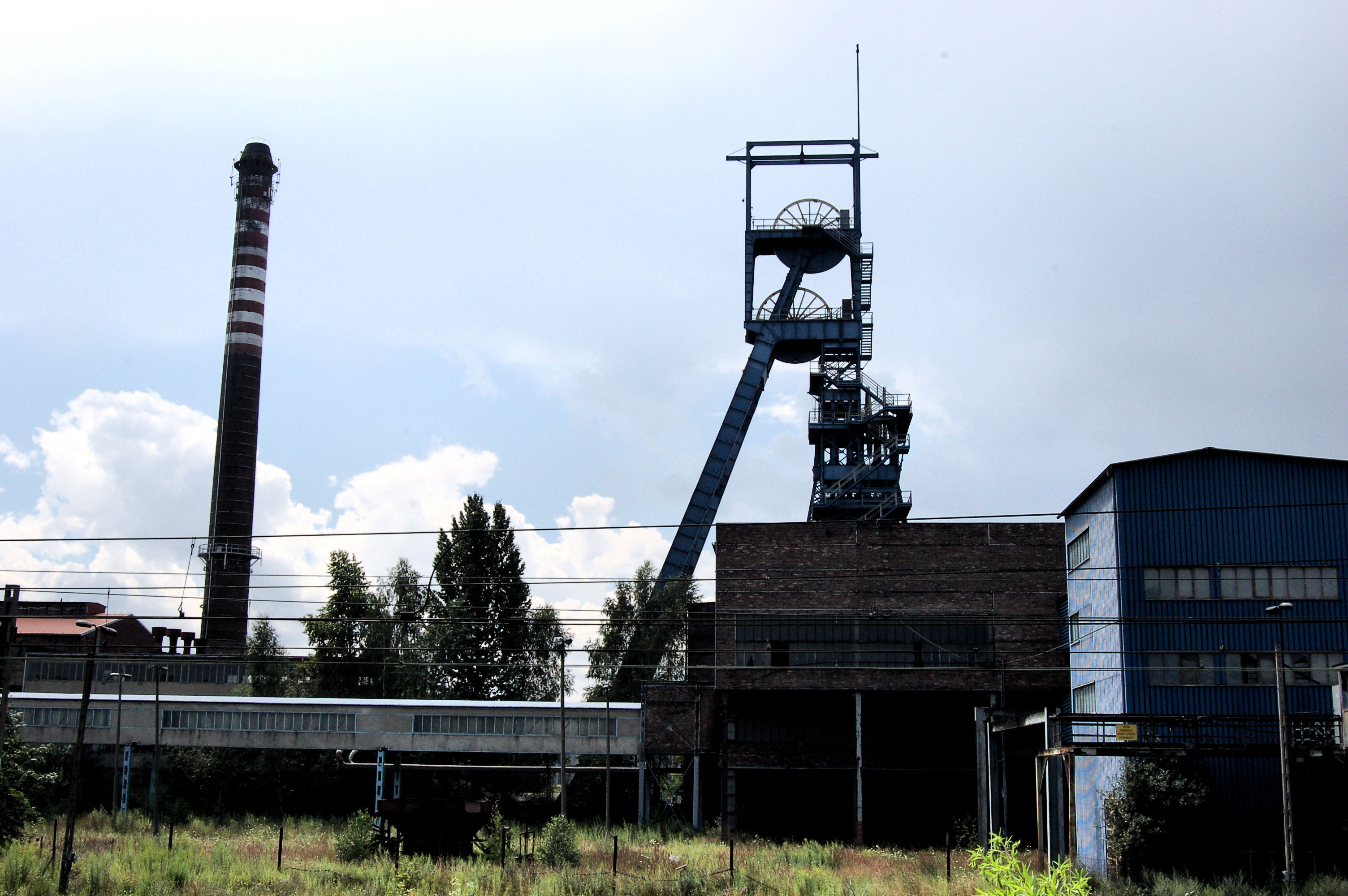
Zabudowa dawnej Kopalni Węgla Kamiennego „Kleofas” w 2008 roku

Pierwszą kopalnią węgla kamiennego w Załężu i jedna z najstarszych na terenie współczesnych Katowic była kopalnia „Charlotte”. Została ona nadana 16 marca 1792 roku. Była ona eksploatowana w 1789 roku i w latach 1823–1858. W 1858 roku została ona włączona do kopalni „Victor”, która została nadana 24 stycznia 1838 roku.
W 1840 roku Karol Godula otworzyli kopalnię „Cleophas” (późniejszy „Kleofas”), której współwłaścicielem został Loebel Freund. Była ona większa niż zakłady tego typu ówcześnie istniejące na terenie gminy Załęże. Kopalnię tę nadano 15 lipca 1840 roku, a zatwierdzono ją 21 lipca tego samego roku. Od 1845 roku Karol Godula był wyłącznym właścicielem kopalni, a po jego śmierci w 1848 roku spadkobierczynią zakładu została Joanna Gryczik. W 1852 roku w kopalni „Cleophas” pracowało 136 osób. Działało wówczas 5 szybów, a od początku działalności zakładu głównym odbiorcą węgla kamiennego była wówczas kolej. W 1852 roku wydobycie wyniosło 150 tys. ton, z czego kolej kupiła 84 tys. ton. Na mocy decyzji Górnośląskiego Urzędu Górniczego w Tarnowskich Górach połączono kopalnie „Cleophas” i „Eva”. W 1880 roku spółka Georg von Giesches Erben zakupiła nieczynny wówczas zakład. Na terenie Obroków rozpoczęto głębienie nowych szybów „Walter” (później „Fortuna II”) i „Recke” („Fortuna III”), z których jeszcze w latach 80. XIX wieku zaczęto wydobywać węgiel kamienny, a nieco później z szybu „Frankenberg” („Fortuna I”). Kopania „Kleofas” od 1922 roku należała do spółki akcyjnej Giesche. W tym samym roku wydobyto z niej 735,8 tys. ton węgla kamiennego przy zatrudnieniu wynoszącym 4 016 osób. W latach 1932–1938 była przejściowo unieruchomiona. Po 1945 roku kopalnia „Kleofas” została upaństwowiona, funkcjonując w ramach Katowickiego Zjednoczenia Przemysłu Węglowego. W 1974 roku połączono ją z kopalnią „Gottwald”, funkcjonując pod tą nazwą do 1990 roku. W 1996 roku kopalnię „Kleofas” połączono z kopalnią „Katowice”, tworząc KWK „Katowice-Kleofas”. W 2004 kopalnia została zamknięta, zaś w 2014 roku większość zabudowy kopalni wyburzono.

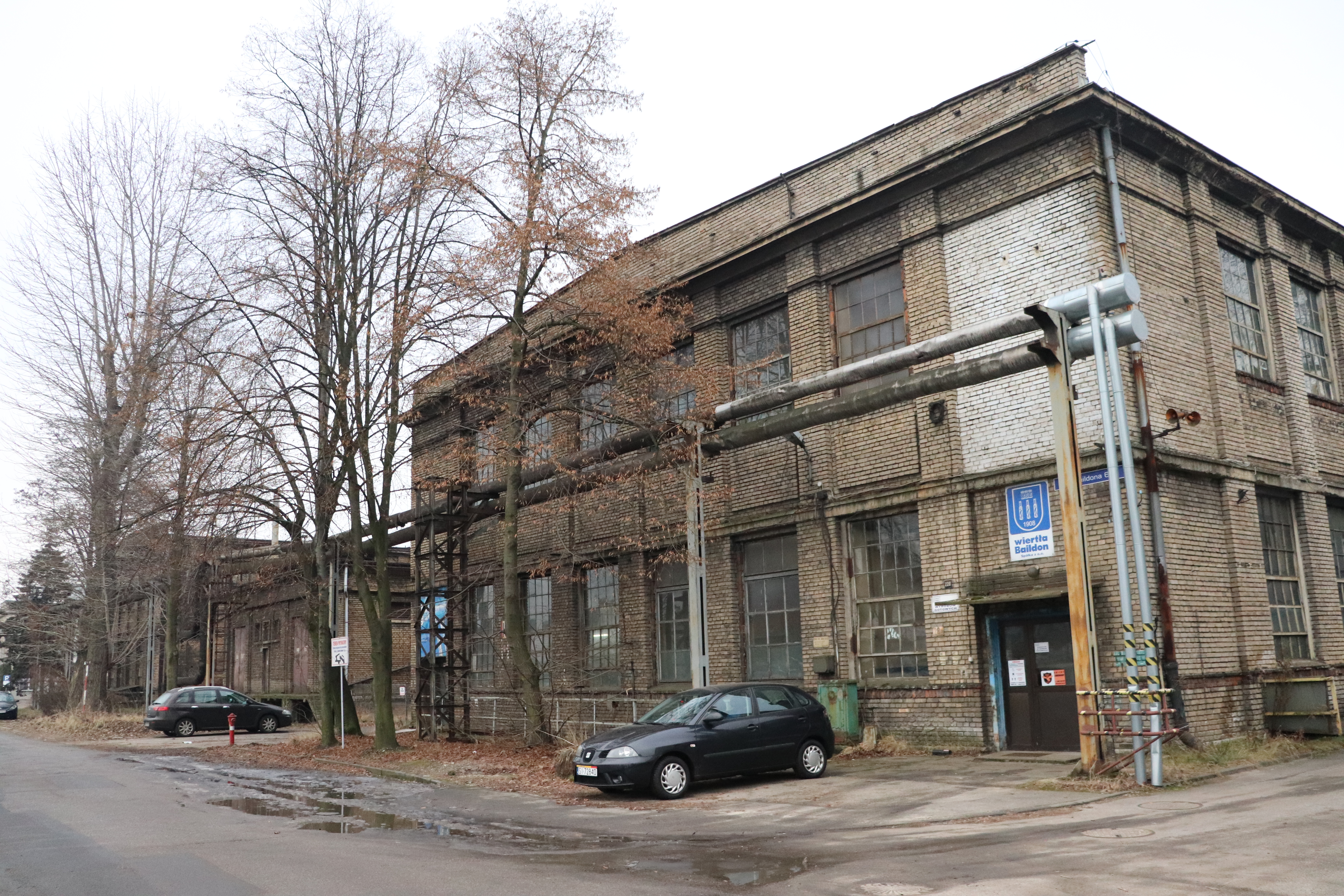
Fragment zabudowy dawnej huty „Baildon” po stronie Załęża – Fabryka „Wiertła Baildon”

W XIX wieku rozwinęło się też hutnictwo szkła, żelaza i cynku. W pierwszej połowie XIX wieku zaczęła funkcjonować huta cynku „Victor” (w 1840 roku) i „Johanna”. Ta druga powstała w zabudowaniach dawnej huty szkła „Saeman” założonej w 1820 roku i funkcjonującej przez dwa lata. Hutę „Victor” w dniu 19 października 1855 roku nabył kupiec Gustaw Kramsta. W 1823 roku na pograniczu Dębu i Załęża została uruchomiona huta „Baildon”, która miała w późniejszych latach duży wpływ na rozwój obydwu osad.  Zakład założył John Baildon w pobliżu stawu na Rawie, w miejscu gdzie wcześniej istniała kuźnica załęska. Na swoje czasy był on nowoczesnym zakładem. Stosowano tutaj metodę pudlową i działała walcownia sztab. Po śmierci Johna Baildona w 1846 roku huta stała się własnością Josepha Domsa i Adolfa Wenzela. W latach 1863–1865 huta nie pracowała – w 1865 roku zakład kupił Wilhelm Hegenscheidt, właściciel ciągarni drutu w Gliwicach. Wówczas też zaczęto używać dla wyrobów hut znaku firmowego „BHH”. Huta „Baildon” w połowie maja 2001 roku ogłosiła upadłość. Na jej bazie powstały nowe firmy prowadzące działalność przemysłową.

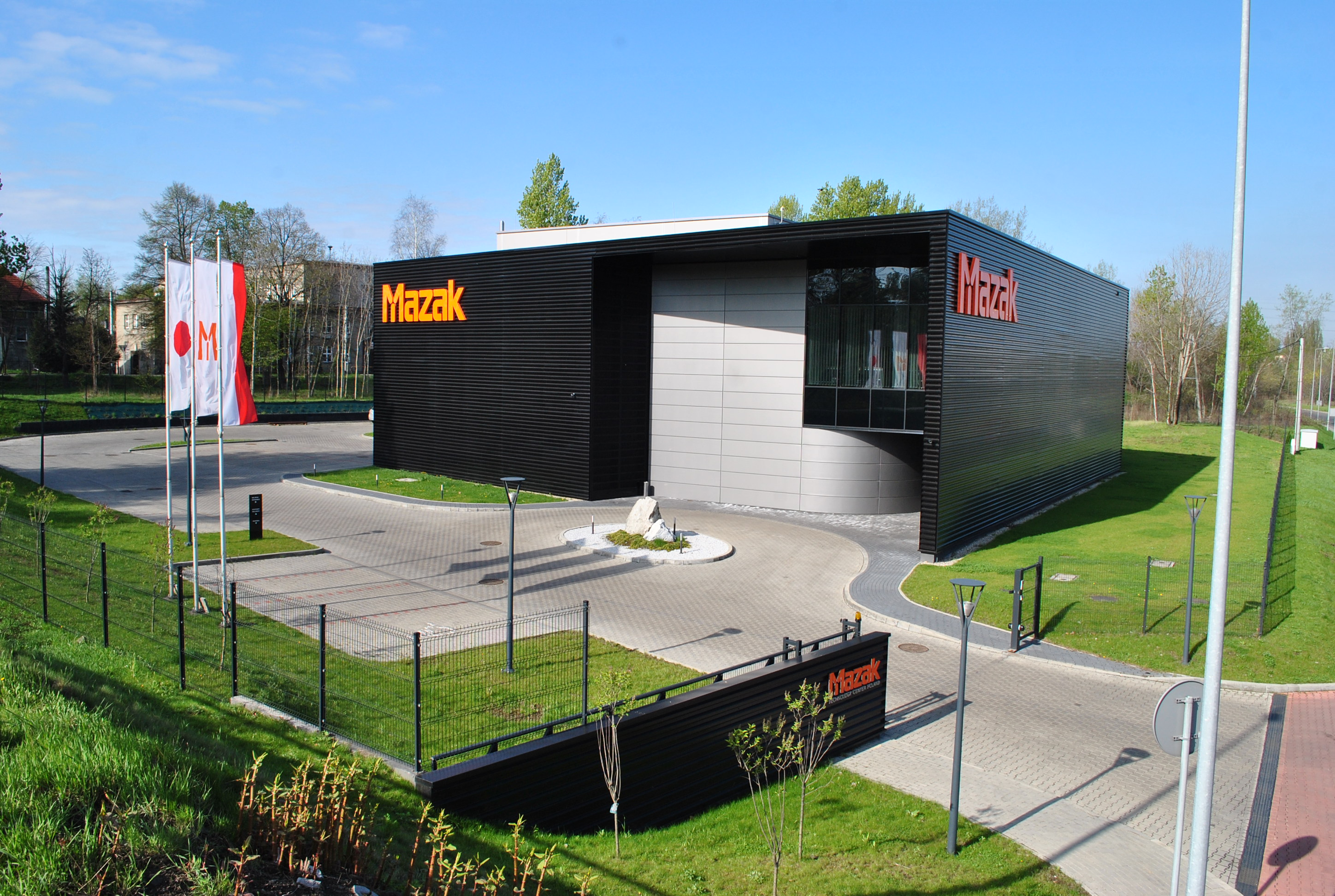
Centrum Technologiczne Yamazaki Mazak przy Trasie im. Nikodema i Józefa Renców (2014)

W 1867 roku Dawid Czwiklitzer założył w Katowicach przy późniejszej ulicy Wawelskiej fabrykę mydeł i wód kolońskich. W późniejszych latach została ona w całości przeniesiona na tereny Załęża przy dzisiejszej ulicy P. Pośpiecha 7. W 1925 roku zatrudnienie w niej wynosiło 25 osób. Od 31 stycznia 1945 roku Pierwsza Parowa Fabryka Mydła działała w ramach Zjednoczenia Przemysłu Chemicznego Zagłębia Węglowego, zaś 7 grudnia tego samego roku ją znacjonalizowano i włączono do Zjednoczeniu Przemysłu Tłuszczowego. W 1956 roku przekształcono ją w Katowickie Zakłady Przemysłu Tłuszczowego, zaś w 1981 roku w Katowickie Zakłady Chemii Gospodarczej „Pollena-Savona”. Współcześnie zakład ten jest jednym z największych krajowych producentów produktów kosmetycznych i wyrobów chemii gospodarczej.
W 1913 roku przy ulicy Tokarskiej powstało przedsiębiorstwo wytwarzające maszyny i urządzenia górnicze. W 1933 roku zostało ono przejęte przez Gustawa Różyckiego, a nazwę zakładu zmieniono na Fabrykę Maszyn, Odlewnię Żeliwa i Metali Kolorowych – MOJ. Zakład został rozbudowany, a w sierpniu 1937 roku fabryka rozpoczęła seryjną produkcję pierwszego polskiego motocykla na bazie własnych rozwiązań konstrukcyjnych – MOJ 130, który produkowany był do 1939 roku. Zakład ten do dziś wytwarza m.in. maszyny dla przemysłu wydobywczego.
22 marca 2012 roku przy Trasie im. Nikodema i Józefa Renców otwarto Centrum Technologiczne Yamazaki Mazak, producenta obrabiarek skrawających do metali. Jest to miejsce zajmujące się wdrażaniem nowych rozwiązań w zakresie technologii obróbki metalu oraz szkolenia specjalistów w tej dziedzinie. Pozostałe ważniejsze zakłady przemysłowe działające na terenie Załęża wg stanu z listopada 2024 roku to: Sandvik Polska – Oddział w Katowicach (ul. J. Pukowca 7) i Węgliki Spiekane „Baildonit” (ul. Bracka 28; prowadzi działalność w zakresie produkcji węglików spiekanych).

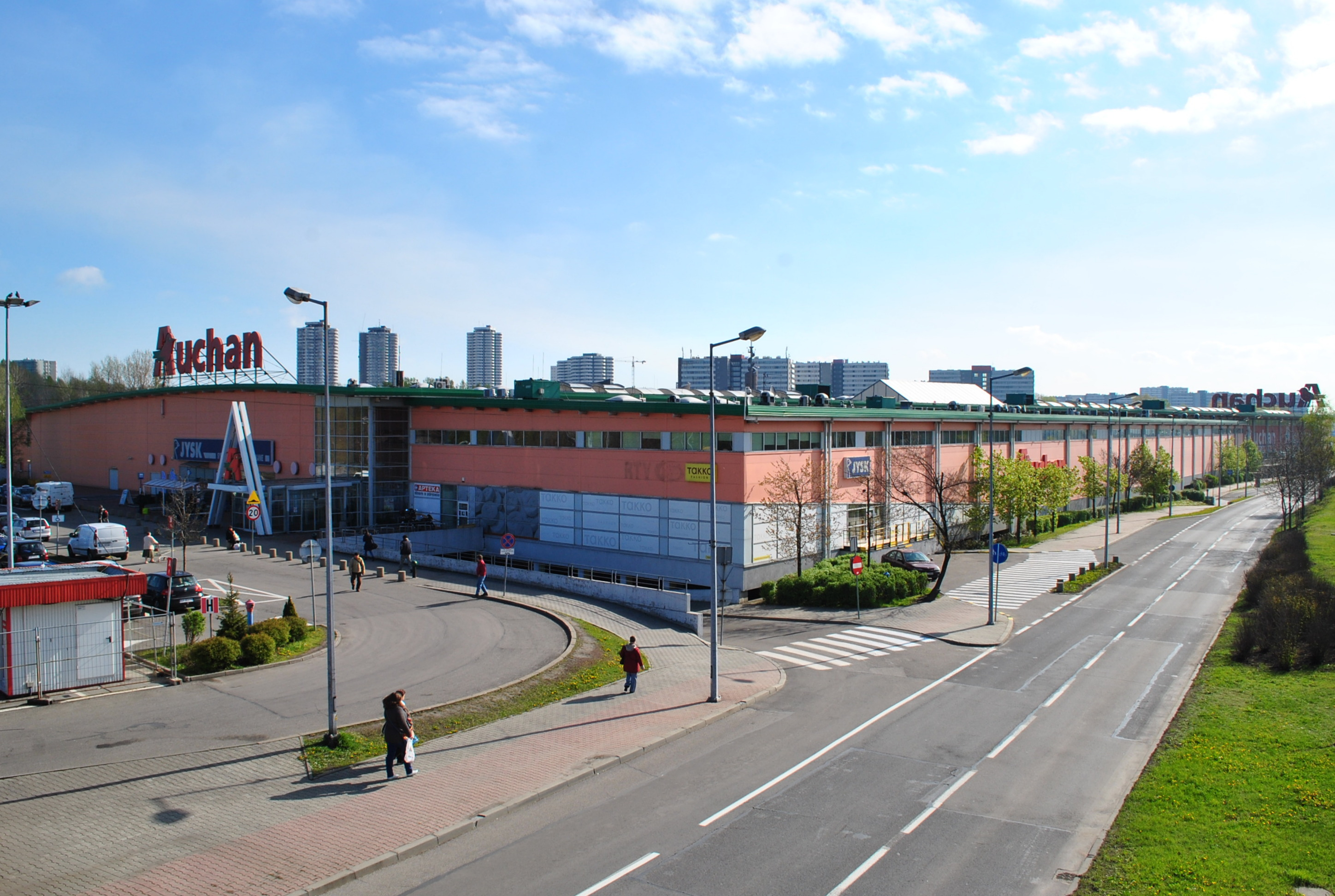
Centrum Handlowe Auchan Katowice przy Trasie im. Nikodema i Józefa Renców (2014)

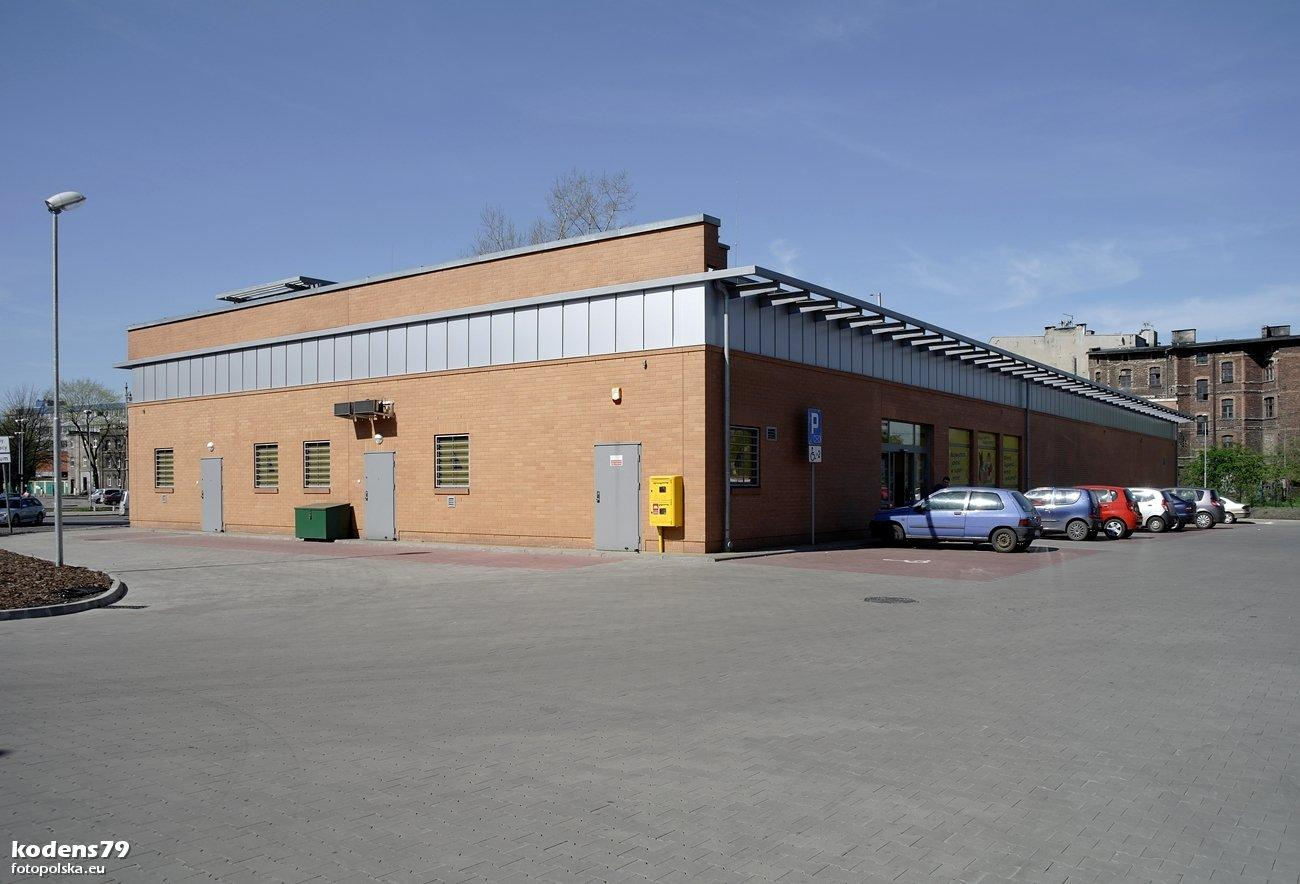
Sklep sieci Netto (ul. Żelazna 23)

Wraz z transformacją gospodarczą Polski po 1989 roku w Załężu rozwinął się sektor usług. Szczególnie widoczne jest to w południowej części dzielnicy wzdłuż ulic F. Bocheńskiego, J. Pukowca i Żeliwnej. Obszar ten posiada niewykształconą w pełni funkcję i strukturę zagospodarowania, gdyż w przeszłości pełnił funkcje przemysłowe, a obecnie ma charakter głównie charakter handlowo-usługowy.
W Załężu znajdują się trzy ośrodki usługowe o zasięgu lokalnym, których stopień zagospodarowania jest silnie zróżnicowany w zależności od wielkości obsługiwanego obszaru i genezy. Są to:
- Ulica Gliwicka na odcinku pomiędzy ulicą T. Szewczenki a ulicą P. Pośpiecha (5 530 mieszkańców w 2007 roku w promieniu 500 m) – usługi: handel, przedszkole, szkoła podstawowa, biblioteka, kościół i przystanki transportu miejskiego,
- Plac ks. J. Londzina oraz ulice Gliwicka, F. Bocheńskiego i M. Wolskiego (3 525 mieszkańców w 2007 roku w promieniu 500 m) – usługi: handel, przedszkole, szkoła podstawowa, obiekty rekreacyjne i przystanki transportu miejskiego,
- Ulica Gliwicka na odcinku pomiędzy ulicą Wiśniową a ulicą św. Jana Pawła II (4 549 mieszkańców w 2007 roku w promieniu 500 m) – usługi: handel, przedszkole, obiekty sportowo-rekreacyjne i przystanki transportu miejskiego.

W północnej części dzielnicy rozwinęła się duża sieć sklepów różnych branż, które się koncentrują głównie przy ulicy Gliwickiej. Można tu wyróżnić dwa rodzaje punktów handlowych: małe sklepy należące do osób prywatnych oraz sklepy wielkopowierzchniowe. Spośród sklepów wielkopowierzchniowych, wg stanu z lipca 2022 roku, na terenie Załęża położone są następujące obiekty:
- Centrum Handlowe Auchan Katowice (Trasa im. Nikodema i Józefa Renców 30) – centrum handlowe z hipermarketem i 30 punktami usługowym o powierzchni ponad 11 tys. m², otwarte 1 grudnia 2000 roku[212][213],
- „Społem” Katowice (ul. Gliwicka 152)[214],
- Biedronka (ul. Gliwicka 117)[215],
- Netto (ul. Żelazna 23)[216].

Pod koniec 2013 roku w systemie REGON zarejestrowanych było 1 408 podmiotów gospodarczych z siedzibą w Załężu (3,1% wszystkich firm w Katowicach), z czego 1 309 z nich to były mikrofirmy (127 podmiotów na 1000 mieszkańców). Pod koniec 2013 roku zarejestrowanych było 589 bezrobotnych osób mieszkających w Załężu, co stanowiło wówczas 5,7% mieszkańców dzielnicy.

## Infrastruktura techniczna
Główne źródła wody dla mieszkańców Załęża to ujęcia powierzchniowe na Wiśle (jezioro Goczałkowickie) i Sole (jezioro Czanieckie). Woda ze Stacji Uzdatniania Wody jest rozprowadzana poprzez wodociągi magistralne oraz rozdzielcze. Przez teren Załęża przebiega rurociąg przesyłowy magistrali zachodniej o średnicy 1400 mm, która łączy zbiornik wyrównawczy „Murcki” ze zbiornikiem „Bytków”. Zaopatrzeniem wody zajmuje się Górnośląskie Przedsiębiorstwo Wodociągów oraz Katowickie Wodociągi.
Sieć wodociągowa w Załężu powstała dzięki kopalni „Cleophas” (późniejszy „Kleofas”), kiedy to podczas drążenia głównego szybu wydobywczego kopalni natrafiono na bardzo wydajną żyłę wodną. Początkowo spółka Georg von Giesches Erben wybudowała rurociąg do zaopatrywania w wodę Załęża jako rekompensatę za obniżenie poziomu wód gruntowych, a wodociąg ten został bardzo blisko doprowadzony do granic z ówczesnymi Katowicami. Wodociąg w Katowicach uruchomiono 26 września 1886 roku. W 1901 roku wybudowano wodociąg o średnicy 200/250 mm prowadzący z Bytkowa przez Dąb i Załęże do Hajduk. Magistrala ta dostarczała wodę z zalanej kopalni kruszców w Dąbrówce Wielkiej, kupionej przez Katowice wspólnie z innymi gminami 25 marca 1895 roku. Wodę zaczęto doprowadzać 1 stycznia 1896 roku, a jednocześnie zakończono współpracę z kopalnią „Cleophas”.

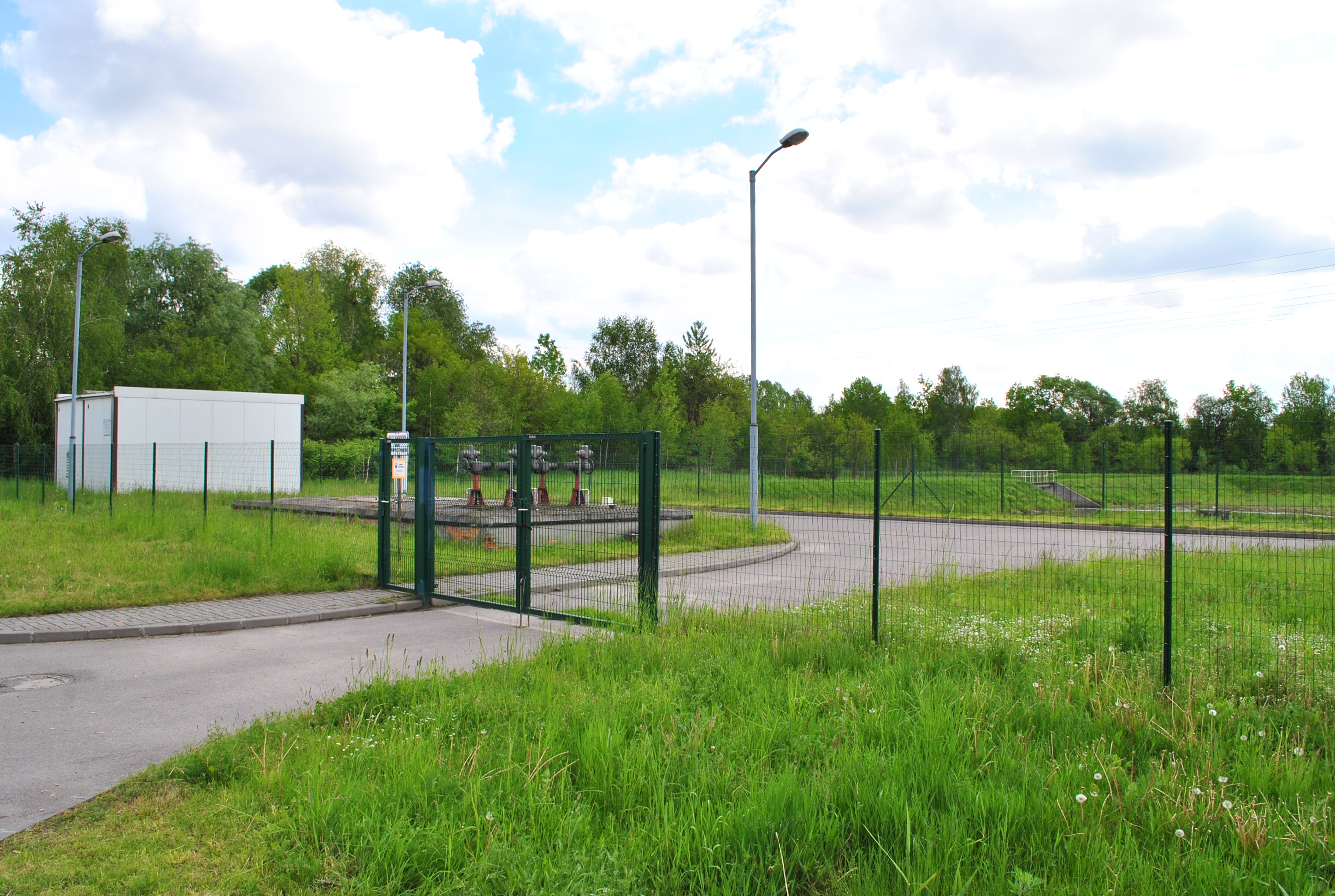
Infrastruktura przepompowni ścieków przy ulicy Żeliwnej (2014)

W Załężu powiatowy wodociąg ciągnął się wzdłuż obecnej ulicy Żelaznej, zaś do Załęskiej Hałdy już nie docierał. W Załężu zaś z dostaw wody z kopalni zrezygnowano w 1907 rok. W 1937 roku położono nitkę wodociągu 400/350/300 mm relacji Dąb przepompownia – Załęże – Kopalnia „Wujek” – Ligota – Ochojec – Piotrowice. Była to sieć powiatowa dostarczająca wodę z ze stacji uzdatniania w Maczkach z ujęcia na Białej Przemszy.
Sieć kanalizacyjna na terenie Załęża jest zarządzana przez spółkę Katowickie Wodociągi. Obszar dzielnicy w znacznej większości jest położony w zlewni oczyszczalni ścieków „Centrum-Gigablok”, do której dociera kanalizacja ogólnospławna. W rejonie ulicy Gliwickiej jest ona w złym stanie technicznym. Kolonia I. Mościckiego jest natomiast położona w zlewni oczyszczalni „Klimzowiec”. Dodatkowo w dzielnicy znajduje się przepompownia ścieków, która jest zarządzana przez Katowickie Wodociągi.
Pierwsza sieć kanalizacyjna w Załężu została wybudowana w latach 1907–1908. Nie objęła ona Załęskiej Hałdy, lecz doprowadzono ją do Obroków, do osiedla kopalni „Cleophas” („Kleofas”). Wybudowano wówczas sieć rozdzielczą, a osią był kolektor ciągnący się wzdłuż obecnej ulicy Gliwickiej. Oczyszczalnia ścieków powstała nad Rawą, po wschodniej stronie obecnej ulicy Żeliwnej i składała się z trzech osadników.

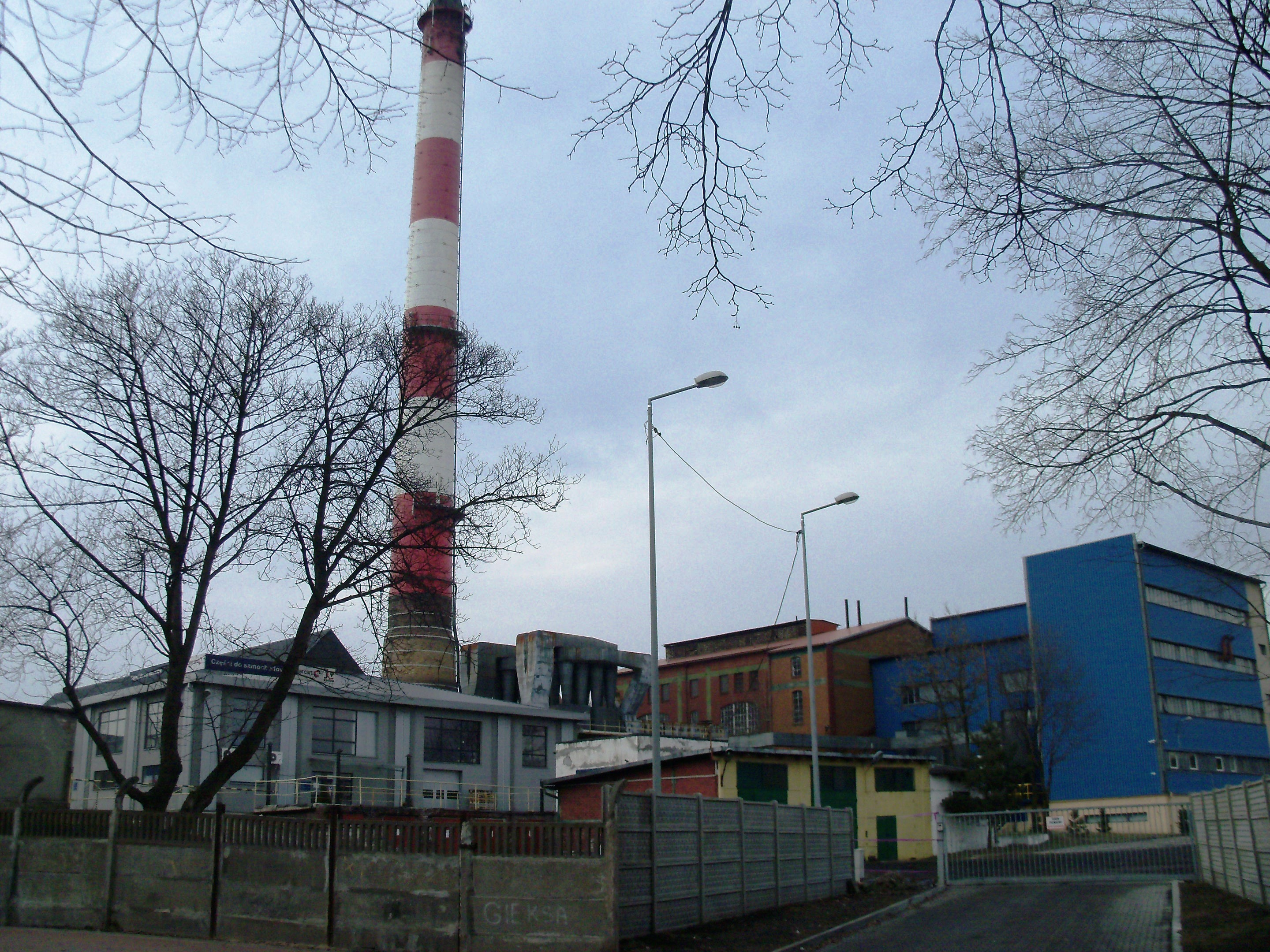
Ciepłownia przy kopalni „Kleofas”, widziana z ulicy Obroki (2011)

Zaopatrzenie w energię elektryczną mieszkańców Załęża odbywa się poprzez sieć wysokich napięci 110 kV, która jest przekazywana poprzez stacje elektroenergetyczne. Na granicy Załęża, przy ulicy Brackiej zlokalizowana jest stacja elektroenergetyczna „Załęże” o poziomie transformacji wynoszącej 110/6 kV. Sieć ta na terenie Załęża zarządzana jest przez grupę Tauron. Średnie zużycie energii elektrycznej na jedno gospodarstwo domowe w Katowicach wynosiło w 2006 roku 865,7 kWh.
Zaopatrzenie w energię cieplną w Załężu mają głównie budynki powstałe po 1945 roku. Zachodnia część Załęża była podłączona do ciepłowni Dalkia (dawniej Zakład Energetyki Cieplnej) – wydział 8 „Kleofas” przy ulicy Obroki 77 w dzielnicy Osiedle Witosa. Jej moc wynosiła w 2007 roku 42,8 MW, a w kwietniu 2022 roku zakończyła ona działalność operacyjną. Wschodnia część Załęża (głównie osiedle Janasa-Ondraszka) jest podłączona również do ciepłowni przy ulicy Siemianowickiej 60, zarządzanej przez Tauron Ciepło.
Zaopatrzenie w gaz ziemny Załęża odbywa się z gazociągów wysokoprężnych oraz podwyższonego ciśnienia. Na terenie Załęża, przy ulicy J. Pukowca 3 zlokalizowana jest oddział Polskiej Spółki Gazownictwa – Gazownia w Katowicach, a także stacja redukcyjno-pomiarowa I stopnia przy ulicy F. Bocheńskiego, o przepustowości 6 tys. m³/h.

## Transport

### Transport drogowy

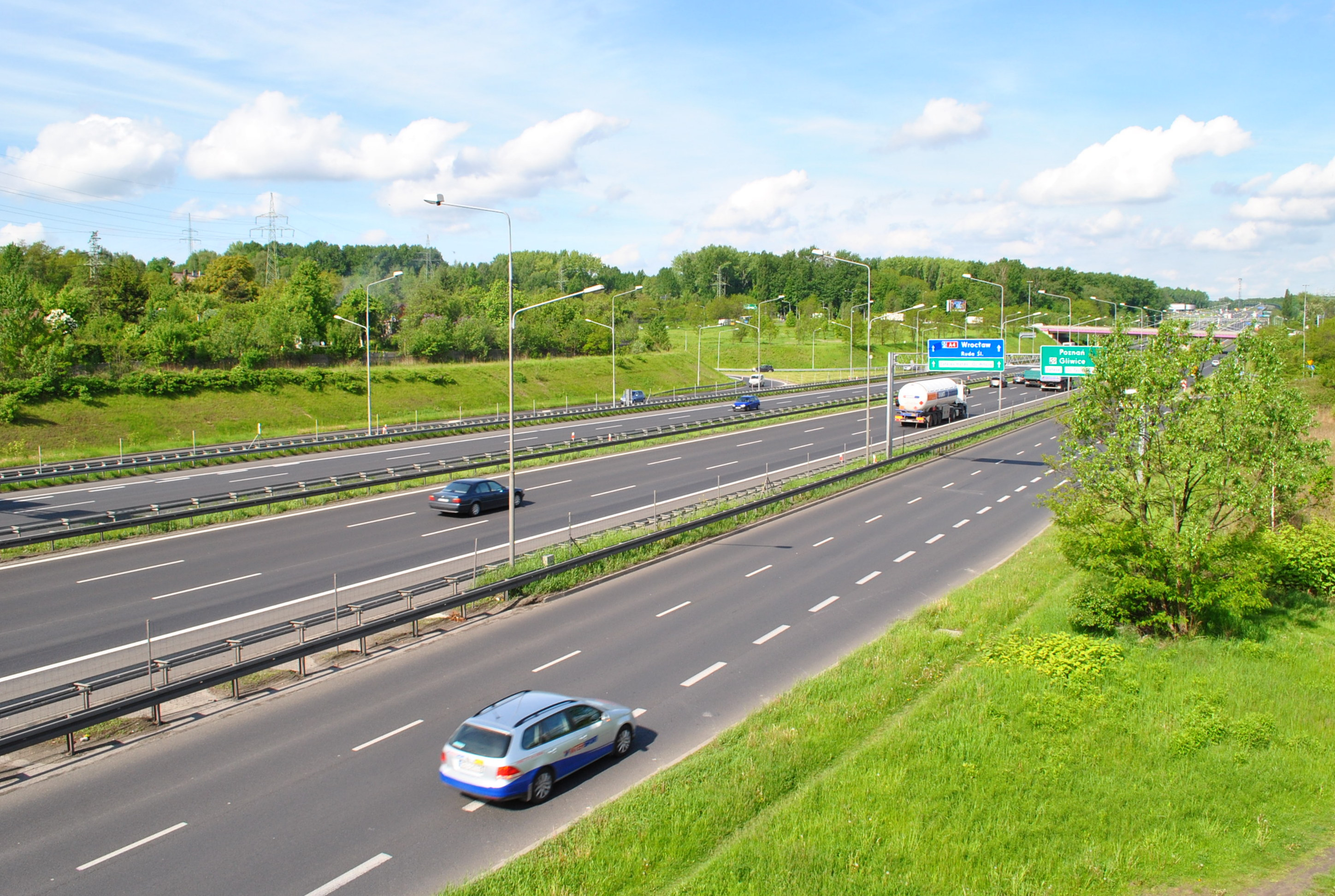
Autostrada A4 na pograniczu Załęża i Załęskiej Hałdy-Brynowa, na wysokości ulicy Żeliwnej (2014)

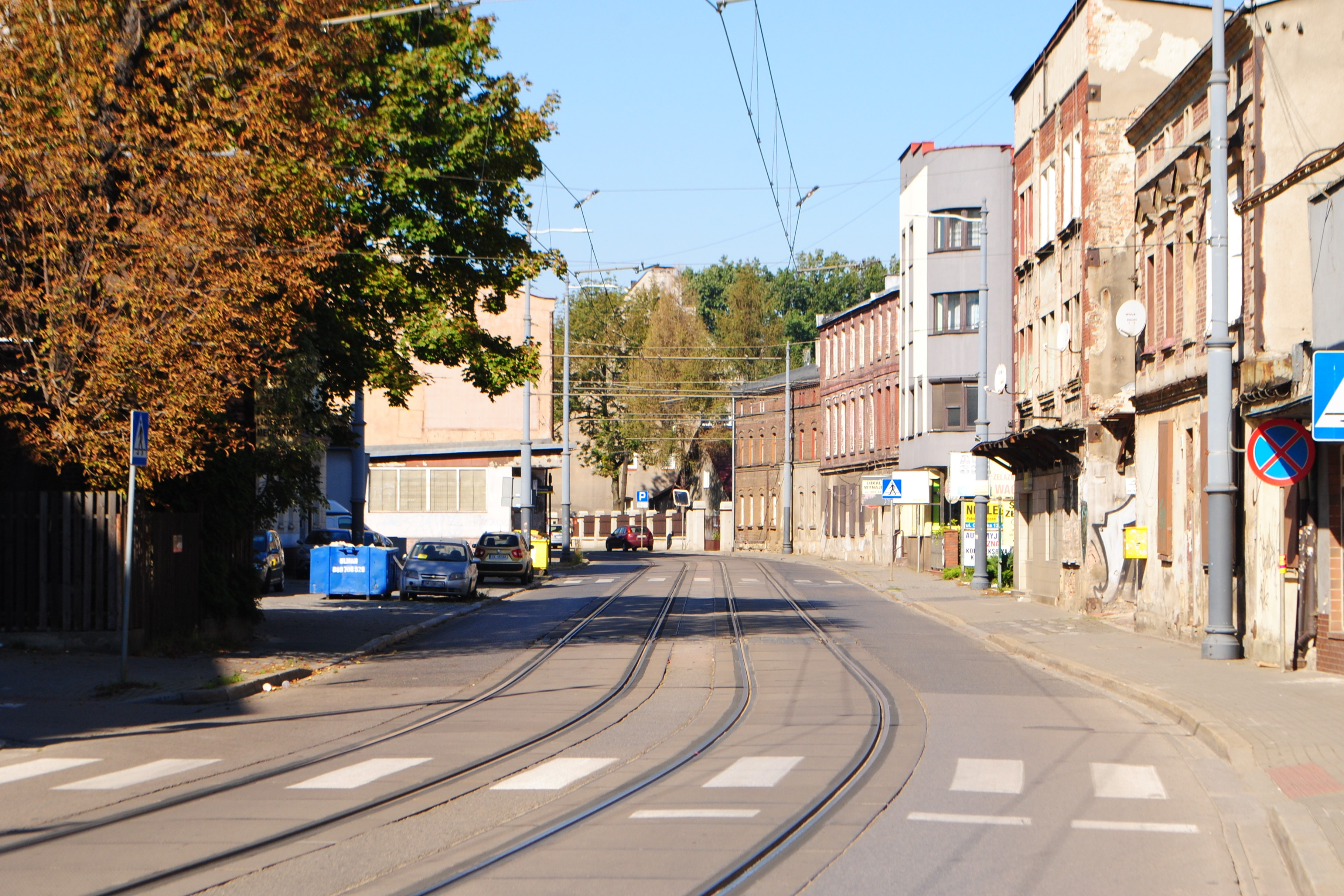
Fragment ulicy Gliwickiej na wysokości ulicy T. Szewczenki; widok w kierunku Chorzowa (2024)

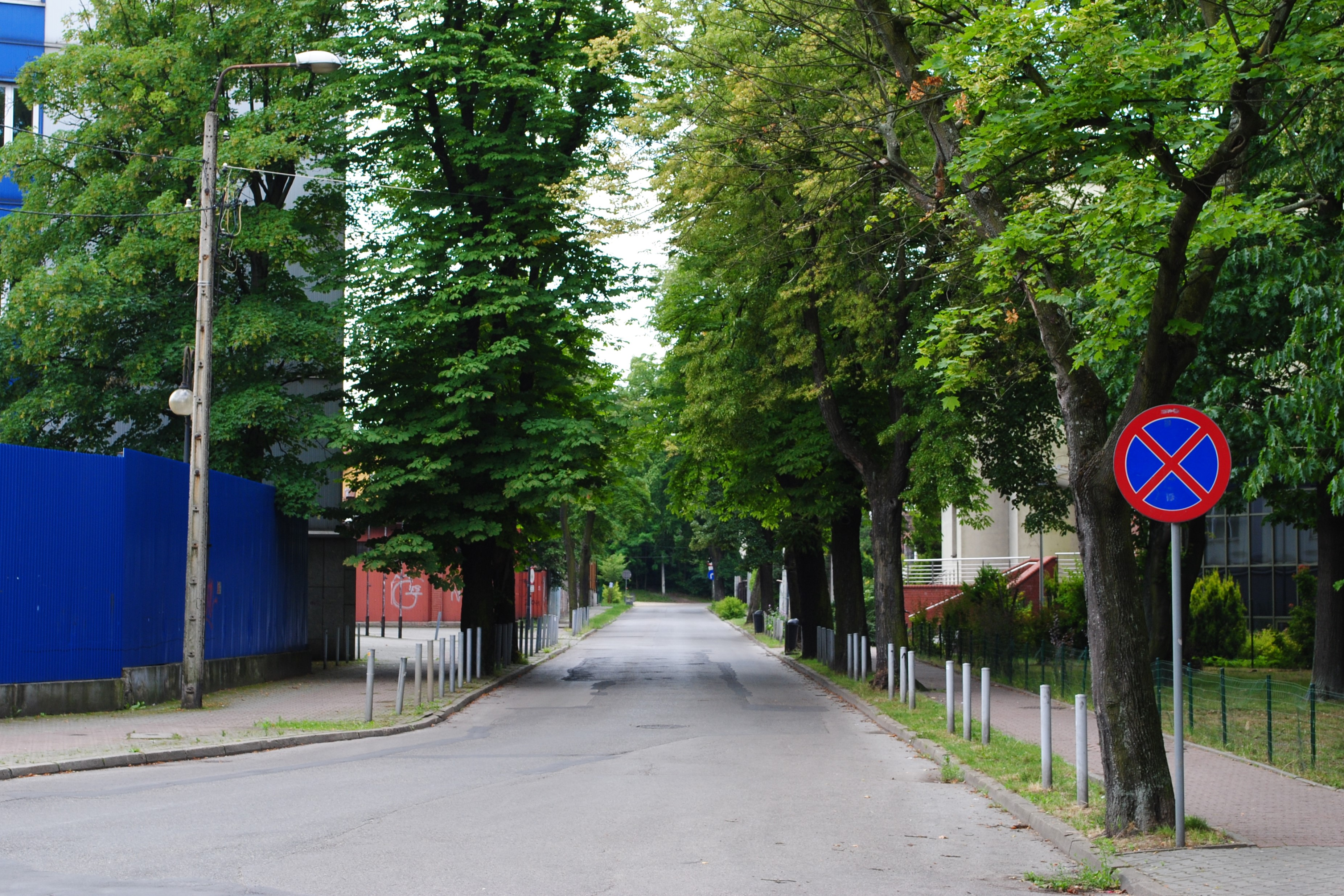
Ulica P. Pośpiecha (widok w kierunku południowym) – fragment dawnej drogi „via magna” prowadzącej w kierunku Mikołowa (2014)

Załęże otaczają trzy ważne dla Górnośląsko-Zagłębiowskiej Metropolii arterie komunikacyjne: autostrada A4 (ulica Kochłowicka; częściowo pokrywa się z południową granicą Załęża), Drogowa Trasa Średnicowa (droga wojewódzka nr 902 – Trasa im. Nikodema i Józefa Renców, w tym estakada Orląt Lwowskich; część trasy znajduje się na terenie Załęża) i droga krajowa nr 79 (ulica Chorzowska; poza terenem Załęża). Wszystkie te trzy drogi są połączone ulicami F. Bocheńskiego i Bracką w duży węzeł drogowy.
Do ważniejszych ulic w ruchu wewnątrz dzielnicy należą następujące drogi:
- Ulica Bracka – ulica o przebiegu południkowym, przebiegająca przez Dąb i Załęże; krzyżuje się z ulicą Chorzowską oraz Trasą im. Nikodema i Józefa Renców; jest to droga powiatowa o klasie drogi głównej (G)[238],
- Ulica Feliksa Bocheńskiego – ulica o przebiegu południkowym, łącząca Załęże z Załęską Hałdą, a wraz z ulicą Bracką także autostradę A4 z Drogową Trasą Średnicową; nad nią biegnie linia kolejowa nr 137 Katowice – Wrocław[239]; jest to droga powiatowa klasy zbiorczej (Z)[238],
- Ulica Gliwicka – główna ulica w Załężu[240], łącząca katowickie Śródmieście z Chorzowem (dzielnicą Chorzów-Batory) przez Załęże, o łącznej długości ponad 4 km; nie posiada ona istotnego znaczenia transportowego z uwagi na przejęcie tej roli przez sąsiednie trasy o znaczeniu ponadmiejskim; droga na załęskim odcinku posiada charakterystyczny, kręty przebieg[241]; do tej ulicy dochodzi znaczna większość pozostałych dróg w Załężu[21][237]; jest to droga powiatowa klasy Z[238],
- Ulica Wincentego Janasa – ulica w centralnej części Załęża o długości około 260 m i przebiegu południkowym; jest to jedna z głównych dróg osiedla Janasa-Ondraszka[98]; na północy krzyżuje się z ulicą Gliwicką, zaś na południu z ulicą P. Pośpiecha[7]; jest to droga gminna o klasie drogi lokalnej (L)[238],
- Ulica Lisa – ulica w zachodniej części Załęża o długości około 190 m[115]; na północy krzyżuje się z ulicą Gliwicką, zaś na południu kończy się ślepo przed torami kolejowymi[7]; jest do droga gminna o klasie drogi dojazdowej (D)[238],
- Ulica Pawła Pośpiecha – ulica o długości 1,3 km, początkowo u układzie południkowym, dalej równoleżnikowym, gdzie biegnie po dwóch nitkach[203]; okala od południa zurbanizowaną część Załęża i łączy ulicę F. Bocheńskiego i ulicą Gliwicką[7]; jest to droga gminna o klasie drogi lokalnej (L)[238],
- Ulica Wiśniowa – ulica o długości około 260 m i układzie południkowym; łączy ulicę Gliwicką z Obrokami i osiedlem W. Witosa; przebiega nią trasa rowerowa nr 103 oraz Szlak Dwudziestopięciolecia PTTK[78]; jest to droga powiatowa o klasie drogi lokalnej (L)[238].

Przez tereny Załęża w przeszłości prowadziło kilka historycznych szlaków, które do dziś uwidaczniają się w układzie dróg. Jedną z nich była droga, która w 1360 roku była wzmiankowana jako „via magna”. Łączyła ona dawny szlak handlowy Bytom – Kraków (późniejsza droga krajowa nr 94) i Mikołów przez Bańgów, Dąb, Załęże, Załęską Hałdę i Ligotę. W jej śladzie przebiegają współczesne załęskie ulice: Żelazna, P. Pośpiecha i Żeliwna.
Trakt biegnący śladem dzisiejszej ulicy Gliwickiej istniał na pewno w XVIII wieku, lecz powstał jeszcze wcześniej – najprawdopodobniej pod koniec XVI lub w XVII wieku. Obecna ulica Gliwicka była krętą polną drogą łączącą pierwotnie Bogucice i Hajduki. Dopiero po budowie linii kolejowej w latach 40. XIX w. trasę „via magna” przetrasowano przez obecną ulicę Gliwicką do folwarku i dalej wzdłuż ulicy F. Bocheńskiego do Kokocińca.

### Transport kolejowy

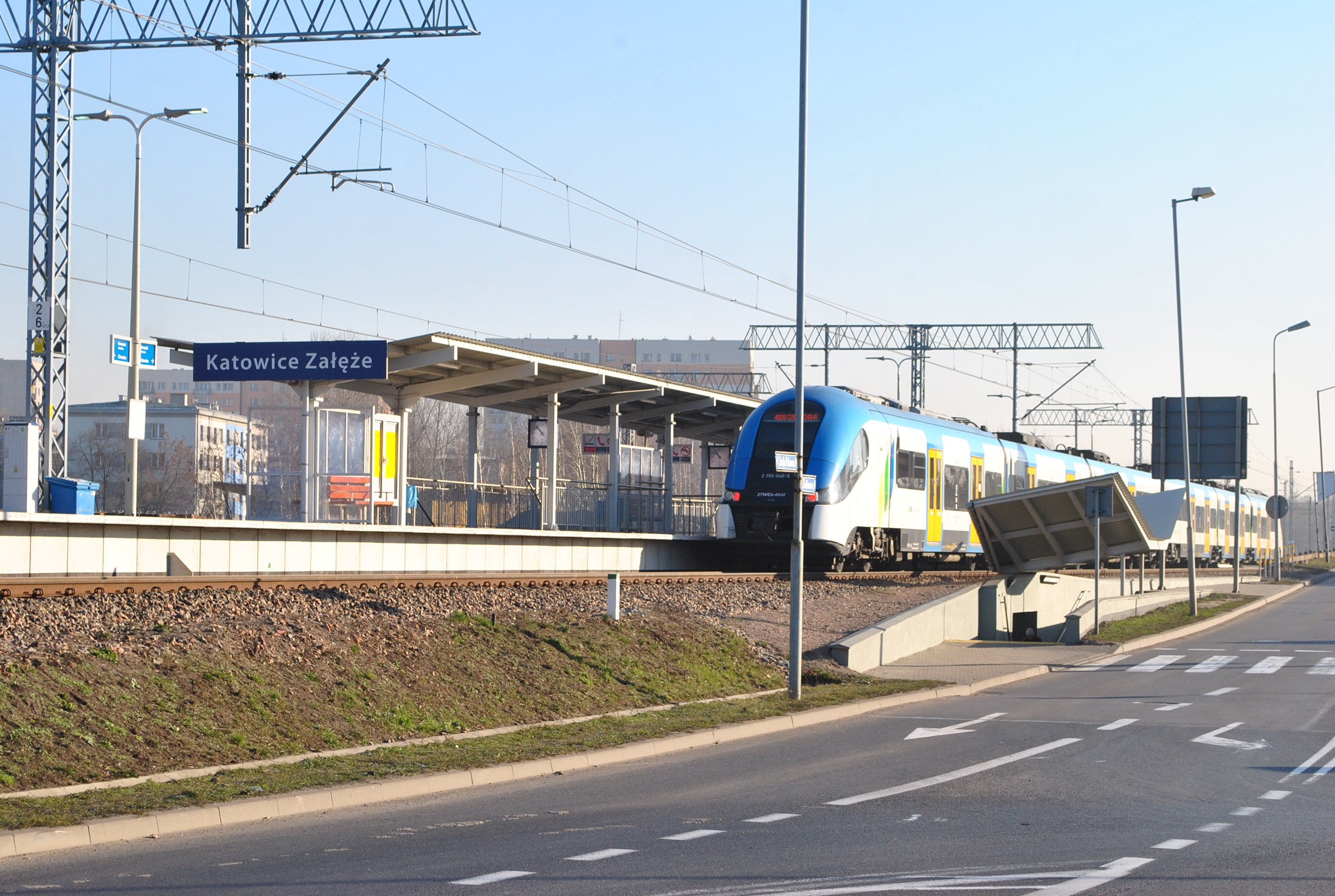
Przystanek osobowy Katowice Załęże od strony ul. F. Bocheńskiego

Przez teren Załęża przebiega kilka linii kolejowych, z czego najważniejsza z nich to linia kolejowa nr 137 Katowice – Legnica, będąca fragmentem międzynarodowej magistrali kolejowej E 30. Na niej znajduje się przystanek osobowy Katowice Załęże, z którego według rozkładu jazdy z okresu 2013/14 realizowanych było ponad 85 połączeń regionalnych, obsługiwanych przez Koleje Śląskie. Główne kierunki pociągów to: Gliwice, Katowice, Częstochowa i Lubliniec, a od 2016 roku również Oświęcim.
Powstanie tej linii kolejowej wiązało się z planami budowy linii z Wrocławia na Górny Śląsk. W 1835 roku powstała Spółka Akcyjna Kolei Górnośląskiej. W tym samym roku prowadzono prace geodezyjne na odcinku Siemianowice – Roździeń – Bieruń Nowy, lecz później ten przebieg został zmieniony, prawdopodobnie wskutek starań Franza von Wincklera, który przeniósł do Katowic zarząd swoich dóbr. 5 kwietnia 1841 roku powołano Towarzystwo Kolei Górnośląskiej. Linię Wrocław – Mysłowice oddawano etapami, z czego odcinek Świętochłowice – Katowice – Mysłowice 3 października 1846 roku, bez budowy stacji w Załężu. Wzdłuż wschodniej granicy Załęża Kolej Górnośląska 1 grudnia 1852 roku uruchomiła linię łączącą Katowice z Murckami (do najstarszej kopalni węgla kamiennego na Górnym Śląsku) przez Ligotę. W 1859 roku na wysokości późniejszego przystanku Katowice Załęże wybudowano stację towarową Katowice Towarowa. Obecnie jest to posterunek odgałęźny, na którym krzyżują się dwie linie kolejowe: 137 i 712. Sam przystanek osobowy Katowice Załęże został oddany do użytku w 1971 roku.

### Transport rowerowy

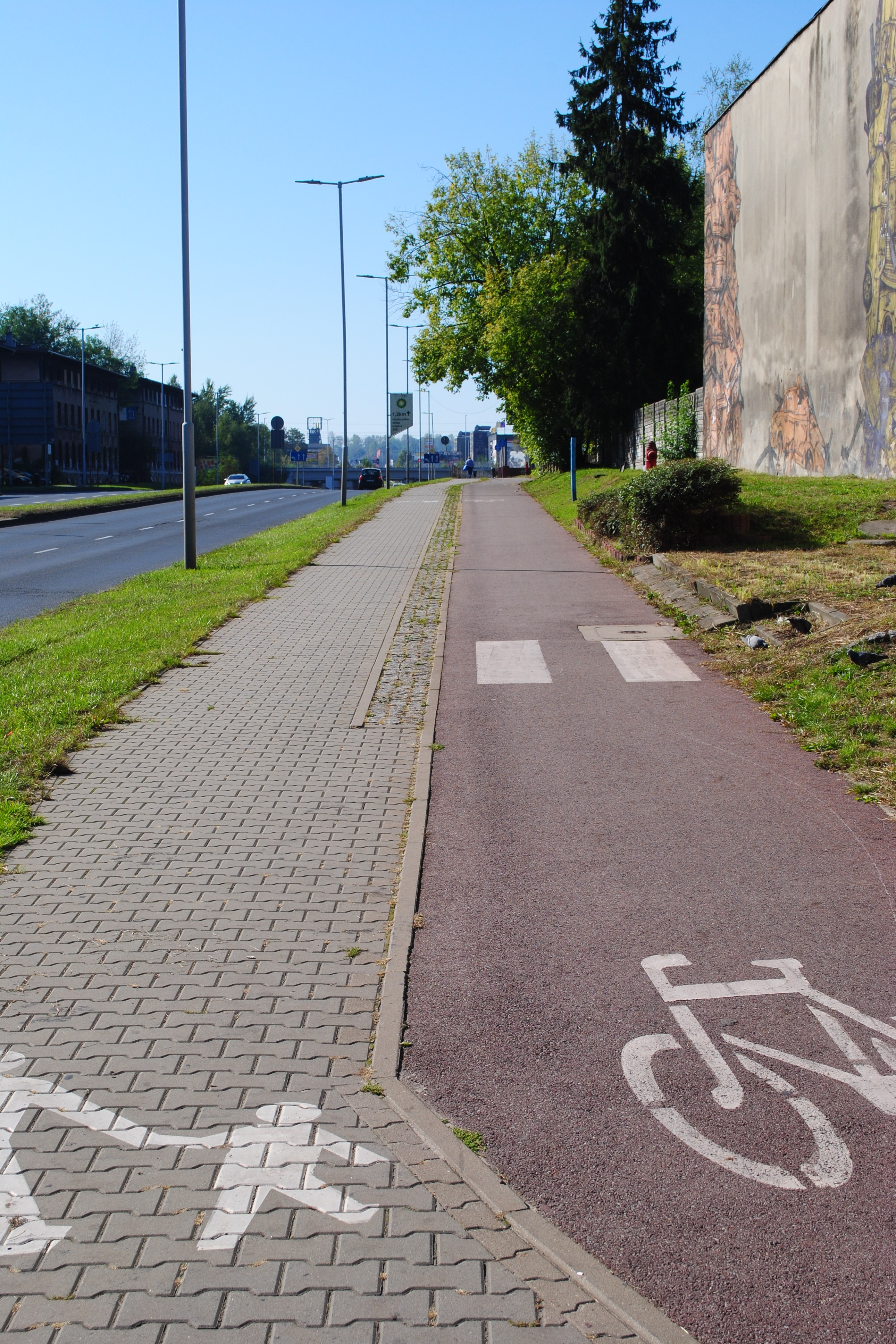
Droga dla rowerów i chodnik w ciągu ulicy F. Bocheńskiego (2024)

Sieć infrastruktury rowerowej na terenie Załęża koncentruje się w zachodniej części dzielnicy, położonej na zachód od ulicy F. Bocheńskiego. Sieć ta według docelowej sieci ścieżek rowerowych opublikowanej przez Urząd Miasta Katowice na terenie dzielnicy jest w stanie z lipca 2022 roku całości rozwinięta, a wszystkie te trasy zostały przewidziane do funkcji transportowych.
W połowie 2022 roku na terenie Załęża istniały następujące rodzaje dróg rowerowych:
- Drogi dla rowerów – ulice: Bracka (po wschodniej stronie; asfalt), F. Bocheńskiego od skrzyżowania z ulicą Gliwicką do ulicy J. Pukowca (po zachodniej stronie ulicy; asfalt) i Gliwicka (krótki fragment pomiędzy skrzyżowaniami ulic F. Bocheńskiego i Pokoju (asfalt; północna strona ulicy)[247],
- Ciągi pieszo-rowerowe – droga łącząca Załęże z osiedlem Tysiąclecia pomiędzy przystankiem tramwajowym Załęże Wiśniowa a stawem Maroko (droga z kostki brukowej)[247],
- Ciągi z dopuszczalnym ruchem po chodniku – ulice: Wiśniowa na całej długości (zachodnia strona drogi; kostka brukowa), Gliwicka na docinku od skrzyżowania z ulicą św. Jana Pawła II do ulicy J. Kupca (do skrzyżowania z ulicą Wiśniową po północnej stronie drogi, pozostały fragment po południowej stronie; kostka brukowa) i F. Bocheńskiego do skrzyżowania z ulicą J. Pukowca (wschodnia strona ulicy)[247].

W ramach projektu „Rowerem po Śląsku” wydzielono na terenie miasta szlaki rowerowe, z czego na obszarze dzielnicy Załęże przecina się jedna z nich:
- Trasa rowerowa nr 103 (7,1 km): Kokociniec – Załęska Hałda – Osiedle Witosa – Załęże (ul. Wiśniowa) – Osiedle Tysiąclecia – Park Śląski[249].

W Załężu funkcjonuje również fragment miejskiej sieci wypożyczalni rowerów miejskich – Metrorower, który zastąpił system City by bike. Na przełomie kwietnia i maja 2021 roku powstała stacja rowerów City by bike przy przystanku osobowym Katowice Załęże, zaś w 2022 roku sieć wypożyczalni rowerów miejskich została rozszerzona o trzy nowe stanowiska: 1 maja 2022 roku otwarto stację przy przystanku tramwajowym Załęże Wiśniowa, 1 czerwca na skrzyżowaniu ulic Gliwickiej i św. Jan Pawła II, zaś 1 lipca tego samego roku przy dawnym załęskim ratuszu. 
Według stanu z połowy listopada 2024 roku na terenie Załęża znajdują się następujące stacje Metroroweru: 27151 (skrzyżowanie ul. Gliwickiej z ul. Bracką), 27153 (skw. S. Barei), 27315 (ul. Gliwicka, przystanek tramwajowy Katowice Wiśniowa), 27367 (ul. Żeliwna, ORW Bugla), 27600 (ul. Gliwicka, przystanek tramwajowy Załęże Dom Kultury), 27698 (ul. J. Pukowca, przy przystanku Katowice Załęże) i 27710 (przy ul. Gliwickiej 102).

### Miejski transport zbiorowy

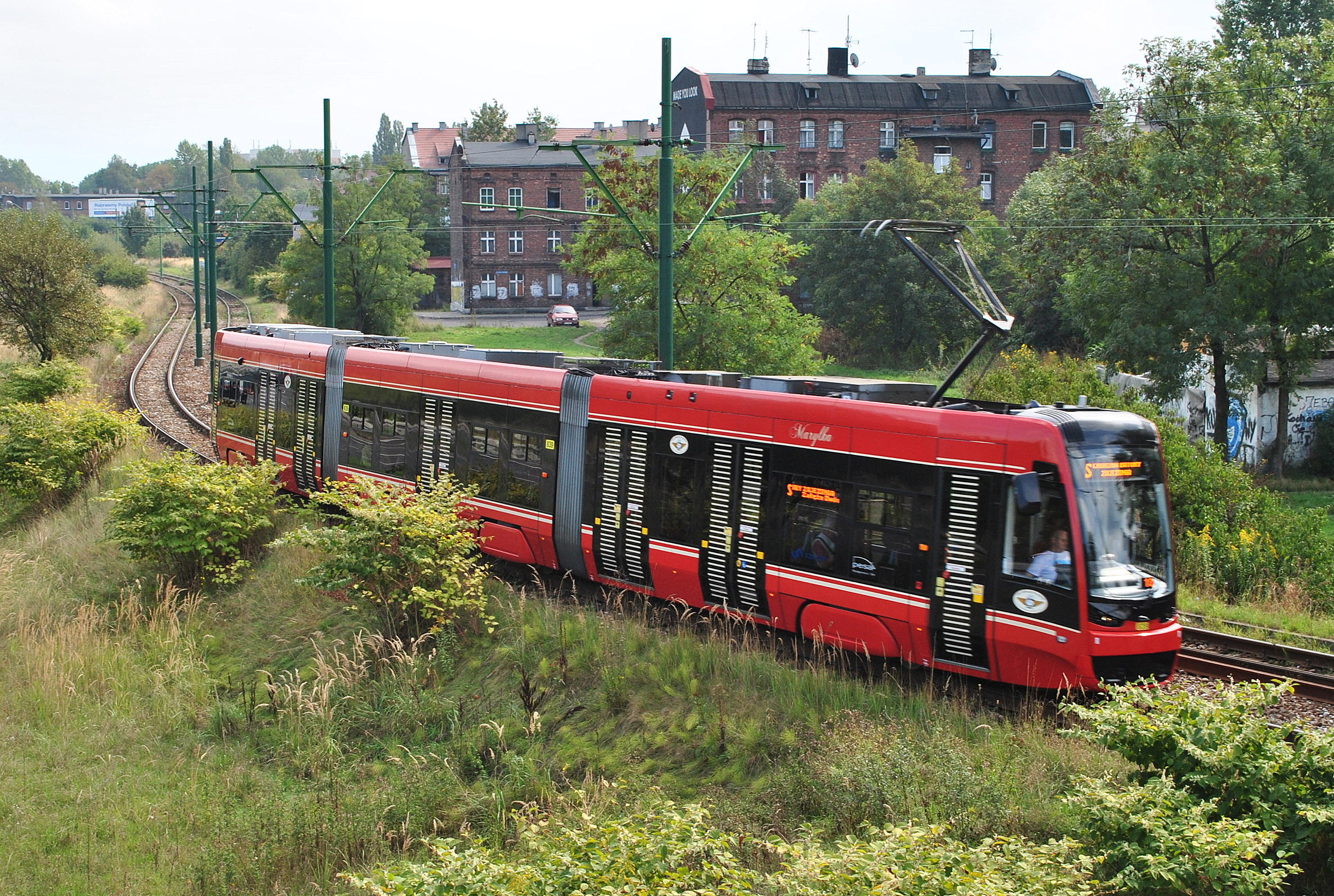
Tramwaj Pesa Twist Step 2012N w pobliżu przystanku Załęże Wiśniowa

Na terenie Załęża funkcjonuje sieć miejskiego transportu zbiorowego w postaci autobusów oraz tramwajów, obsługiwana na zlecenie Zarządu Transportu Metropolitarnego (ZTM). Według stanu z połowy sierpnia 2020 roku, głównymi ciągami obsługiwanymi transportem miejskim są:
- Ulica Gliwicka: głównie komunikacja tramwajowa; łącznie 8 par połączeń tramwajowych na godzinę w godzinach szczytu; główne kierunki połączeń: Śródmieście, Zawodzie i Chorzów Batory; część kursów obsługiwana taborem niskopodłogowym[254],
- Ulice: Wiśniowa – Gliwicka – św. Jana Pawła II: komunikacja autobusowa (linie: 51, 109, 138); łącznie 6 par połączeń w godzinach szczytu; głównie kierunki połączeń: Osiedle Tysiąclecia, Osiedle Witosa i Ligota-Panewniki[254].

Przez Załęże przebiegają również linie autobusowe: 7 (kursuje ulicami Gliwicką i św. Jana Pawła II), 70 (ulicami Gliwicką i F. Bocheńskiego) i 870 (Drogową Trasą Średnicową, bez przystanku w Załężu). Na terenie Załęża, przy autostradzie A4 znajduje się również przystanek autobusowy Katowice Osiedle Kopalni Wujek, na którym zatrzymuje się 9 linii autobusowych (w tym jedna nocna).

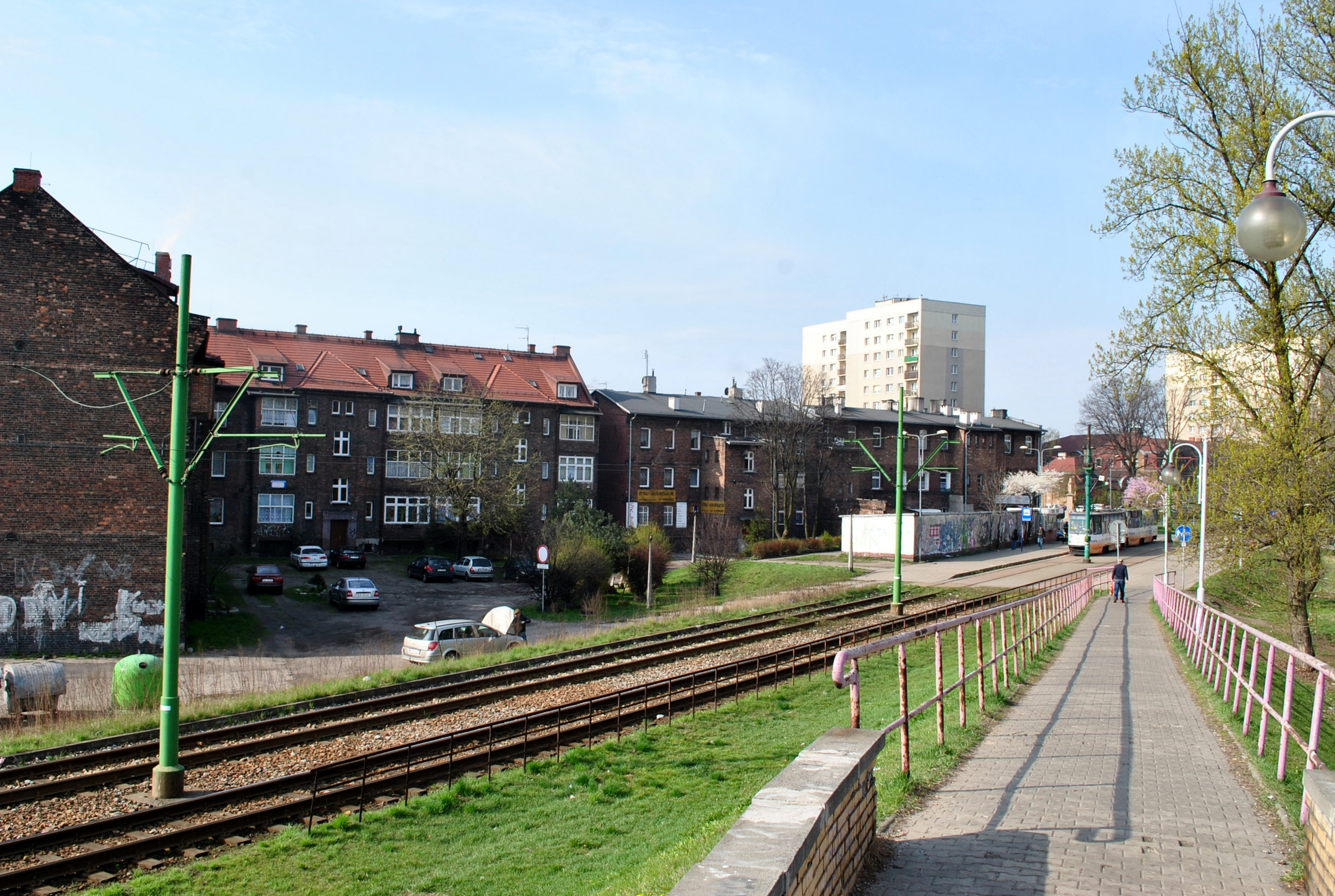
Przystanek tramwajowy Załęże Wiśniowa, wybudowany w 1994 roku wraz z przełożeniem torów tramwajowych z ulicy Gliwickiej

Powstanie linii tramwajowej przez Załęże wiązało się z przyznaniem koncesji m.in. na linię Katowice – Hajduki przez katowicką spółkę Schikora & Wolff. Budową linii zainteresowała była też spółka Kramer & Co., która uzyskała koncesję na odcinek Katowice – Zawodzie. Ostatecznie koncesję na wąskotorową linię Mysłowice – Katowice – Załęże – Świętochłowice – Bytom uzyskała do 1899 roku spółka Oberschlesische Dampfstrassenbahn GmbH (ODS). Odcinek linii Hajduki Górne – Załęże – Katowice uruchomiono 7 września 1899 roku. Cała trasa była jednotorowa i wąskotorowa (785 mm).
Ze względu na szkody górnicze które wpływały na stan torowisk podjęto decyzję o przebudowie linii na linię normalnotorową i dwutorową. Prace rozpoczęto w latach 20. XX w. Odcinek Katowice – Załęże po przebudowie uruchomiono 21 września 1929 roku, a 27 listopada tegoż roku otwarto odcinek Załęże – Hajduki. W 1936 roku przez Załęże kursowały linie 7 (co 20 minut) i 14.
Po 1989 roku rozpoczęto prace modernizacyjne sieci tramwajowej na terenie Załęża. Na początku lat 90. XX wieku, w związku z budową Drogowej Trasy Średnicowej przebudowano linię tramwajową na odcinku od ulicy Brackiej do ulicy Wiśniowej poza pas drogowy ulicy Gliwicką, na wydzielone torowisko. Nowy, dwutorowy odcinek o długości 960 m oddano do użytku 5 września 1994 roku. 15 listopada 2008 roku ukończono natomiast modernizację torów na ulicy Gliwickiej na odcinku od ulicy Żelaznej do ulicy F. Bocheńskiego. Dnia 5 kwietnia 2014 roku rozpoczęto modernizację odcinka od przystanku na wysokości ulicy Wiśniowej do granicy miasta, a 1 maja 2015 roku przejazdu tramwajowego na ulicy Brackiej. Planowy ruch tramwajów po obydwu odcinkach na całej długości wznowiono 1 czerwca tego samego roku.

## Architektura i urbanistyka

### Charakterystyka

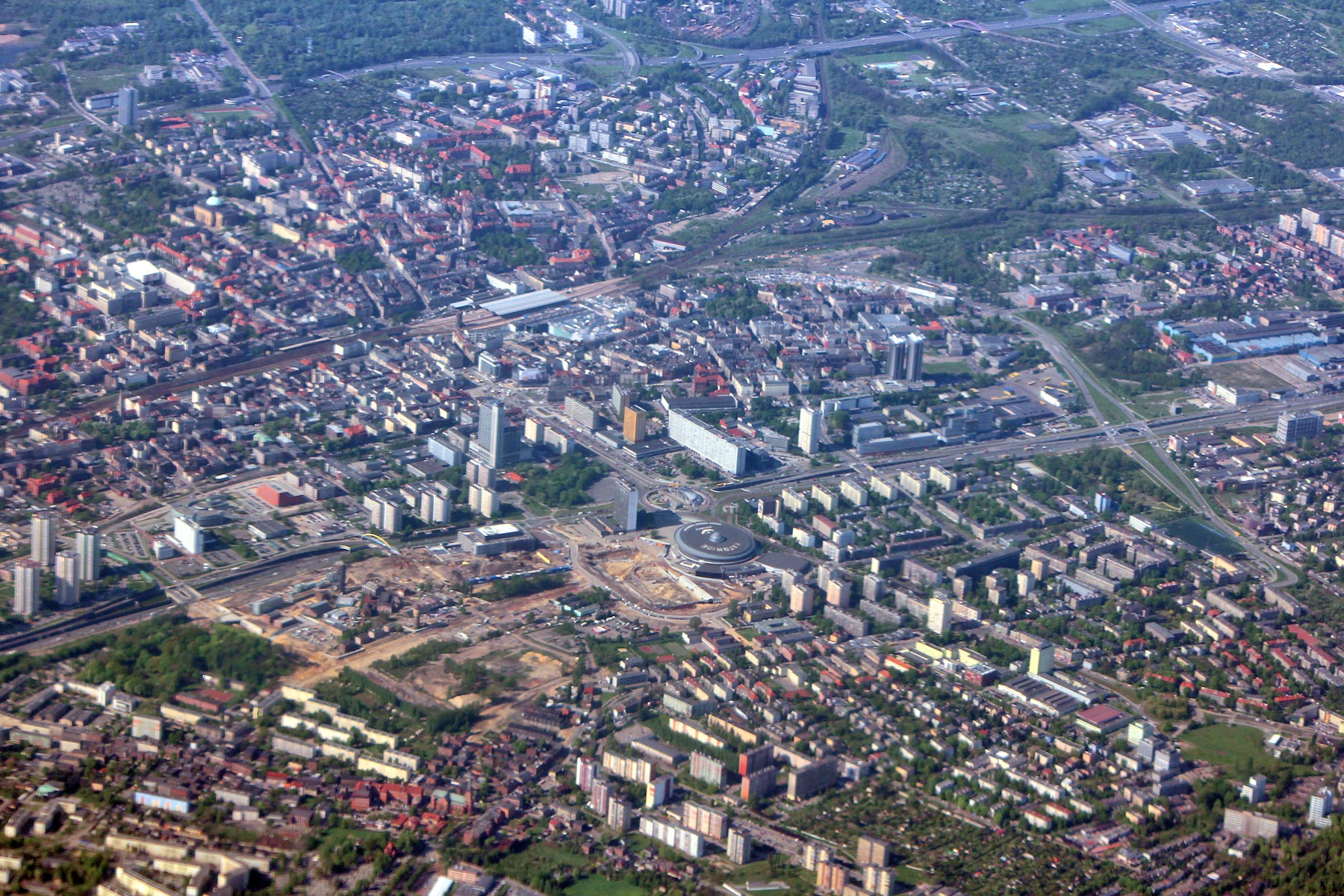
Widok na centrum Katowic w maju 2013 roku; u góry po prawej stronie widoczna wschodnia część Załęża

W strukturze przestrzennej Załęża można wyróżnić część północną i południową, których granicę stanowi linia kolejowa nr 137. Północna, główna część dzielnicy charakteryzuje się niejednorodną zabudową, pochodzącą przeważnie z XIX i XX wieku, ciągnącą się wzdłuż krętej ulicy Gliwickiej, której przebieg jest pozostałością po wiejskiej zabudowie z XVIII i XIX wieku. Zabudowa ta posiada dużą wartość historyczną. Innymi drogami o historycznym znaczeniu w tej części dzielnicy to ulice Żelazna i P. Pośpiecha. Część południowa, ciągnąca się pomiędzy linią kolejową Katowice – Legnica a autostradą A4, ma charakter przemysłowo-usługowy. Jest to najbardziej chaotyczna część dzielnicy pod względem urbanistycznym, a najważniejszą jej drogą jest ulica F. Bocheńskiego. Załęże posiada znaczy udział powierzchni zabudowanej w powierzchni terenu, który wynosi 32% i jest to jedna z najwyższych wartości w Katowicach.
Początkowo wieś Załęże składała się z kilkunastu do dwudziestu drewnianych domów krytych gontami i strzechą, które skupiały się wokół folwarku pochodzącego prawdopodobnie z przełomu XIII i XIV wieku. Znajdował się on w rejonie ulic: Gliwickiej, F. Bocheńskiego i T. Szewczenki. Pozostałością budynków dworskich jest pałac i otaczający go park. Z chwilą powstania kuźnicy w XV wieku powstała przy niej wieś kuźnicza o tej samej nazwie, która była położona w rejonie dzisiejszego skrzyżowania ulic Gliwickiej, Żelaznej i P. Pośpiecha. Cała zabudowa wsi rozciągała się wtedy pomiędzy współczesnymi ulicami Zamułkową na zachodzie a P. Pośpiecha na wschodzie, z czego większość budynków była po północnej stronie ulicy Gliwickiej. 

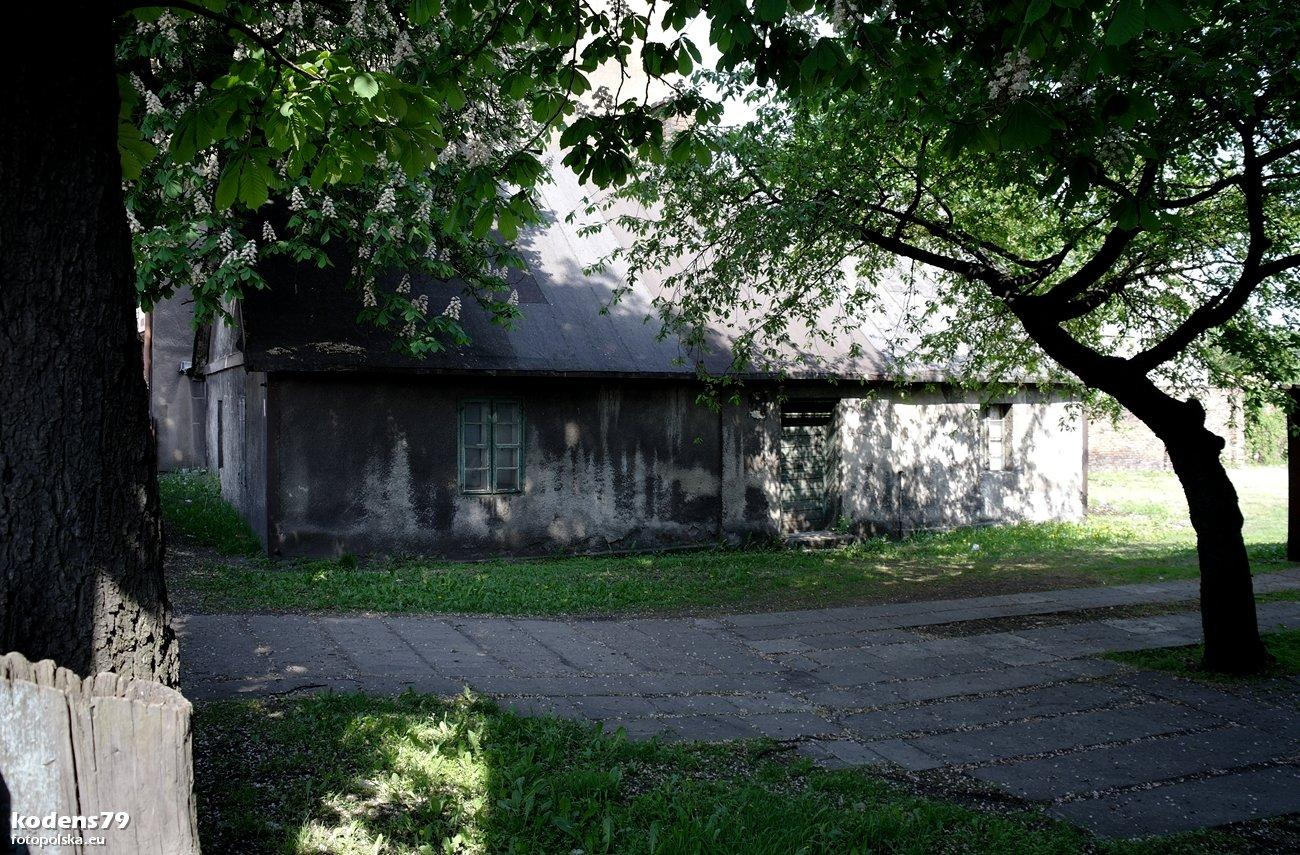
Chata przy ul. Gliwickiej 85 – przed rozebraniem był jednym z najstarszych budynków w Załężu, pochodzącym z 1833 roku (2012)

Według mapy Christiana von Wrede z 1749 roku wiejska zabudowa Załęża koncentrowała się wzdłuż współczesnej ulicy Gliwickiej na odcinku pomiędzy dzisiejszymi ulicami P. Pośpiecha a ulicą F. Bocheńskiego. Istniał też wtedy załęski folwark. Dalszy rozwój przestrzenny Załęża związany był z rozwojem przemysłu na terenie gminy od końca XVIII wieku. Zabudowa Załęża od lat 20. XIX wieku poszerzała się w kierunku zachodnim do rejonu skrzyżowania z obecną ulicą Wiśniową, która była wówczas częścią trasy do Johanki w Załęskiej Hałdzie. W latach 60. XIX wieku główna droga Załęża była zabudowana tylko od strony północnej, a w kierunku południowym rozciągały się pola uprawne. Na północ od zabudowy rozciągał się staw załęski, a za nim huta „Baildon”, a przez groblę stawu załęskiego prowadziła droga do Dębu.

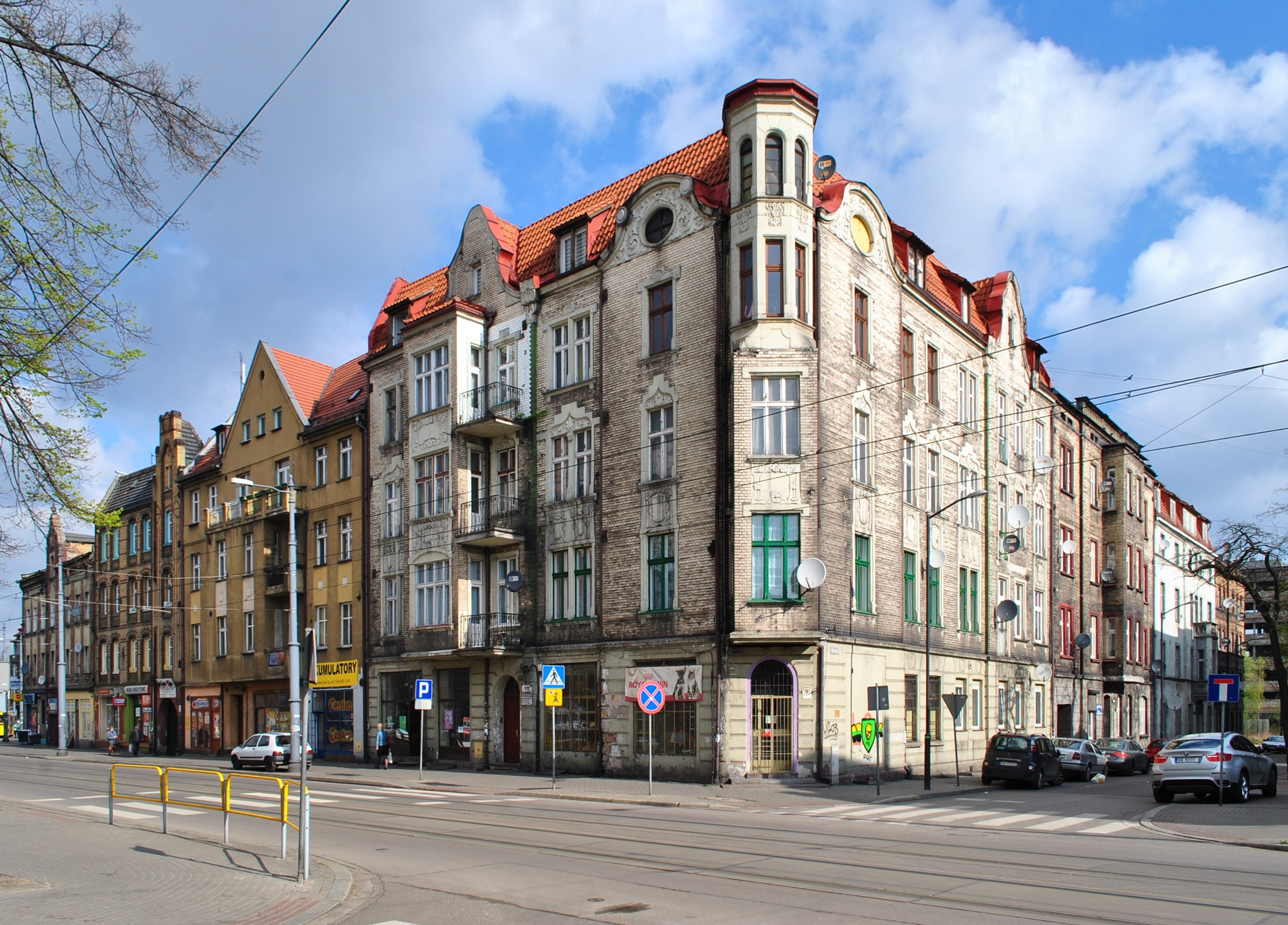
Zespół kamienic w kwartale ulic F. Anioła, Gliwickiej i Marcina (2014)

W XVIII wieku na obszarze całych Katowic, w tym i Załęża, dominowała zabudowa drewniana: zrębowe chaty i budynki gospodarcze. Drewniana zabudowa była zastępowana przez murowaną zwłaszcza od połowy XIX wieku po wdrożeniu przepisów o zakazie budowania z drewna celem lepszego zabezpieczenia przed pożarami. Nowe budynki budowano z cegły i były nieotynkowane. Do końca XIX wieku zabudowę załęskiej części ulicy Gliwickiej stanowiły kamienice mieszczańskie oraz familoki i obiekty dla pracowników pobliskich zakładów przemysłowych. Istniały także dawne wiejskie chaty, z których część zachowało się do dzisiaj, będących reliktami wiejskiego pochodzenia Załęża. Większość współczesnych załęskich kamienic i familoków pochodzi z końca XIX i początku XX wieku.
Przy ulicy Gliwickiej 85 istniał do połowy maja 2023 roku jeden z najstarszych wówczas budynków w Załężu i w całych Katowicach – była nim dawna chałupa wiejska. Za datę powstania domu podaje się rok 1833 – data ta widniała na belce pod sufitem domu. Po śmierci ostatniego mieszkańca w 1990 roku dom ten stał opuszczony. W 2018 roku był on od niedługiego czasu własnością Zboru Kościoła Adwentystów Dnia Siódmego w Katowicach.

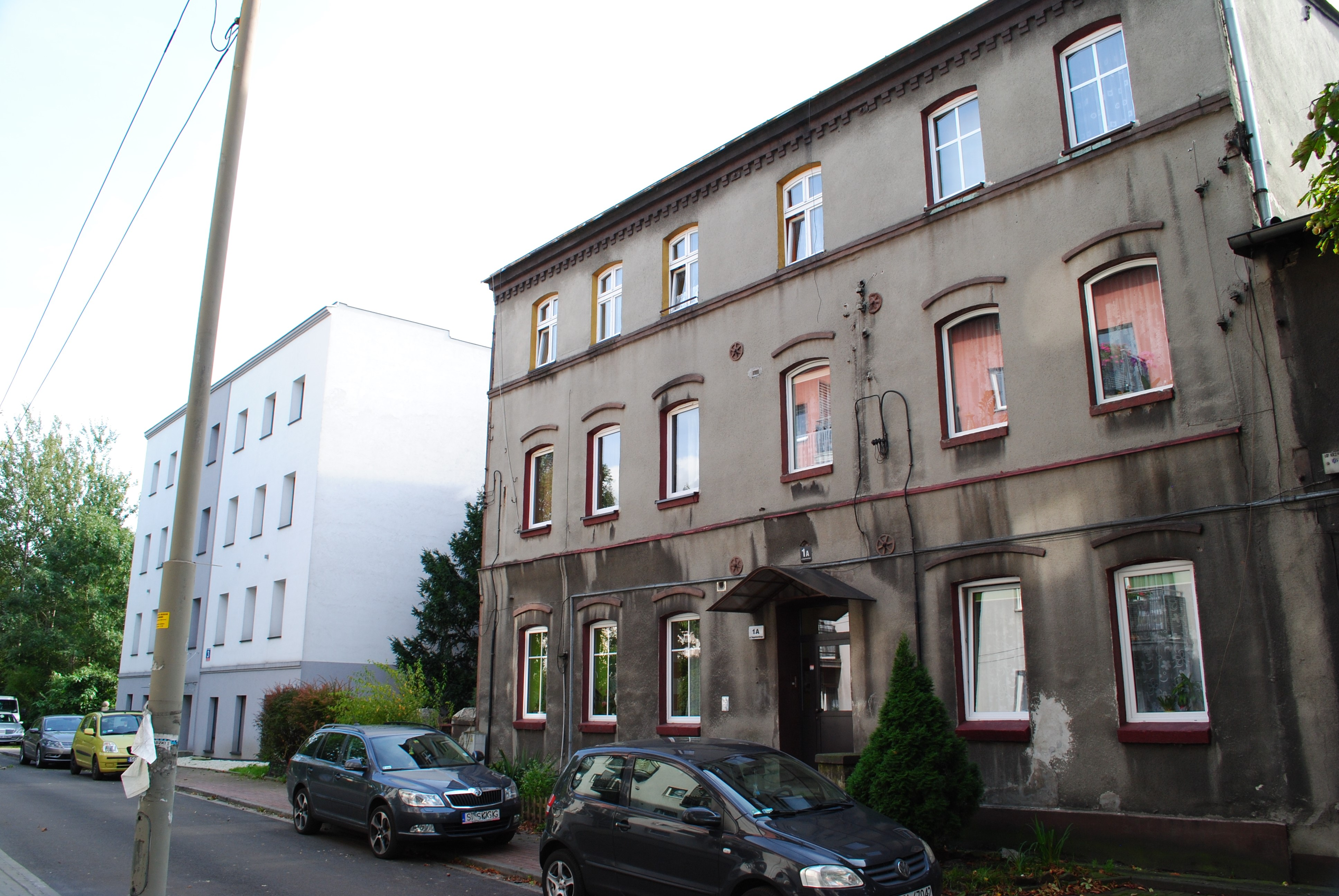
Fragment zabudowy przy ulicy W. Bogusławskiego – rejon kolonii Hegenscheidta (2020)

Około 1870 roku wybudowano w rejonie ulicy W. Bogusławskiego osadę robotniczą huty „Baildon”, tj. kolonię Hegenscheidta, która była stale rozbudowywana. Została nazwana imieniem Augusta Wilhelma Hegenscheidta, właściciela huty. Do 1936 roku, przy ulicy 18 Sierpnia wybudowano 9 jednopiętrowych familoków, a w latach powojennych do tych budynków dobudowywano kolejne piętra, a także powstały nowe obiekty. Dla pracowników kopalni „Cleophas” (późniejszy „Kleofas”) ówczesny właściciel kopalni, koncern Georg von Giesches Erben, zbudował w rejonie dzisiejszych ulic: F. Bocheńskiego, Lisa i Wiśniowej kolonię robotniczą. Budynki te powstawały w latach 1890–1914. Wśród nich dominowały familoki, ale też znajdowały się kamienice. W 1935 roku na osiedlu istniało 18 domów urzędniczych 3-10 mieszkaniowych oraz 94 domy robotnicze, posiadające do 36 mieszkań w budynku.

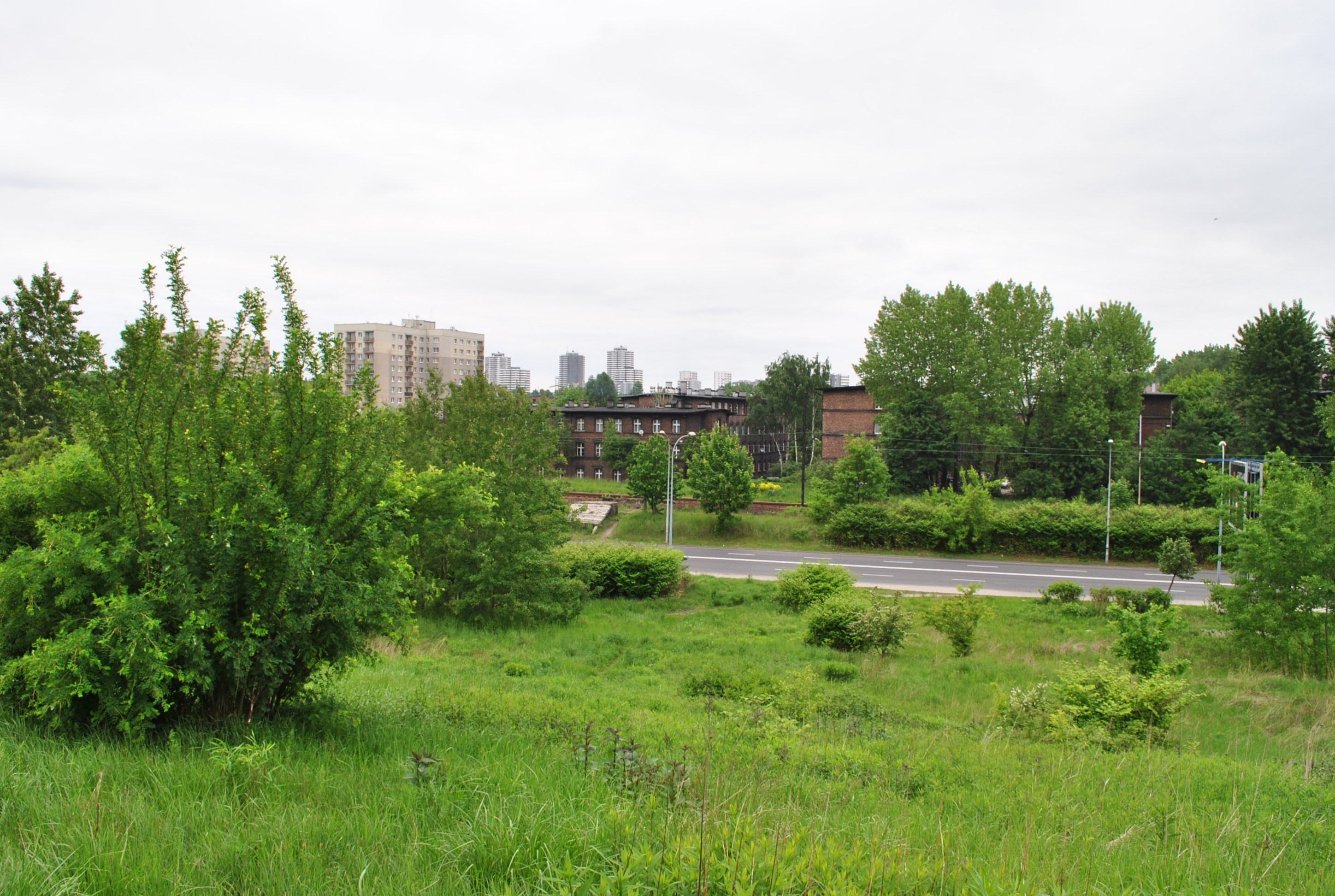
Fragment zabudowy kolonii robotniczej kopalni „Kleofas” (ul. Wiśniowa i Lisa) w 2015 roku

W latach 1886–1887 został wzniesiony neoklasycystyczny pałac dworski. Został on w 1905 roku przebudowany według projektu Emila i Georga Zillmannów. W latach 1887–1945 był on siedzibą spółki Giesche, a po II wojnie światowej funkcjonował tutaj ośrodek zdrowia. W 1897 został wzniesiony budynek Urzędu Gminy Załęże położony przy współczesnej ulicy Gliwickiej 102. Wybudowano go w stylu neogotyckim, a na zwieńczeniu fasady umieszczono zegar. W latach 1898–1900 został wzniesiony kościół pw. św. Józefa. Powstał on według projektu Ludwiga Schneidera i posiada on formę bazyliki trójnawowej, z nawami bocznymi krytymi poprzecznymi dachami dwuspadowymi. Z uwagi na szerokość nawy głównej i ramion nawy wnętrze świątyni jest szczególnie przestronne.
W dniu 30 listopada 1899 roku został poświęcony Dom Zakonny Sióstr św. Jadwigi, wybudowany również według projektu Ludwiga Schneidera. Budynek ten dwukrotnie przebudowano. Pierwotnie posiadał on wieżę, w której znajdował się dzwon. W czasie II wojny światowej została ona zlikwidowana, zaś dzwon podarowano nowo tworzącej się parafii w Załęskiej Hałdzie. W 1975 roku budynek ten uzyskał współczesny wygląd. 

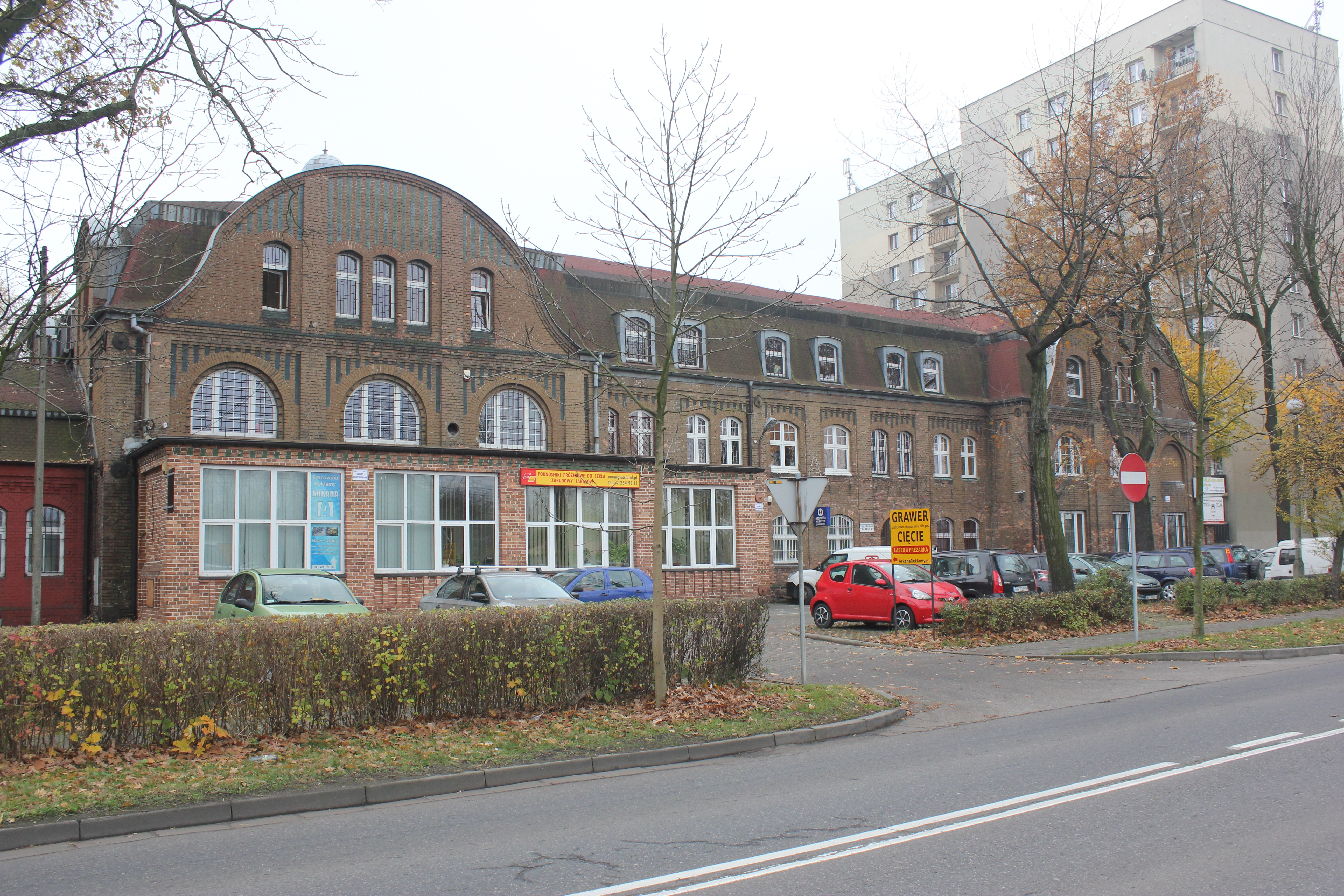
Dawny dom pracowniczy kopalni „Kleofas” z około 1907 roku (2017)

Około 1907 roku powstał przy ulicy Gliwickiej 204 gmach domu pracowniczego dla górników kopalni „Kleofas”. Posiada on cechy stylu historyzującego, a około 1920 roku został on rozbudowany.
Na mapie z 1902 roku przy dzisiejszych ulicach F. Bocheńskiego, Pokoju, Wiśniowej i planowanej wówczas ulicy Lisa były już ukazane pierwsze familoki kolonii kopalni „Kleofas”. Bliżej centrum Załęża, na wschód od załęskiego dworu w tym czasie znajdowały się m.in.: budynek poczty, urząd gminy i więzienie, dwa budynki szkolne, kościół i zabudowa wzdłuż ulicy W. Janasa.
Na poprzemysłowych nieużytkach, w pobliżu kopalni „Kleofas”, w latach 1927–1928 została zbudowana kolonia im. Ignacego Mościckiego. Osiedle te pierwotnie składało się z 44 bliźniaczych domów z dwu- i czterospadowymi dachami w stylu modernistycznym. W latach 30. XX wieku powstały funkcjonalistyczne budynki Ośrodka Sportowego Gliwicka (poprzednio siedziba Młodzieżowego Domu Kultury) i Miejskiego Przedszkola nr 39 (pierwotnie harcówka) przy ulicy Gliwickiej 212 i 214. Otaczał je powstały w tym samym czasie ogród jordanowski (w jego miejscu znajduje się park Załęski), na którym znajdowały się także dwa baseny. W latach 2005–2006 budynek dawnego MDK-u przeszedł remont. 
W latach międzywojennych, w latach 1927–1929 (bądź w latach 1913–1915) powstał także duży budynek mieszkalny przy ulicy J. Zarębskiego 5, przeznaczony dla Polaków pochodzących z ówczesnej niemieckiej części Górnego Śląska.
Rozwój urbanistyczny Załęża został zintensyfikowany po II wojnie światowej. W latach 70. XX wieku rozpoczęto budowę osiedla Janasa-Ondraszka, a także wzniesiono dwa 11-kondygnacyjnych bloki w rejonie ulicy Wiśniowej. Następowała również rozbudowa Załęskiej Hałdy i Obroków – wybudowano tam osiedle dla pracowników kopalni „Kleofas”, a w 1976 roku w miejscu fińskich domków w Załęskiej Hałdzie rozpoczęto budowę osiedla im. Wincentego Witosa.

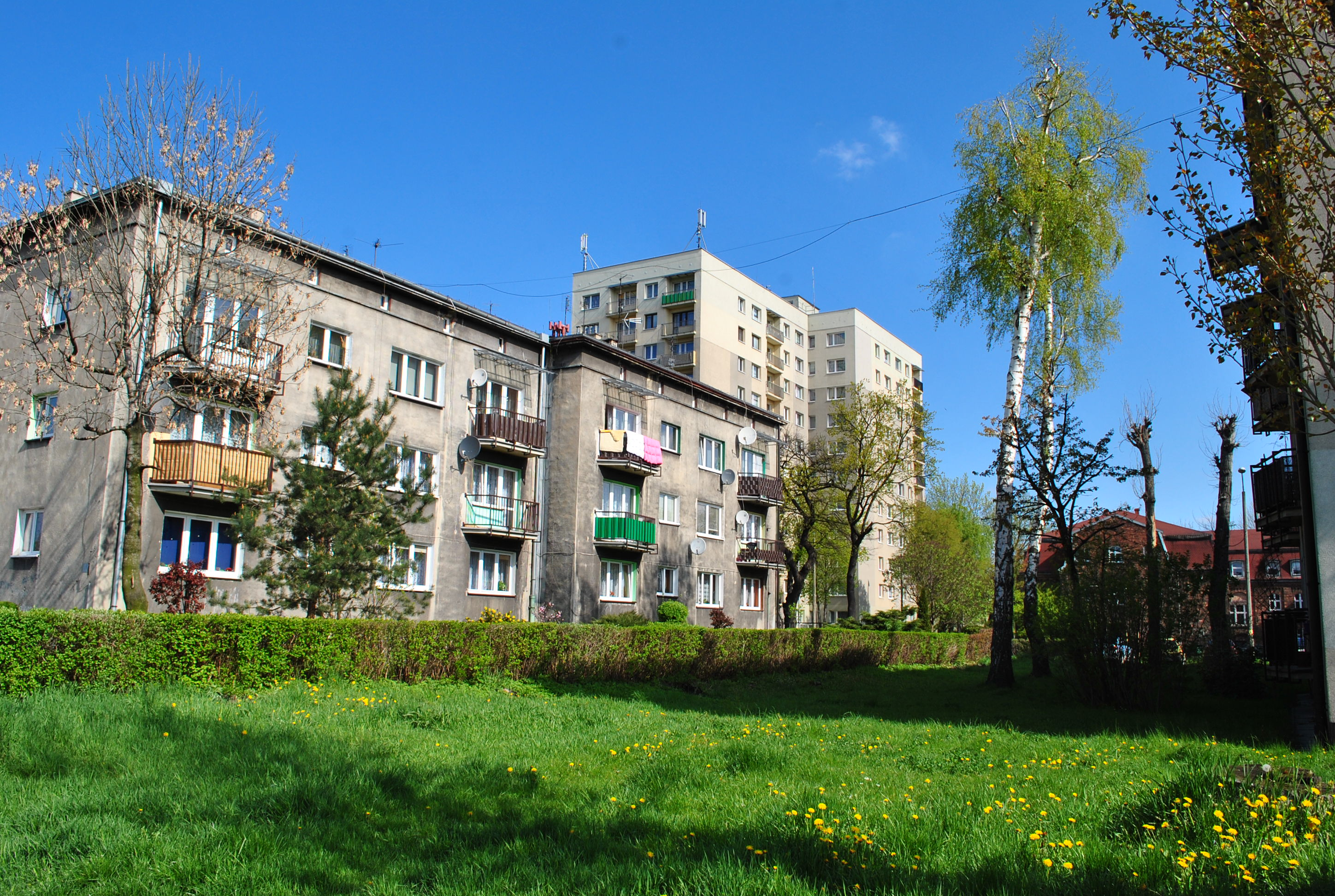
Bloki mieszkalne przy ul. J. Skrzeka i Wiśniowej, wybudowane w latach 60. i 70. XX wieku (2014)

W latach 80. XX wieku pierwsze plany przebudowy Załęża, które zakładały wyburzenie zabudowy przy ulicy Gliwickiej na odcinku pomiędzy ulicami Wiśniową a P. Pośpiecha. Miał powstać duży węzeł drogowy dla ruchu samochodowego i tramwajowego. Ostatecznie nie zostały one zrealizowane. W 1995 roku przyjęto, w znacznej większości niezrealizowany, program „Załęże 2000”, który miał doprowadzić do przekształcenia struktury urbanistycznej dzielnicy – przede wszystkim planowano przygotowanie terenów pod budowę ok. 650 nowych mieszkań i modernizację 32 kamienic, a także budowę ulicy Nowogliwickiej, szybkiej linii tramwajowej oraz bulwarów nad Rawą. Ostatecznie realizację projektu ograniczono do modernizacji kilku kamienic, w tym przy ulicy Gliwickiej 96 i 102, ulicy Marcina 3 oraz ulicy Ondraszka 7 i 9. 
Przy ulicy Gliwickiej 267 powstała kaplica zboru Kościoła Zielonoświątkowego „Betania”, wybudowana w latach 1989–1997 według projektu Kazimierza Poniatowskiego. Obiekt o konstrukcji żelbetowej posiada charakterystyczną kopułę o średnicy 40 metrów. W 2002 roku przy ulicy Gliwickiej 44 w miejsce boiska Baildonu Katowice powstał kompleks kinowy Punkt 44.
22 czerwca 2009 roku miasto Katowice przystąpiło do sporządzenia miejscowego planu zagospodarowania przestrzennego, obejmującego centralną część Załęża, tj. od ulicy Brackiej do granicy dzielnicy wzdłuż ulicy F.W. Grundmanna. Projekt planu zakładał m.in. rehabilitację tej części dzielnicy poprzez ochronę zabytkowych budynków, harmonijne powiązanie nowej zabudowy z historyczną, rewitalizację istniejącej zabudowy, a także likwidację oficyn, a w ich miejscu wprowadzenie zieleni urządzonej. W ramach planu projektowana miała być „Ulica Nowo-Gliwicka”, a także „Plac Centralny” przy ulicy T. Szewczenki, który ma być placem dzielnicowym o funkcji integrującej lokalną społeczność. Powyższy plan został uchwalony w dniu 27 lipca 2016 roku.

### Osiedla i kolonie

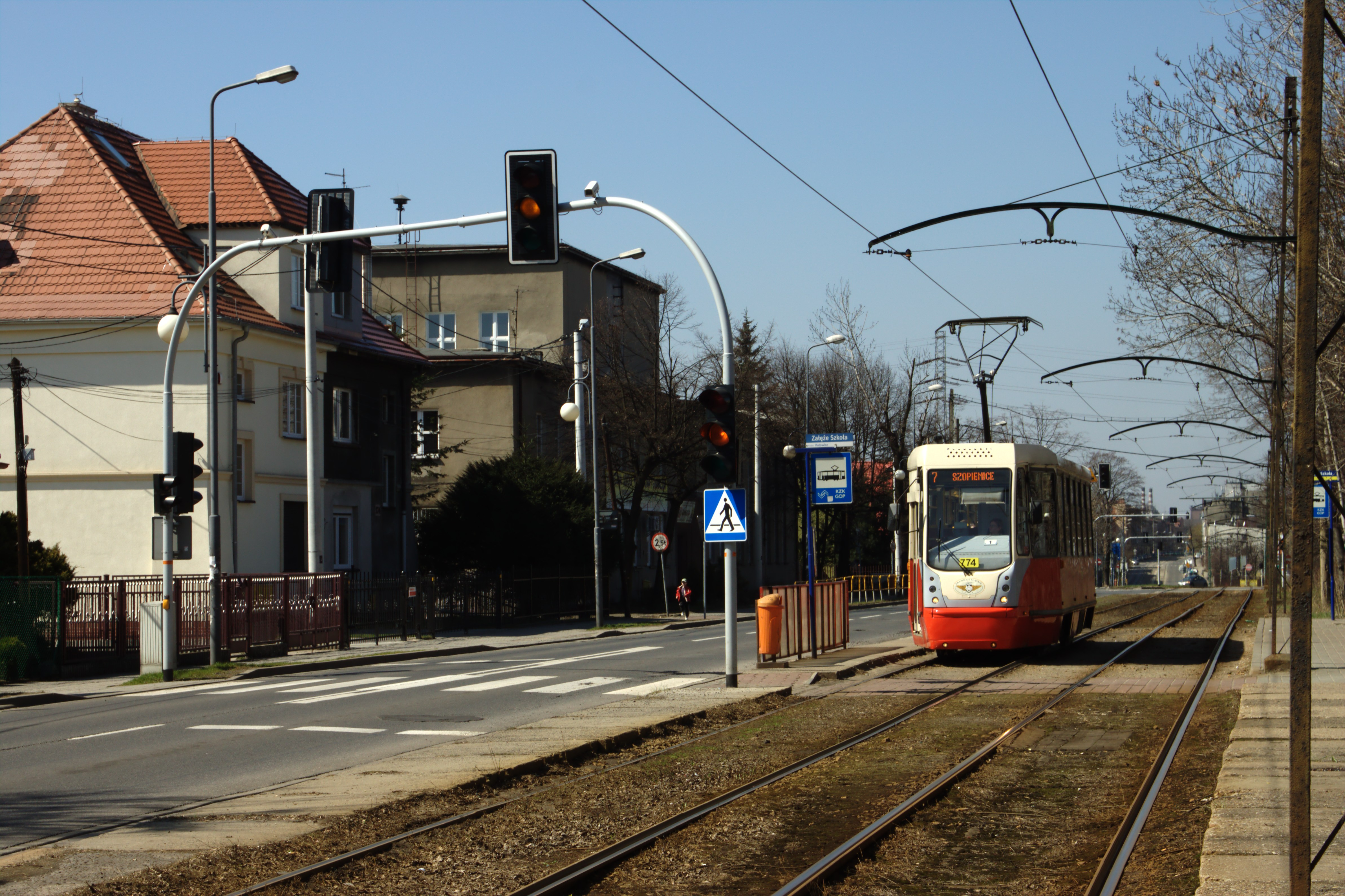
Fragment kolonii I. Mościckiego

Na początku XIX wieku na terenie gminy Załęże znajdowały się następujące kolonie: Obroki, Johanka (lub Janina) i Załęska Hałda. Dawniej istniała także kolonia Owsiska położona na zachód od Załęskiej Hałdy, stanowiąca grupę domów powstałych w XIX wieku. Z biegiem czasu na tym obszarze powstawały nowe osiedla. Współcześnie obszar historycznej gminy obejmuje następujące dzielnice Katowic: Osiedle Witosa, Załęska Hałda-Brynów część zachodnia i Załęże, a także osiedla i kolonie: kolonia Hegenscheidta, kolonia I. Mościckiego, kolonia kopalni „Kleofas”, Obroki, osiedle Janasa-Ondraszka, osiedle W. Witosa, i Załęska Hałda. W granicach samej dzielnicy Załęże znajdują się cztery z tych osiedli i kolonii. Są to:
- Kolonia Hegenscheidta – osada robotnicza huty „Baildon”, powstała około 1870 roku w rejonie dzisiejszej ulicy W. Bogusławskiego[287],
- Kolonia im. Ignacego Mościckiego – osiedle położone w północno-zachodniej części Załęża, wybudowane z inicjatywy władz wojewódzkich w latach 1927–1928; składało się pierwotnie z 44 domów dwurodzinnych[278] w ogrodach, powstałych wzdłuż krótkich uliczek[261],
- Kolonia robotnicza kopalni „Kleofas” – osiedle patronackie położone w zachodniej części Załęża, pomiędzy ulicami Wiśniową a F. Bocheńskiego[277]; została wybudowana w latach 1890–1914 na zlecenie ówczesnej kopalni „Cleophas” i składa się głównie z familoków[95] 3-4 kondygnacyjnych i wolnostojących innych obiektów, w tym domu pracowniczego kopalni „Kleofas”[22],
- Osiedle Janasa-Ondraszka – osiedle mieszkaniowe położone pomiędzy ulicami W. Janasa i Ondraszka; powstałe na przełomie lat 70. i 80. XX wieku na zlecenie huty „Baildon”[288].

### Zabytki i obiekty historyczne

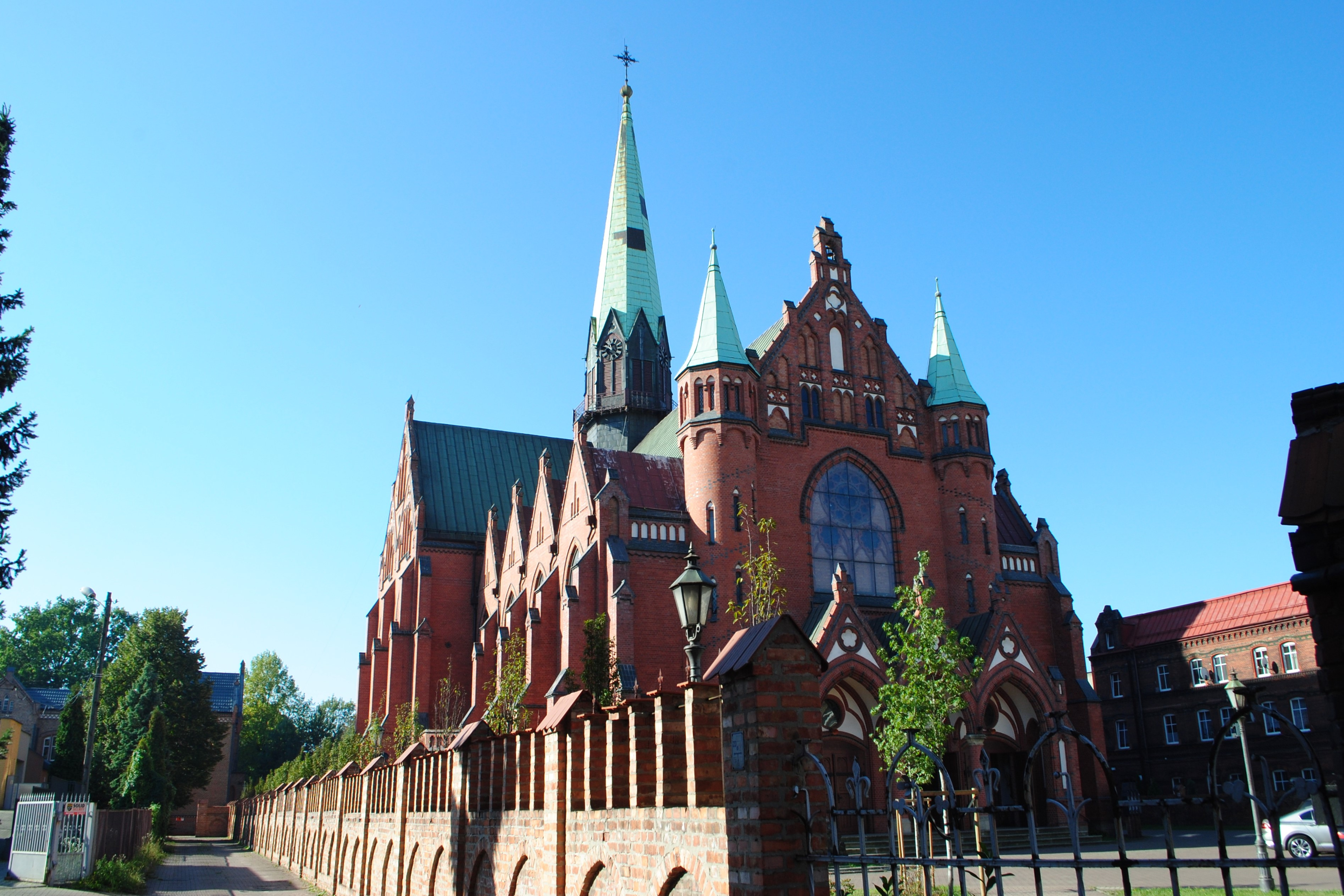
Kościół św. Józefa (ul. Gliwicka)

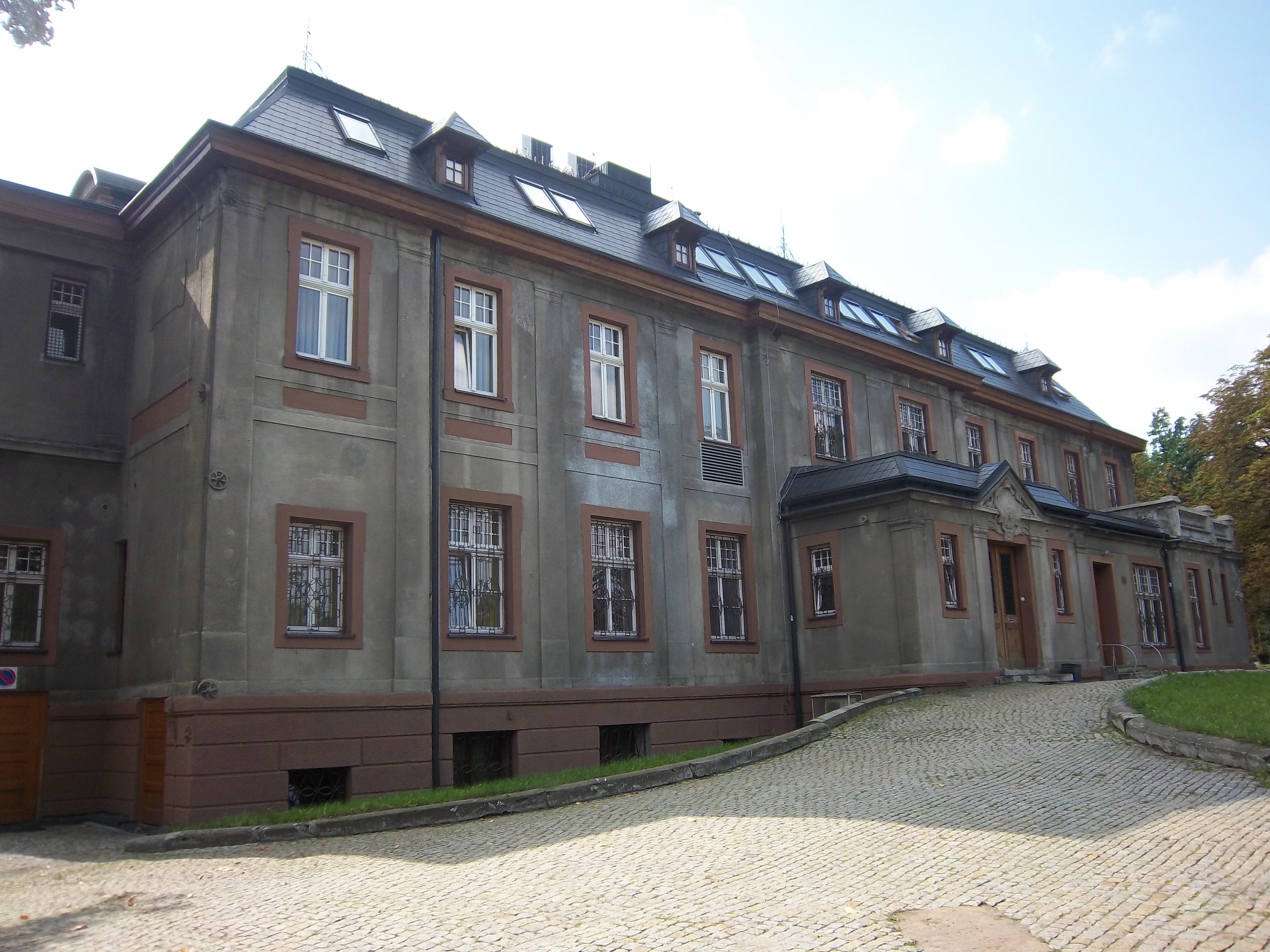
Pałac w Załężu (ul. Gliwicka 159)

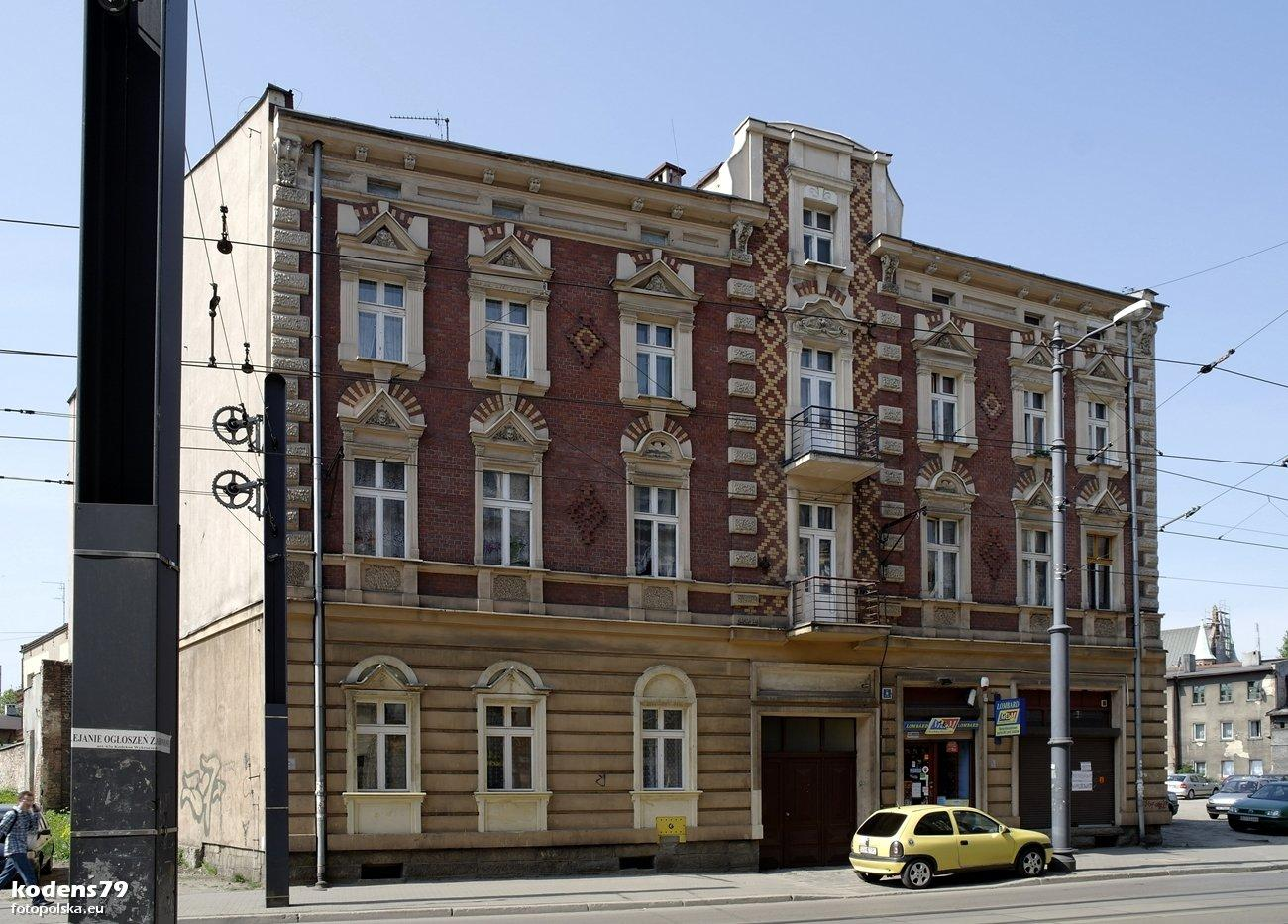
Kamienica przy ulicy Gliwickiej 58 z końca XIX wieku (2012)

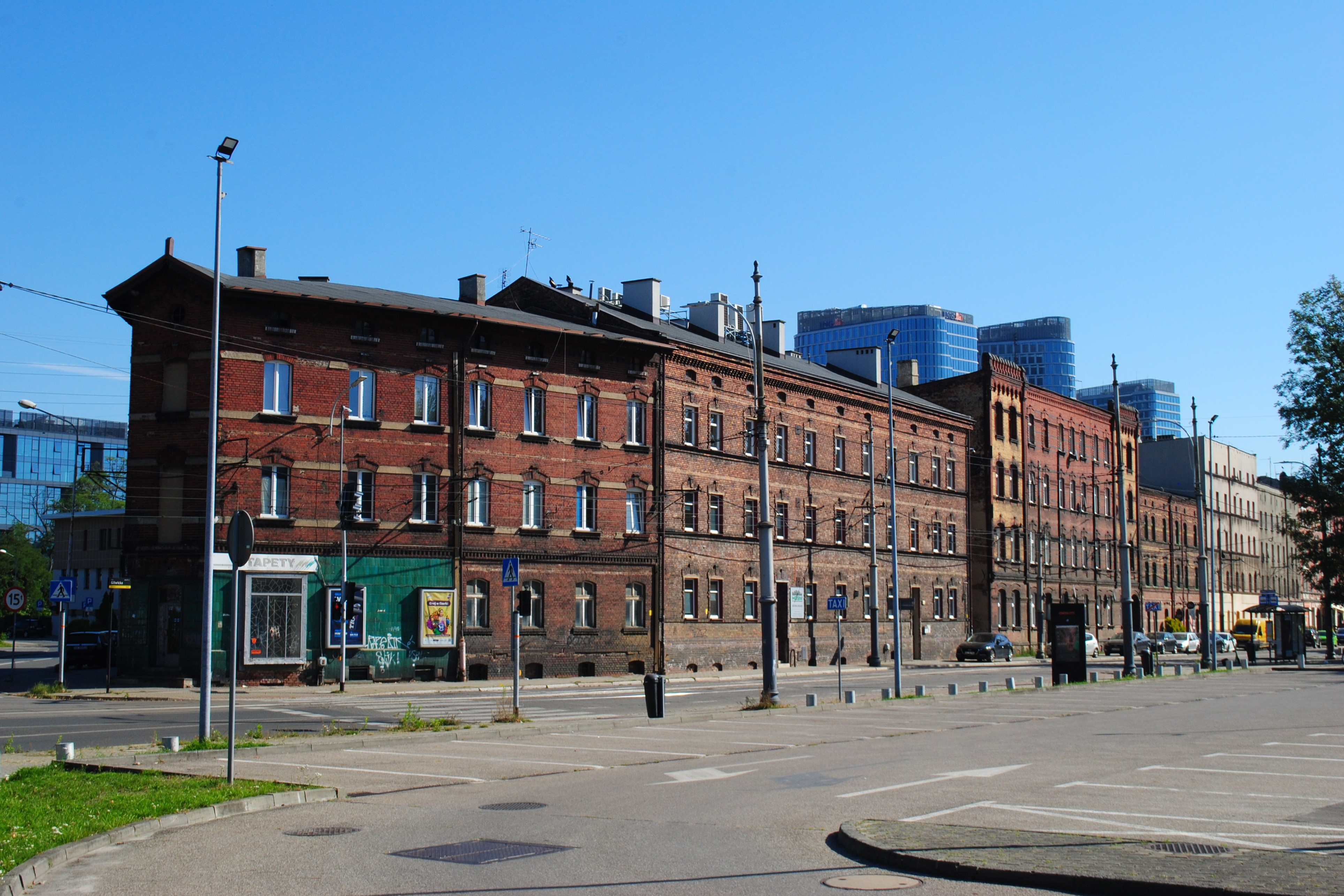
Ciąg kamienic wzdłuż ulicy Gliwickiej 49-65 (2024)

W granicach dzielnicy Załęże znajdują się m.in. następujące historyczne i zabytkowe obiekty:
- Kościół pw. św. Józefa (ul. Gliwicka) – zabytkowy kościół parafialny parafii św. Józefa; zbudowany w latach 1898–1900 w stylu neogotyckim; elewacja kościoła jest udekorowana fryzami arkadowymi, natomiast fasada jest płaska, dekorowana ornamentami z cegły glazurowanej; wieża kościoła, która pełni również funkcję dzwonnicy, ma wysokość 35 m, natomiast łączna wysokość świątyni wynosi 64 m; architektem był Ludwig Schneider; w kościele zachował się jego pierwotny wystrój[289]; wpisany został do rejestru zabytków nieruchomych 8 września 1978 roku (nr rej. A-1236/78) oraz 19 lipca 2019 roku (nr rej. A/523/2019)[290],
- Pałac w Załężu (ul. Gliwicka 159) – zabytkowy dwór z XIX wieku, znajdujący się przy ulicy Gliwickiej 159; jest to neoklasycystyczny pałac otoczony parkiem podzielonym na dwie części, z czego południowy fragment to plac ks. J. Lodzina; w pałacu od 1886 do 1945 roku mieściła się regionalna dyrekcja spółki Georg von Giesches Erben, natomiast po II wojnie światowej Górniczy Zakład Lecznictwa Ambulatoryjnego[291]; współcześnie budynek zajmuje szpital[292]; wpisany do rejestru zabytków nieruchomych 8 lipca 1992 roku[290] (nr rej. A/1473/24[293]),
- Ratusz gminy Załęże (ul. Gliwicka 102)[294] – zabytkowa siedziba dawnego urzędu gminy Załęże, wybudowana w 1897 roku w stylu neogotyckim[294]; gmach wpisany został do rejestru zabytków nieruchomych 7 czerwca 2022 roku (nr rej. A/998/2022)[295],
- Kamienice i familoki – dzielnica charakteryzuje się dużą koncentracją zabytkowych kamienic i familoków, pochodzących głównie z końca XIX i początku XX wieku; najwięcej ich jest przy ulicy Gliwickiej (w tym przy ulicy Gliwickiej 58 i przy ulicy Gliwickiej 146) i jej najbliższym sąsiedztwie, gdzie wśród miejskich kamienic znajdują się pojedyncze budynki w typie familoków oraz relikty wcześniejszej wiejskiej zabudowy[296]; załęskie kamienice wzniesione zostały głównie w stylach secesyjnym, historyzmu i modernizmu[294]; zespoły chronionych i proponowanych do objęcia ochroną familoków w Załężu koncentrują się dwóch miejscach – są to: ulica W. Janasa – zespół familoków w stylu historyzmu, pochodzących z końca XIX wieku (jeden z początku XX wieku) oraz ulice Lisa, Ślusarska, Wiśniowa, J. Wyplera, Pokoju i F. Bocheńskiego – zespół familoków kopalni „Kleofas” z początku XX wieku, w stylu modernizmu[294],
- Most kolejowy na Rawie (rejon ul. Gliwickiej i ul. F.W. Grundmanna)[294] – wyburzony w czerwcu 2022 roku[297],
- Krzyż przydrożny (róg ul. Gliwickiej i ul. P. Pośpiecha)[294] – z lat 80. XIX wieku; z figurą Matki Bożej Niepokalanej we wnęce, otoczony zieleńcem[298],
- Budynek szkoły (ul. Gliwicka 148a) – wybudowany na początku XX wieku w stylu modernizmu[294]; jest to obiekt murowany z cegły, trójkondygnacyjny, zwieńczony czterospadowym dachem; posiada szczyty schodkowe i dekoracje z zielonej cegły[299],
- Budynek szkoły (ul. Gliwicka 154) – wzniesiony w stylu modernizmu ceglanego na początku XX wieku[300]; trójkondygnacyjny, kryty dachem dwuspadowym; posiada szczyty, gzymsy i blendy[301],
- Schronisko pracowników kopalni „Kleofas” (ul. Gliwicka 204) – współcześnie siedziba Śląsko-Dąbrowskiej Spółki Mieszkaniowej[302]; budynek wzniesiono w 1907 roku w stylu historyzującym, następnie rozbudowano około 1920 roku[294],
- Budynek przedszkola (ul. Gliwicka 212) – wzniesiony w latach 30. XX wieku w stylu funkcjonalizmu z elementami stylu okrętowego[294],
- Budynek Ośrodka Sportowego Gliwicka (ul. Gliwicka 214) – wzniesiony w latach 30. XX wieku w stylu funkcjonalizmu[294],
- Kolonia im. Ignacego Mościckiego (ul. Gliwicka 236-274 i 278-300 – numery parzyste)[294] – wybudowana w latach 1927–1928 w stylu modernizmu[266]; składa się z domów jednorodzinnych bliźniaczych w otoczeniu ogródków; są one tynkowane oraz przeważnie jednokondygnacyjne z lukarną[303],
- Szkoła osiedlowa (ul. Gliwicka 276) – oddana do użytku w 1932 roku[304]; wzniesiona w stylu funkcjonalizmu[294]; jest to budynek dawnej Szkoły Podstawowej nr 24; tynkowany, dwu- i trójkondygnacyjny, zwieńczony dachem płaskim; posiada skromne dekoracje i częściowo dwukondygnacyjne okna[305],
- Siedziba Powiatowego Urzędu Pracy w Katowicach (ul. P. Pośpiecha 14), dawny Azyl Miejski, pochodzący z 1928 roku[294]; jest to obiekt murowany z cegły, tynkowany i trójkondygnacyjny; posiadał pierwotnie ceglaną imitację okiennic[306]
- Budynek fabryczny (ul. Tokarska 6) – z około 1920 roku, w stylu neoklasycystycznym[294]; jest to obiekt murowany z cegły, częściowo tynkowany i trójkondygnacyjny; posiada artykulację w wielkim porządku i wielokwaterową stolarkę okienną[307],
- Budynek Szkoły Podstawowej nr 22 im. J. Słowackiego (ul. M. Wolskiego 3) – z początków XX wieku[294]; jest to obiekt murowany z cegły, trójkondygnacyjny z przyziemiem, zwieńczony dachem dwuspadowym[308],
- Szkolna sala gimnastyczna (ul. M. Wolskiego 8) – z 1910 (bądź 1914[294]) roku według projektu Emila i Georga Zillmannów[309]; jest to obiekt murowany z cegły, częściowo tynkowany, dwukondygnacyjny z przyziemiem, zwieńczony dachem dwuspadowym; posiada niewielki ryzalit, woluty, pilastry, ślepe owalne okna oraz płaskie sześcioboczne płyciny[310].

### Pomniki i tablice pamiątkowe

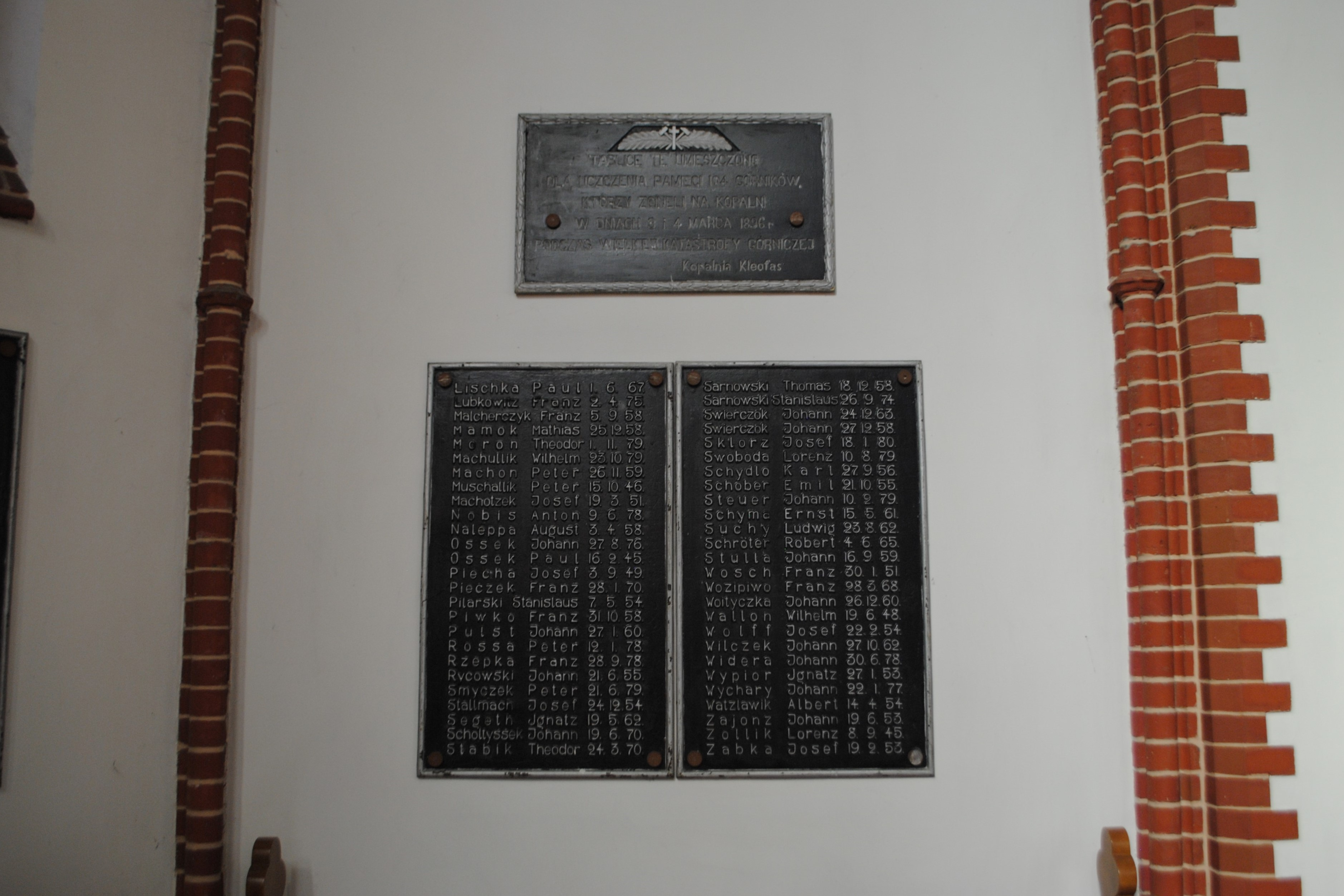
Tablice na prawo od ołtarza św. Barbary we wnętrzu kościoła pw. św. Józefa w Katowicach upamiętniające 104 zmarłych górników w katastrofie w kopalni „Cleophas” (trzy z pięciu tablic)

- Tablica upamiętniająca ks. prał. Józefa Kubisa, pierwszego proboszcza parafii św. Józefa, umieszczona w 65-lecie poświęcenia kościoła parafialnego (w kruchcie kościoła pw. św. Józefa)[311][312],
- Tablice upamiętniające górników, którzy zginęli w katastrofie górniczej w kopalni „Cleophas” (późniejszy „Kleofas”) z 3 na 4 marca 1896 roku (przy ołtarzu św. Barbary wewnątrz kościoła pw. św. Józefa)[311][117],
- Pomnik (krzyż z tablicą), upamiętniający poległych o wolność ojczyzny w okresie powstań śląskich i zgładzonych w niemieckich obozach koncentracyjnych (przed kościołem pw. św. Józefa)[311], w tym m.in. ks. Karola Kałużę i Jerzego Lisa[117],
- Tablica upamiętniająca „650. rocznicę powstania Załęża” (de facto rocznicę pierwszej wzmianki o Załężu[67]; na fasadzie gmachu dawnego urzędu gminy Załęże przy ul. Gliwickiej 102)[312],
- Obelisk upamiętniający „660. rocznicę powstania Załęża” (de facto rocznicę pierwszej wzmianki o Załężu[67]; na skwerze pomiędzy ul. M. Ledóchowskiego a ul. Gliwicką)[117][115],
- Obelisk z tablicą ku czci mieszkańców Górnego Śląska i Zagłębia zamordowanych, prześladowanych, więzionych i deportowanych do pracy niewolniczej (na pl. ks. J. Londzina)[311][313],
- Tablica upamiętniająca Marię Grzegorzewską, patronkę Szkoły Podstawowej nr 60 Specjalnej w Katowicach (w budynku przy ul. Gliwickiej 148a)[311][314],
- Tablica upamiętniająca 40. rocznicę wybuchu III powstania śląskiego i nadanie szkole imienia Powstańców Śląskich (w budynku d. Szkoły Podstawowej nr 24; ul. Gliwicka 276)[311][312].

## Kultura

### Historia i charakterystyka

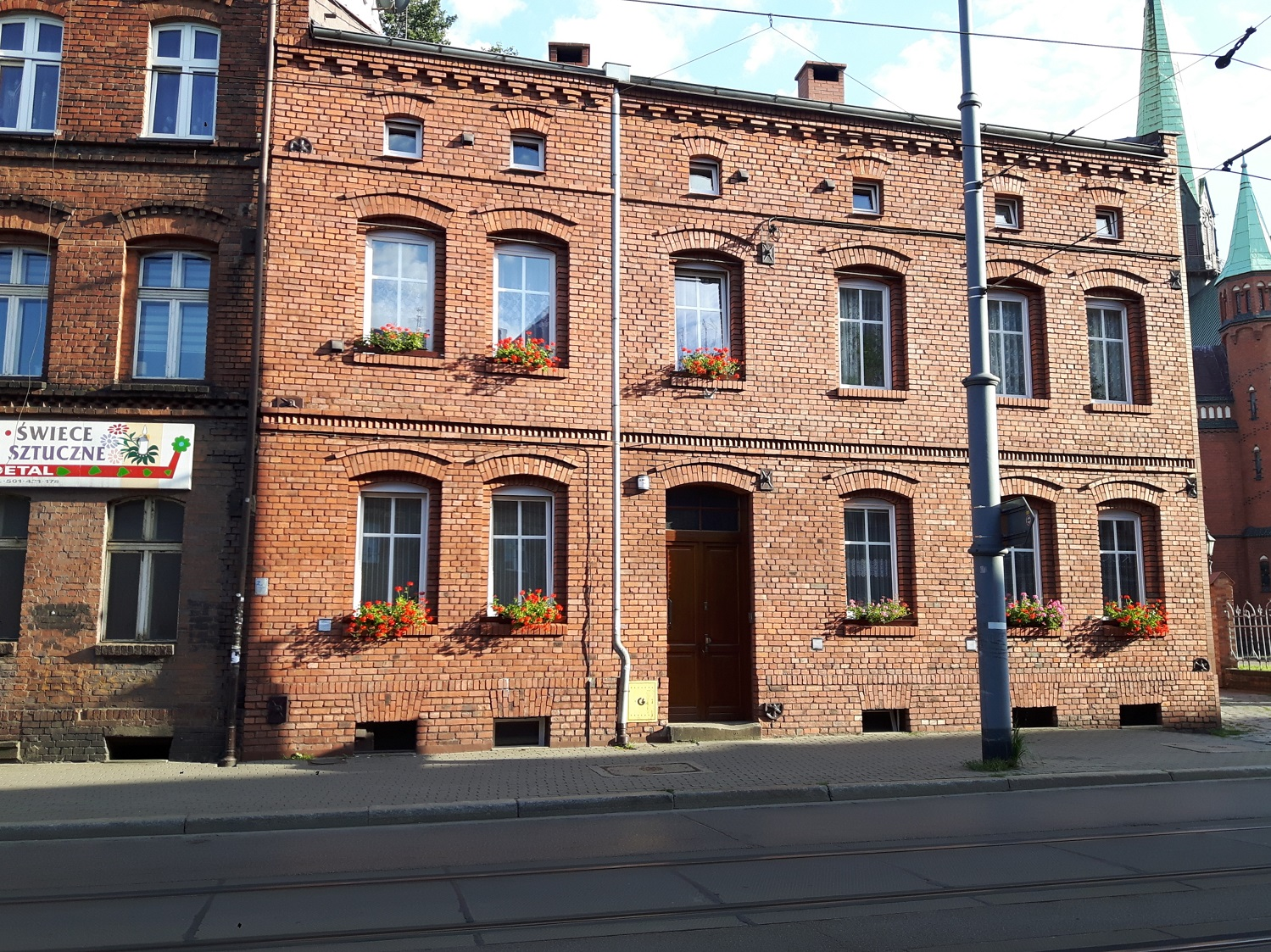
Kamienica przy ulicy Gliwickiej 74, w której działała biblioteka parafialna

Zorganizowana działalność kulturalna na terenie Załęża ożywiła się pod koniec XIX wieku. W 1883 roku Robert Wojtas, Ludwik Łabuz i Bernard Szołtysik założyli Czytelnię Polską, która prowadziła także teatr amatorski. W 1893 roku założono w Załężu Komitet Teatralny, a w 1908 roku chór „Halka”, który funkcjonował do 1969 roku. Pierwszym prezesem „Halki” był Kosicki, natomiast dyrygentami m.in. Józef Budzyński, Leon Poniecki i Andrzej Różański. W 1906 roku powstała Czytelnia dla Kobiet w Załężu, której współzałożycielką była Franciszka Ciemięgowa. W 1910 roku z inicjatywy proboszcza załęskiej parafii ks. Józefa Kubisa i przy wsparciu Towarzystwa św. Karola Boromeusza powstała biblioteka parafialna. Początkowo znajdowało się w niej około 1 tys. tomów, w tym 200 dla dzieci. W 1912 roku działalność rozpoczął chór załęskich socjalistów „Przyjaźń”, któremu przewodniczył Józef Biniszkiewicz.
Swoje spektakle w katowickiej Reichshalle (obecnie siedziba Filharmonii Śląskiej im. Henryka Mikołaja Góreckiego) prezentowały m.in. następujące załęskie organizacje: Towarzystwo Chrześcijańskich Robotników, Czytelnia Polska, Kongregacja Mariańska, Komitet Teatralny, towarzystwo alojzjańskie, Towarzystwo Katolickich Mężów i Młodzieńców, chóry „Halka”, „Wanda” i „Wolny Duch”, Towarzystwo „Jedność”, Towarzystwo Gimnastyczne „Sokół” oraz Towarzystwo Polek.

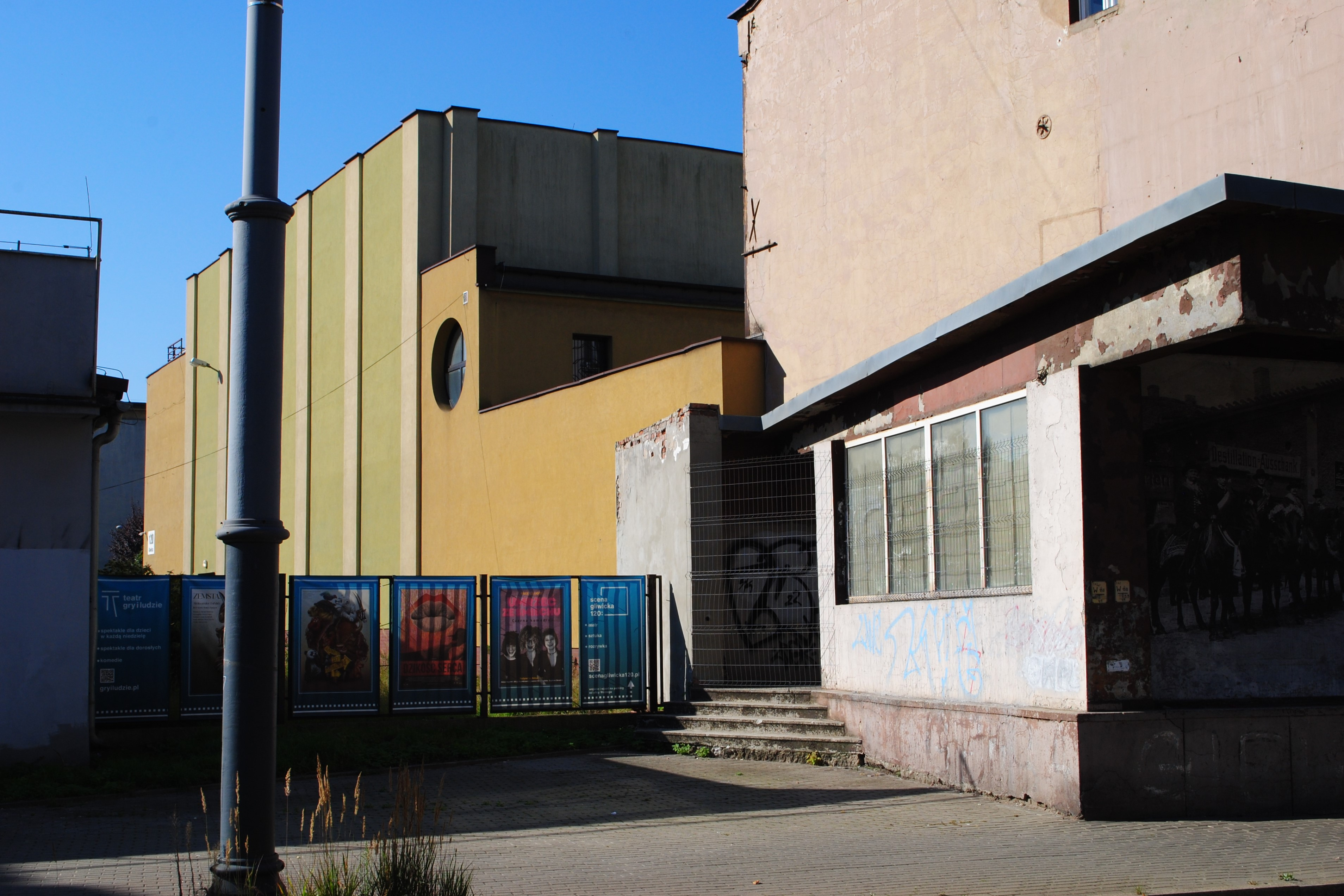
Budynek dawnego kina „Apollo” przy ulicy Gliwickiej 120 w 2024 roku

W latach międzywojennych w Załężu aktywnie działały zespoły śpiewaczy, które ożywiły wówczas swoją działalność, a prócz reaktywowanych powstały także nowe. W latrach 1920–1923 działał chór męski im. Ignacego Jana Paderewskiego. W 1923 roku założono chór im. Fryderyka Chopina (zlikwidowany w 1939 roku), a przy kopalni „Kleofas” w 1929 roku chór „Echo”. Założony w 1926 roku chór męski „Huta Baildon” w 1939 roku liczył 405 członków. W 1930 roku powołano chór im. Stanisława Moniuszki. 
W latach międzywojennych w Załężu działała jedna z filii bibliotecznych Towarzystwa Czytelni Ludowych. W 1935 roku składała się z 1 047 tomów, z których korzystało wówczas 147 czytelników. Również w latach międzywojennych w Załężu powstało kino „Raj” (wcześniej „Corso”). Kino „Raj” przejęło później nazwę „Apollo”, a swoją siedzibę miało przy ulicy Gliwickiej 120. Kino „Apollo” zostało założone około 1944 roku przy ulicy Gliwickiej 120. Pierwszym właścicielem kina była Joanna Gawliik. W latach 60. XX wieku sala kinowa mogła pomieścić 365-381 widzów, a w 1970 roku seanse w kinie obejrzało blisko 76 tys. osób.

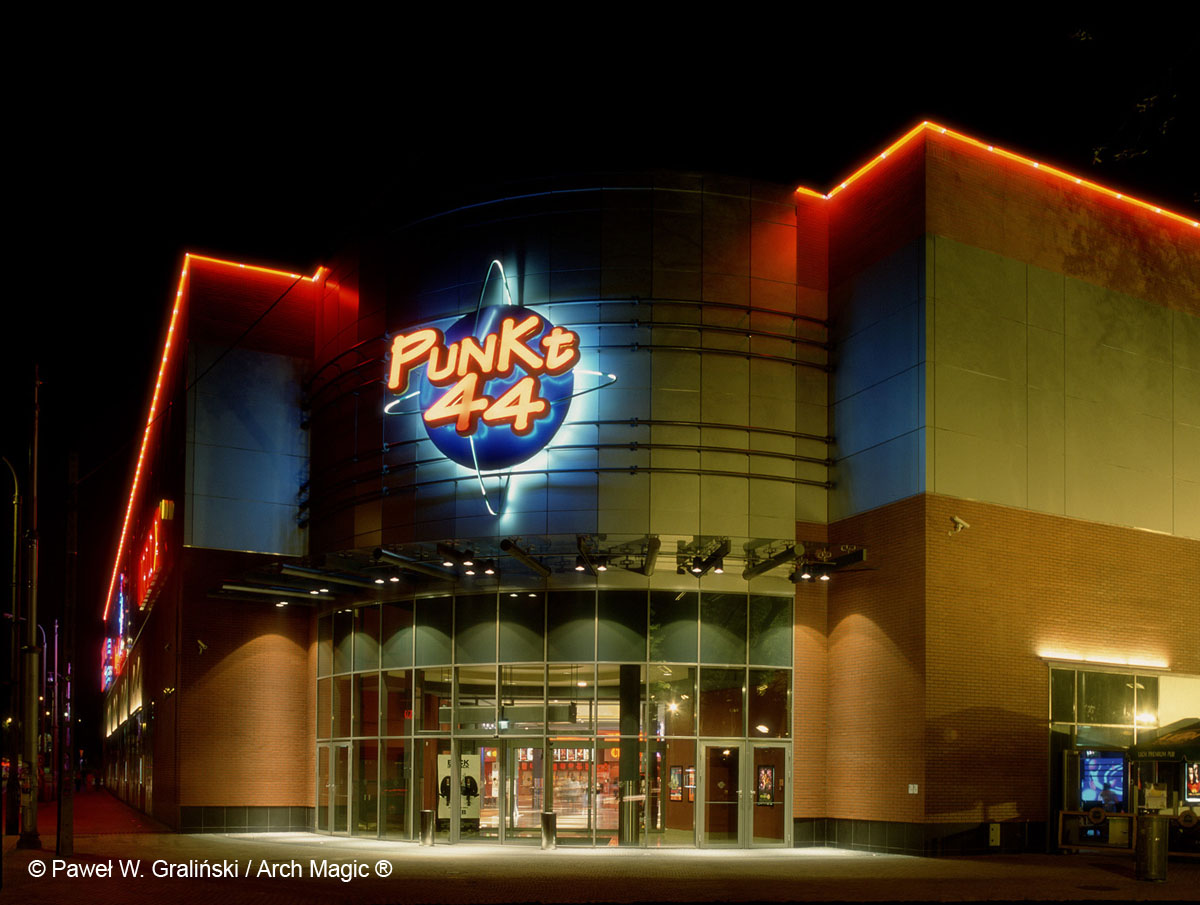
Centrum rozrywki Punkt 44 w 2007 roku, powstałe obok wyburzonego w 2001 roku budynku Zakładowego Domu Kultury huty „Baildon”

W 1945 roku przy hucie „Baildon” powstał Klub Fabryczny im. Feliksa Dzierżyńskiego, który wkrótce został przemianowany na Zakładowy Dom Kultury huty „Baildon”. W latach 60. XX wzniesiono nową siedzibę klubu, która znajdowała się przy ulicy Gliwickiej 46. W placówce prowadzono działalność oświatową i kulturalną, w tym naukę języków obcych i gry na instrumentach. Poza tym organizowano tutaj m.in. Klub Weterana Pracy, bibliotekę oraz zespoły muzyczne, w tym „Anonim”, Zespół Mandolinistów i żeński zespół wokalny „Florentynki”. Gmach dawnego domu kultury został wyburzony w 2001 roku.
W lipcu 1949 roku rozpoczęła działalność Filia nr 3 Miejskiej Biblioteki Publicznej w Katowicach, a jej siedziba mieściła się pierwotnie w pawilonie przy ulicy Gliwickiej 88. Początkowo zajmowała ona jedno pomieszczenie, a od 1 sierpnia 1952 roku placówka miała do dyspozycji dodatkowy pokój. W latach 1991–1999 filia mieściła się w budynku domu pracowniczego kopalni „Kleofas” przy ulicy Gliwickiej 204, w 2000 roku przeprowadziła się do nowej siedziby przy ulicy Gliwickiej 93, która została gruntowanie wyremontowana.

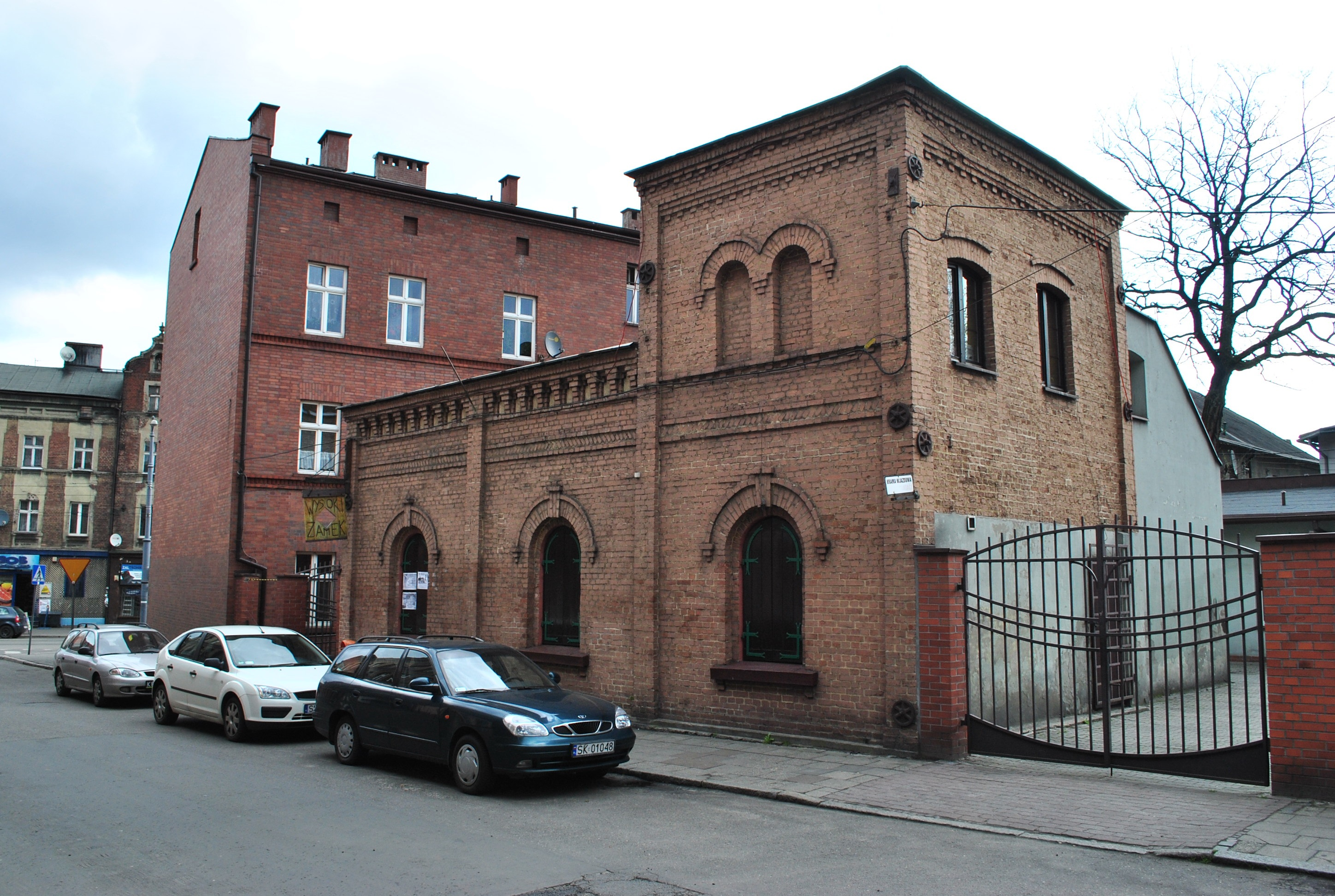
Klub Wysoki Zamek przy ulicy Gliwickiej 96 (widok od ul. W. Janasa)

Młodzieżowy Dom Kultury w Katowicach w Zespole Szkół i Placówek nr 2 (ul. Zarębskiego 2) przejął część tradycji ogródka jordanowskiego. W latach 1960–1973 działał on jako Dom Kultury Dzieci i Młodzieży. Od lat 70. XX wieku działały m.in. Młodzieżowe Koło PTTK, Zespół Pieśni i Tańca ZHP, Międzyszkolny Klub Sportowy z sekcjami piłkarską i lekkoatletyczną, Pracownia Modelarska, kino „Ptyś”, półinternat i klub „Absolwent”. W roku szkolnym 2005/2006 przebudowano gmach MDK-u, dobudowując m.in. pracownię komputerową, a także przebudowano i unowocześniono pomieszczenia. 1 września 2017 roku połączono Młodzieżowy Dom Kultury i Szkołę Podstawową nr 20 im. Tadeusza Rejtana w jedną placówkę: Zespół Szkół i Placówek nr 2, a dotychczasowy budynek po MDK-u przeznaczono na potrzeby działalności sportowej.

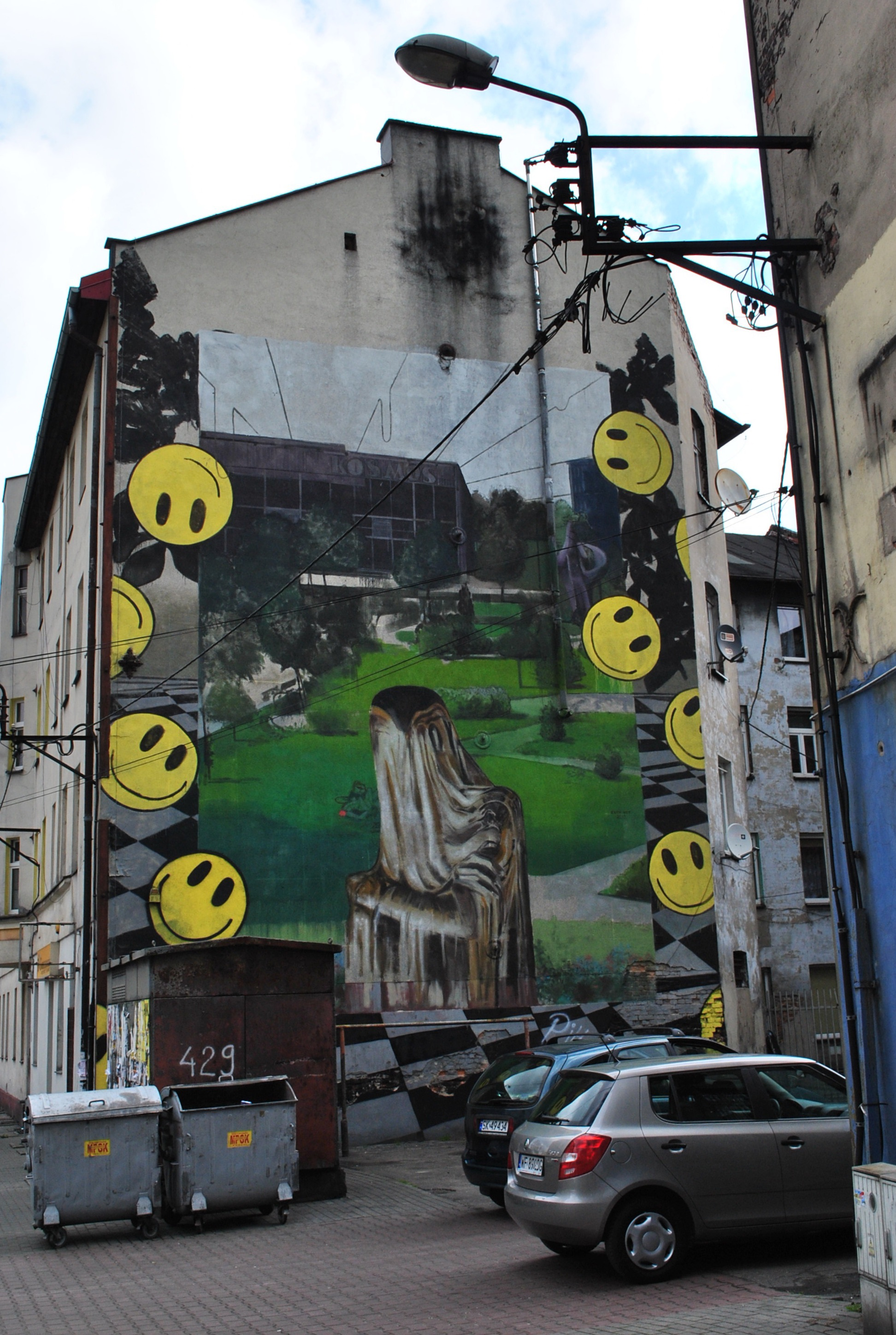
Mural na kamienicy przy ul. Anioła

5 lipca 2002 roku otwarto w Załężu przy ulicy Gliwickiej 44 pierwszy w Katowicach multipleks – Punkt 44 (w nim kina IMAX i Cinema City). Budowa kompleksu trwała dziewięć miesięcy, a całość kosztowała około 15 mln dolarów. Znajduje się on w miejscu dawnego boiska klubu Baildon Katowice oraz domu kultury huty „Baildon”. W tym samym roku, 23 maja rozpoczął działalność klub Wysoki Zamek. Jest to klub dla młodzieży uzależnionej, pełniący funkcję profilaktyczną, a w ramach jego działalności organizowane są różne koncerty, spotkania i wydarzenia artystyczne.
Miasto Katowice w 2009 i 2014 roku zorganizowało akcję Lokal na Kulturę, w ramach którego zaoferowano najem lokali pod działalność kulturalną. Podczas dwóch edycji konkursu zaoferowano dwa lokale. Przy ulicy Gliwickiej 99 znajdowała się pracownia ceramiczna, natomiast lokal przy ulicy Gliwickiej 58 wynajmowała Fundacja Galeria Hyperion.
Część życia społeczno-kulturowego skupia się także wokół parafii św. Józefa. Wierni z parafii organizują głównie wydarzenia o charakterze religijnym oraz festyny parafialne. Organizowane są też koncerty muzyki klasycznej oraz religijnej. W działalność kulturalno-sportową i integracyjną zaangażowane jest także stowarzyszenie Zielone Załęże, działające aktywniej od 2019 roku.

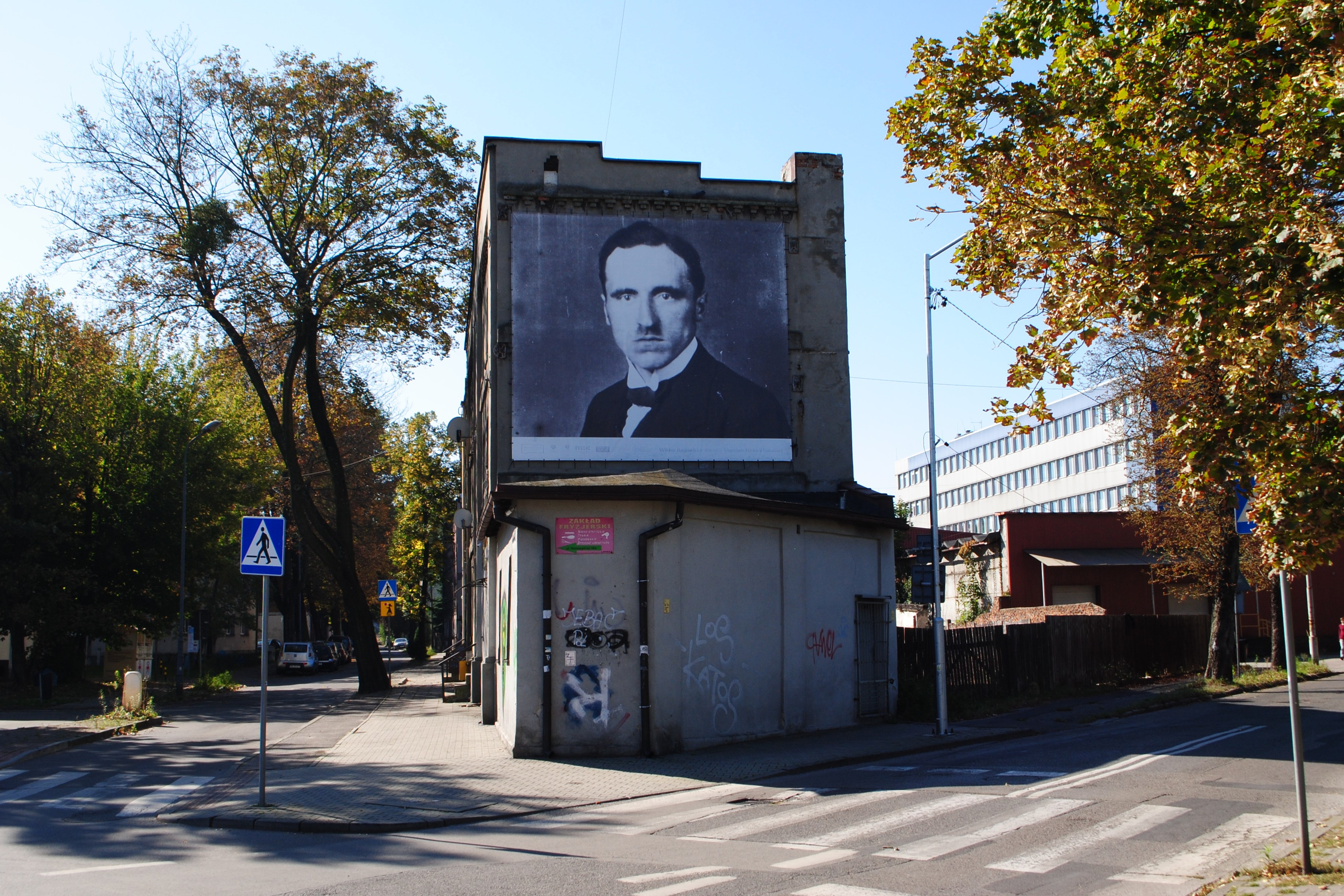
Baner z wizerunkiem Wiktora Baranka przy skrzyżowaniu ulic G. Narutowicza i P. Pośpiecha (2024)

W Załężu w ramach Centrum Aktywności Lokalnej Nasze Załęże organizowane są festyny, które są skierowane do mieszkańców dzielnicy. Organizowane są także różnego typu wydarzenia w ramach Inicjatywy Lokalnej. Do festynów lub imprez artystycznych i kulturalnych, które odbyły się po 2009 roku na terenie Załęża należą m.in.: Katowice Street Art Festival (organizowany od 2011 projekt, w którego ramach na kilku kamienicach pojawiły się murale, w tym w Załężu), Tour de Załęże i Wielki Załęski Piknik (organizowany w 2010 i 2011 roku wyścig na własnoręcznie wykonanych pojazdach z udziałem m.in. Stowarzyszenia „Dom Aniołów Stróżów”, powiązany z festynem integracyjnym dla mieszkańców Załęża w parku Załęskim), Święto Sąsiadów (festyn parafialny na placu przy kościele św. Józefa, który odbywał się w ramach obchodów Europejskiego Święta Sąsiadów) czy Załęże Street Art Festiwal – organizowany w 2013 i 2014 roku festyn integracyjny dla mieszkańców. Jednym z cyklicznych wydarzeń na terenie Załęża są także Dni Załęża. W ramach tych obchodów organizowane są różnego typu wydarzenia o charakterze sportowym, artystycznym i religijnym. Wydarzenia te współorganizują załęskie organizacje, a także Rada Dzielnicy nr 7 Załęże.

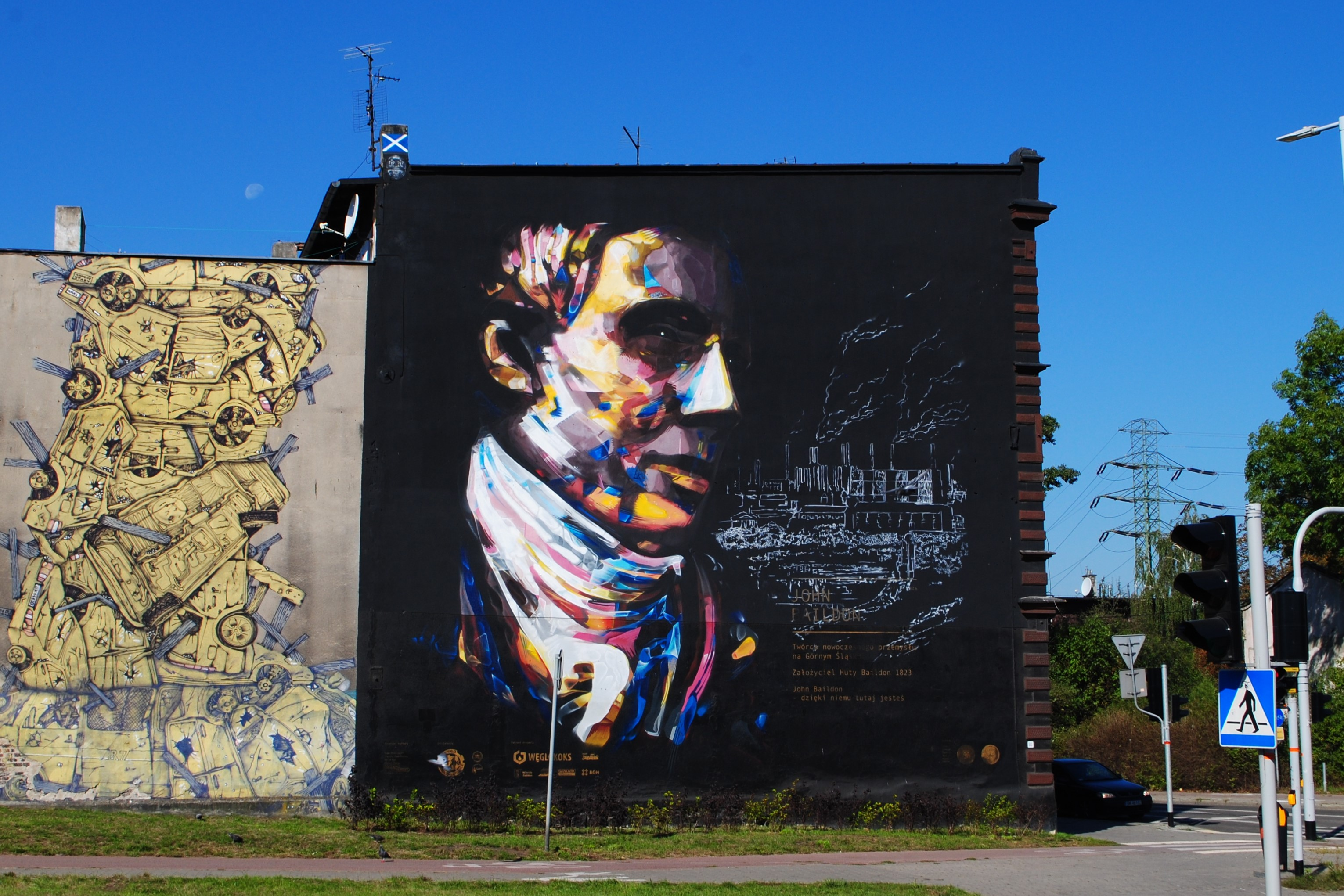
Mural upamiętniający Johna Baildona na ścianie kamienicy przy ulicy Gliwickiej 146 (2024)

W ramach projektu Dzielnicowej Galerii Niepodległości, realizowanej przez Katowice Miasto Ogrodów na ścianie kamienicy przy ulicy G. Narutowicza pojawił się baner z wizerunkiem Wiktora Baranka. Ponadto w przestrzeni dzielnicy znajdują się murale przedstawiające zarówno znane postacie, jak i motywy abstrakcyjne. Znajdują się one m.in. na ścianach kamienic przy ulicy Gliwickiej 58 (na wschodniej ścianie przedstawiający lekarkę Jolantę Wadowską-Król, a na zachodniej harcmistrza Jerzego Lisa),146 (z wizerunkiem Johna Baildona) czy 148 (budynek w całości ozdobiony muralem z przedstawieniem leśnych duchów oraz bajkowych zjaw), a także ulic: J. Kupca 14 (monumentalne przedstawienie rysunku dziecka z 2014 roku autorstwa pięcioletniej wówczas Zosi), Lelewela 3 (z 2013 roku autorstwa brytyjskiego artysty o pseudonimie Mobstr) i Macieja 3 (powstały w 2022 roku autorstwa lwowskiej artystki Bogdany Davydiuk, nawiązujący do inwazji Rosji na Ukrainę).

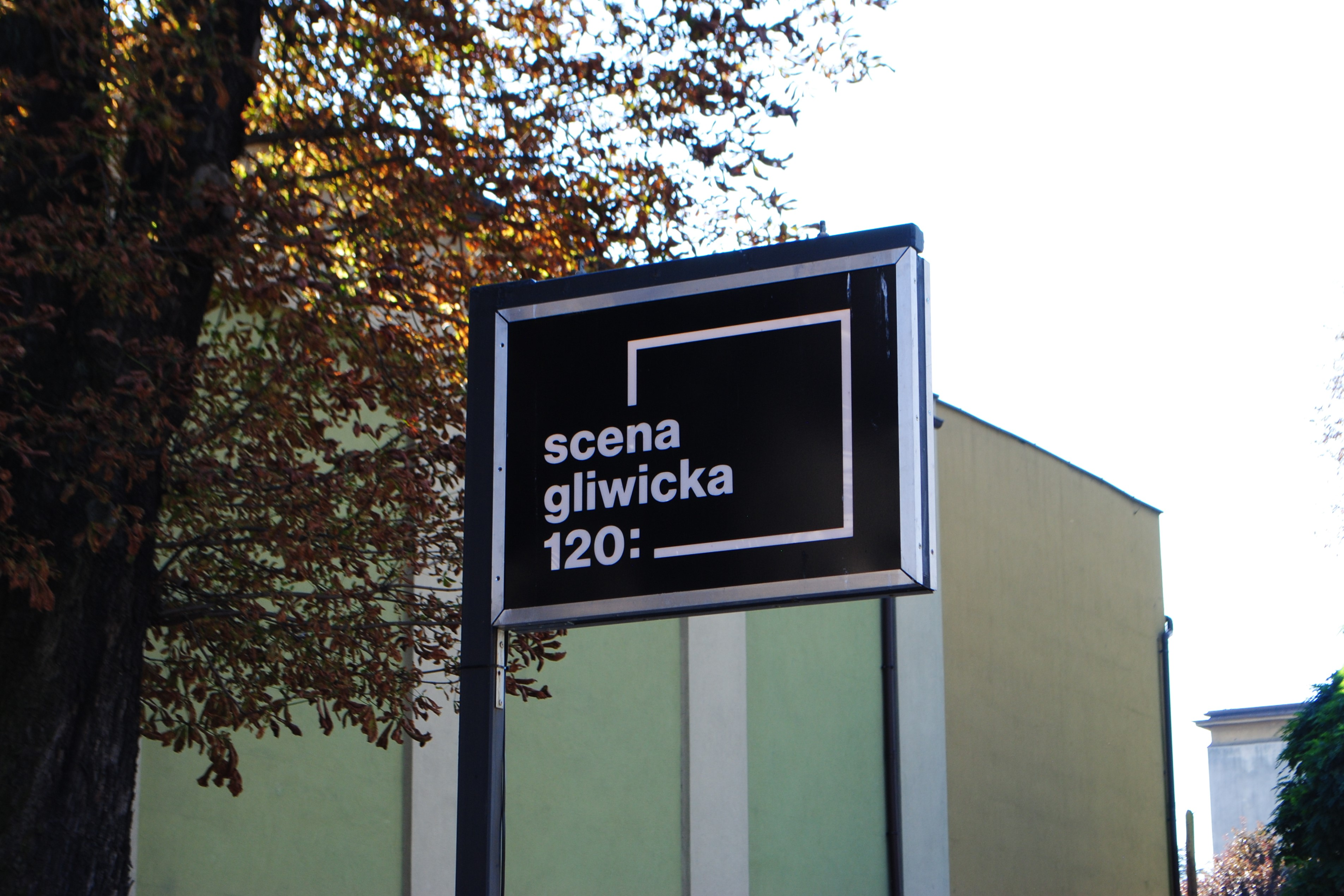
Szyld z logiem Sceny Gliwicka 120

W Załężu mają swoją siedzibę dwa teatry. Od 2021 roku w dawnym budynku szkolnym przy ulicy Gliwickiej 148a siedzibę ma Teatr Żelazny założony z inicjatywy Piotra Wiśniewskiego, natomiast 5 marca 2023 roku w gmachu dawnego kina „Apollo” przy ulicy Gliwickiej 120 odbyła się uroczystość otwarcia Sceny Gliwicka 120 – nowej siedziby Teatru Gry i Ludzie.
W Załężu mieszkali bądź byli z nim związani artyści z różnych dziedzin kultury, w tym m.in.: reżyser Janusz Kidawa (mieszkał przy ulicy Gliwickiej 127) oraz pisarze Henryk Ciemięga (w 1904 roku zamieszkał w Załężu), Ginter Pierończyk (wychował się przy ulicy Pokoju) i Bernadeta Prandzioch (mieszkanka Załęża).

### Załęże w literaturze i filmie
Opis Załęża pojawia się w powieści Wilhelma Szewczyka Ptaki ptakom, opowiadającej o walkach obrońców Katowic z niemieckim najeźdźcą w pierwszych dniach września 1939 roku:

Było to wśród domków Załęża, w tej części miasta, gdzie wszystko jest z sobą pomieszane bez umiaru, dwupiętrowe kamienice wykładane kafelkami – z chałupami krytymi papą i kryjącymi się za talerzami słoneczników, ogrody – z usypiskami żwiru i kamienia, czarna ziemia – z gliną, przejrzyste fontanny w ogródkach działkowych – z kalną wodą w powstających nagle rozpadlinach.

Informacje o Załężu pojawiają się także w kilku innych miejscach tej powieści oraz w książce Kazimierza Gołby Wieża spadochronowa, natomiast w powieści Arnolda Ulitza Der grosse Jania główny bohater działa na terenie Załęża. W swoich dziełach historię Załęża i niektórych ich rodzin opisał także Ginter Pierończyk, który w latach 2014–2017 w ramach tzw. „Trylogii załęskiej” napisał trzy książki: Asty kasztana, Synek z familoka i Kleofas w życiorys wpisany.
Dzielnica była także scenerią dla filmów fabularnych, w tym dla Grzesznego żywotu Franciszka Buły w reżyserii Janusza Kidawy gdzie przedstawiono m.in. ulicę Lisa.

## Oświata

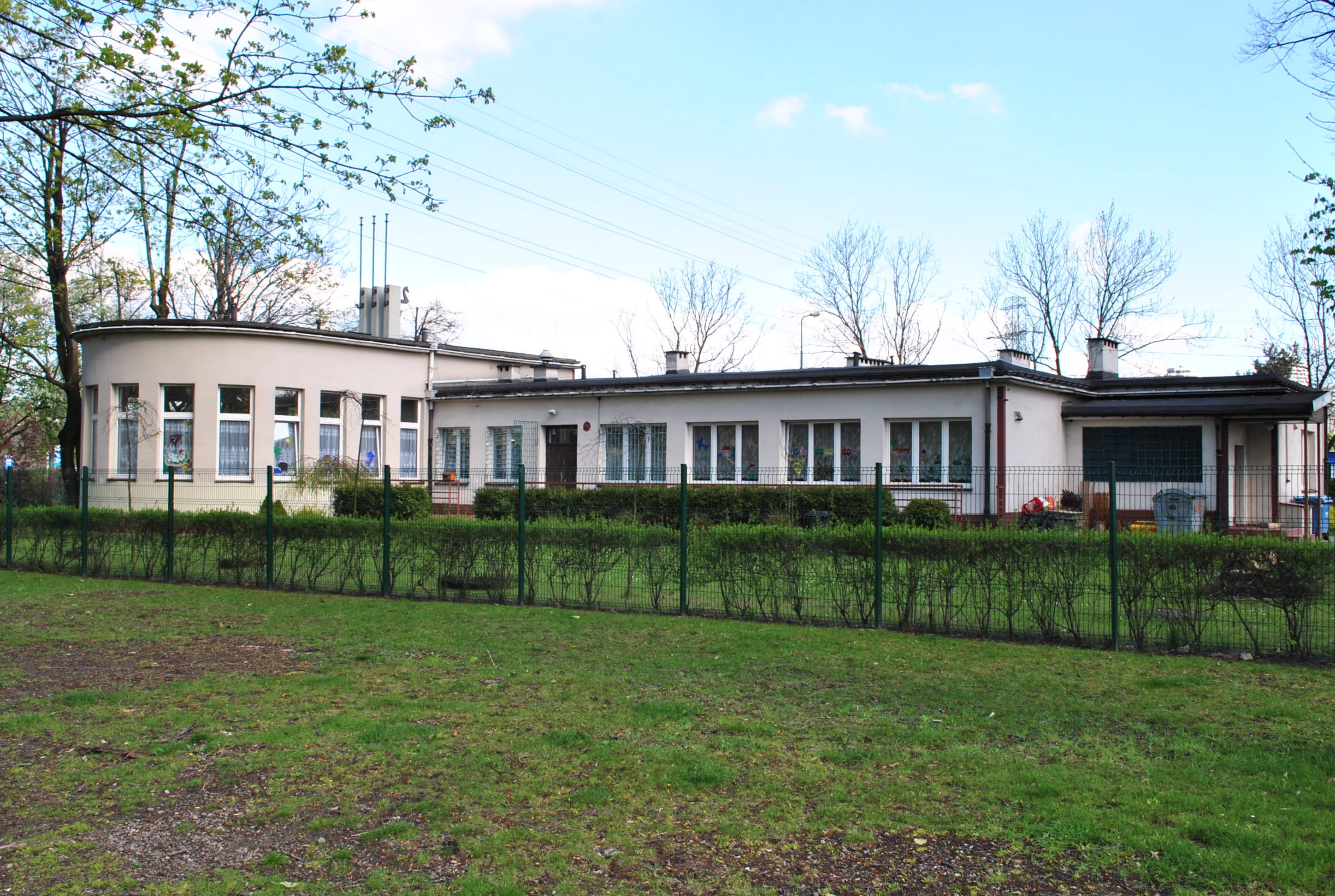
Gmach Miejskiego Przedszkola nr 39 w Katowicach (ul. Gliwicka 212)

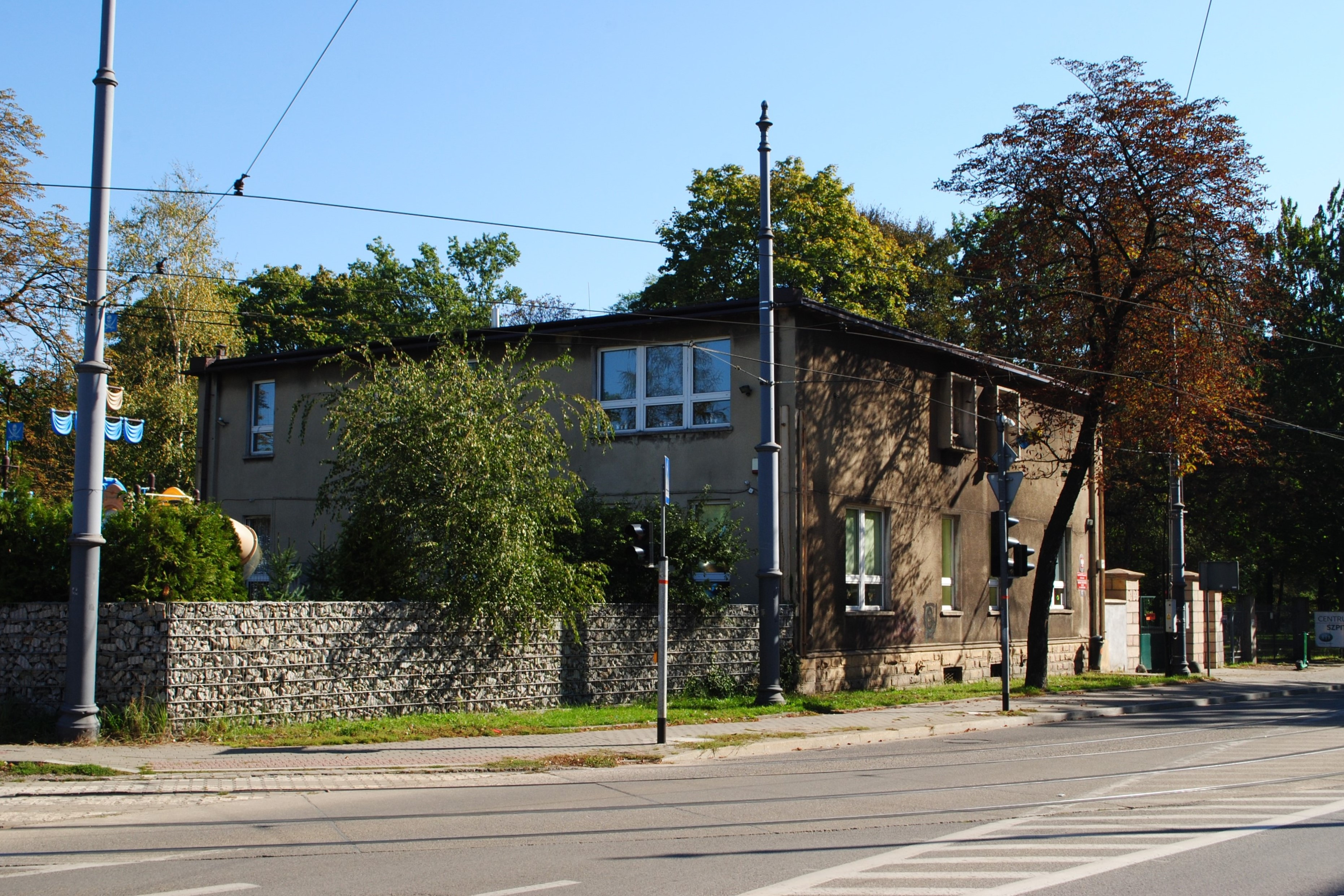
Budynek Miejskiego Przedszkola nr 30 w Katowicach (ul. Gliwicka 157)

Według stanu z listopada 2024 roku w Załężu funkcjonują następujące obiekty oświatowo-wychowawcze:
Przedszkola:
- Miejskie Przedszkole nr 39 im. Tajemniczego Ogrodu w Katowicach (ul. Gliwicka 212)[357],
- Przedszkole Akademia Przedszkolaka – Małe Kroczki (ul. Ondraszka 12)[358];

Szkoły podstawowe:
- Szkoła Podstawowa nr 22 im. Juliusza Słowackiego w Katowicach (ul. M. Wolskiego 3)[359],
- Społeczna Szkoła Podstawowa „Omega” im. Górnośląskich Noblistów w Katowicach (ul. Gliwicka 276)[360];

Zespoły szkół:
- Zespołu Szkół i Placówek nr 2 w Katowicach (ul. J. Zarębskiego 2)[361]:
  - Miejskie Przedszkole nr 26 im. Mariana Mroza w Katowicach (ul. J. Zarębskiego 2)[362],
  - Miejskie Przedszkole nr 30 w Katowicach (ul. Gliwicka 157)[363],
  - Szkoła Podstawowa nr 20 im. Tadeusza Rejtana  w Katowicach (ul. J. Zarębskiego 2)[364],
- Zespół Szkół nr 7 im. Stanisława Mastalerza w Katowicach (ul. Gliwicka 228)[365]:  
  - Technikum nr 7 w Zespole Szkół nr 7 im. Stanisława Mastalerza w Katowicach[366],
  - Branżowa Szkoła I Stopnia nr 5 w Zespole Szkół nr 7 im. Stanisława Mastalerza w Katowicach[367].

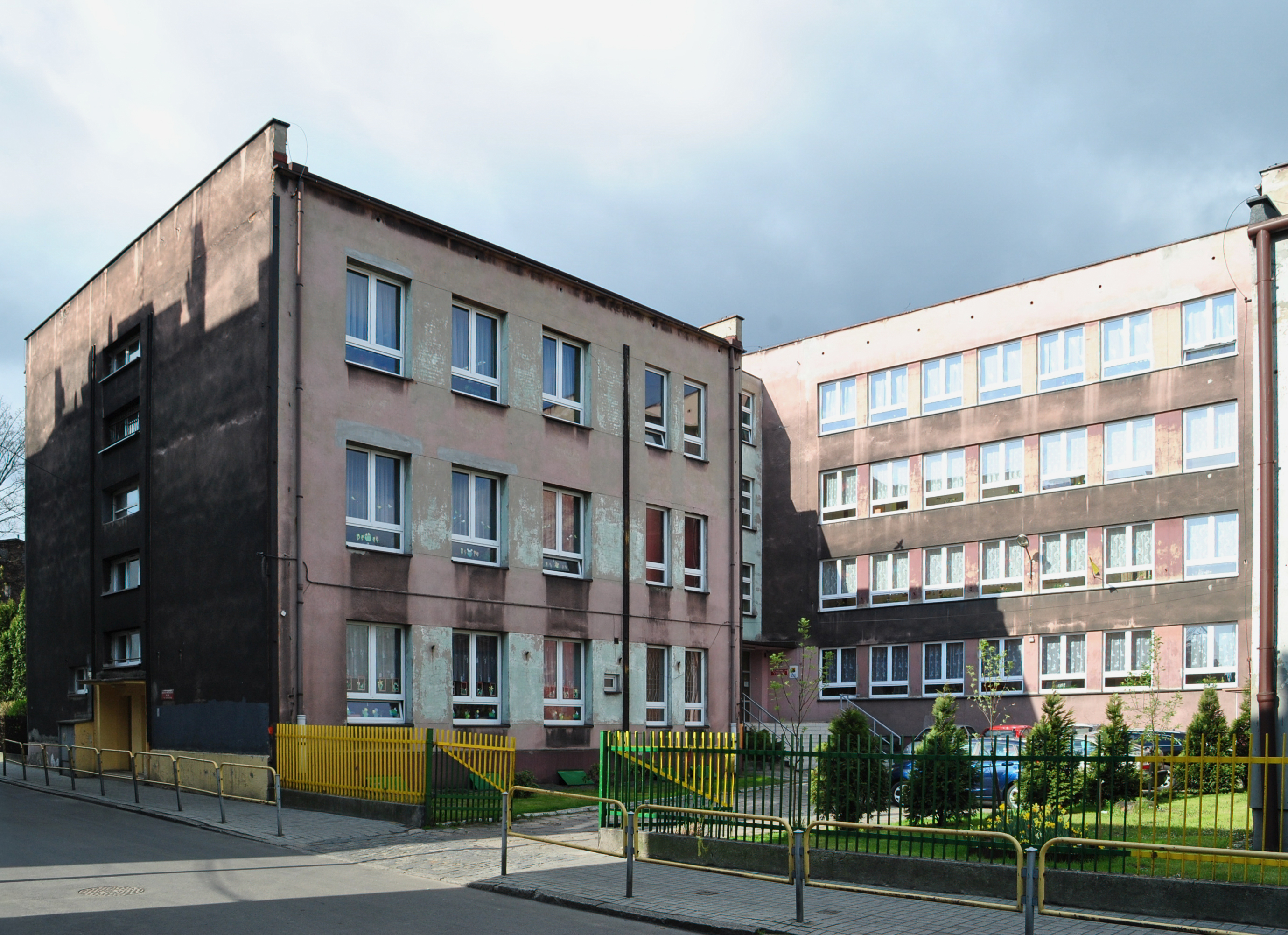
Gmach Szkoły Podstawowej nr 20 im. T. Rejtana (ul. J. Zarębskiego 2)

Pierwotnie w czasach pruskich dzieci z Załęża przynależały do rejonu szkolnego w Bogucicach, gdzie znajdowała się szkoła wiejska, której początki sięgają XV wieku. W sprawozdaniach powizytacyjnych z 1793 roku odnotowano, że do bogucickiej szkoły uczęszczało 15 dzieci z Załęża. Początki szkolnictwa w samym natomiast Załężu przypadają natomiast na rok 1827, kiedy to na wysokości późniejszej ulicy J. Zarębskiego w drewnianej, dwuizbowej chacie powstała pierwsza załęska szkoła, a w jednym z pokoi mieszkał pierwszy nauczyciel szkoły – Franciszek Zarębski. Funkcję nauczyciela pełnił do 1834 roku, a jego następcą został Jerzy Cichoń. W latach 30. XIX wieku uczęszczało do szkoły 102 dzieci, z czego około 15 z nich regularnie. Wynikało to przede wszystkim z tego, że dużą część z tych dzieci zatrudniano już od 10 roku życia do pracy na folwarku załęskim.

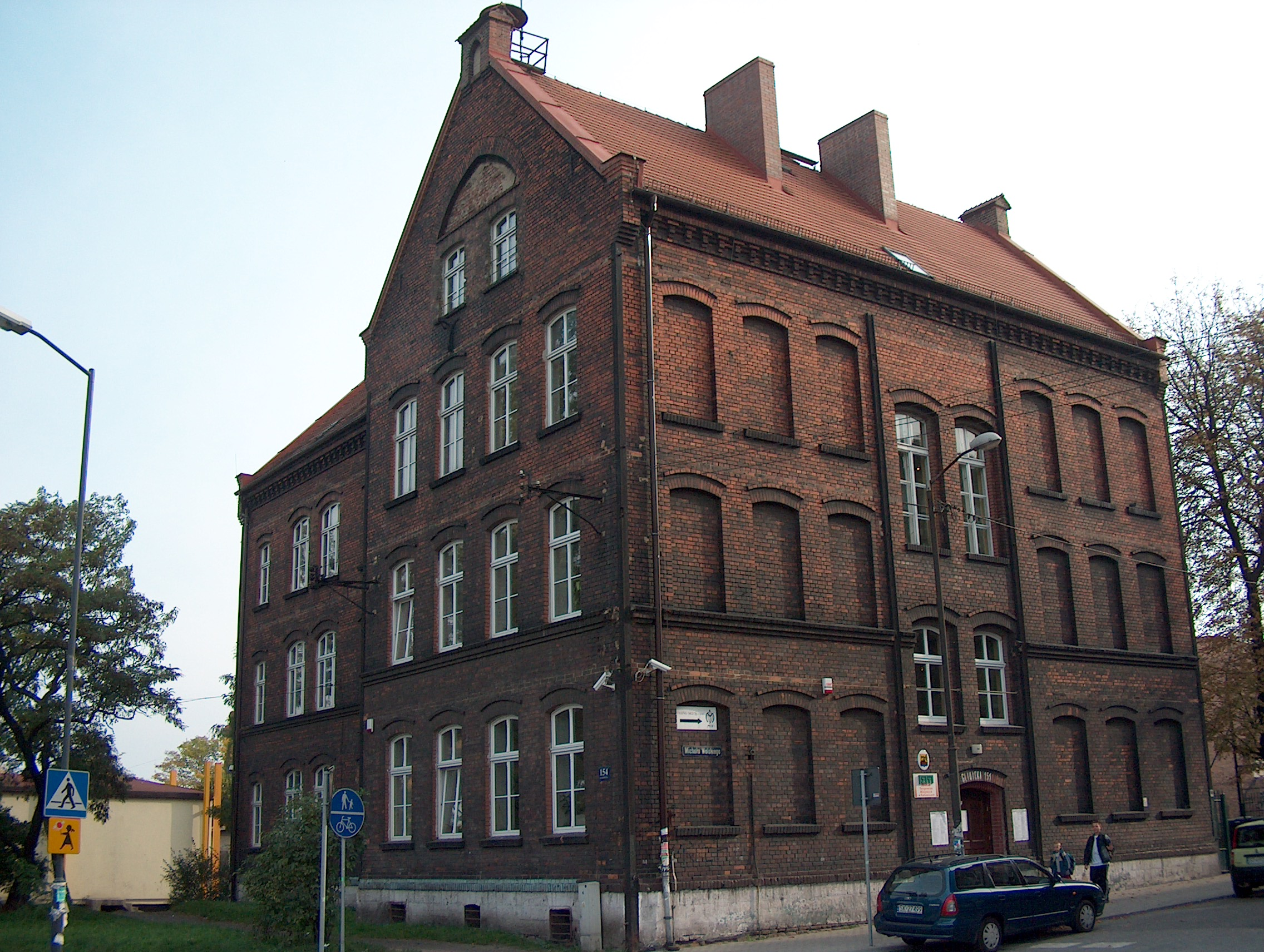
Budynek nieistniejącej Szkoły Podstawowej nr 21, znajdujący się przy ulicy Gliwickiej 154 (2007)

Rozwój załęskiego przemysłu zwiększył napływ mieszkańców, a wraz z tym liczbę dzieci uczących się w tutejszej szkole, których w 1839 roku było już 235 i liczba ta stale rosła. W 1860 roku wzniesiono nowy, ceglany budynek szkolny, gdyż dotychczasowy był już za ciasny. Jeszcze w tym samym roku w załęskiej szkole pracowało dwóch nauczycieli – Walenty Kosała oraz Karol Kammel. Uczyli ono po polsku do 1872 roku, natomiast edukacja niemiecka trwała w Załężu w latach 1873–1922. W 1861 roku w szkole uczyło się 311 dzieci w dwóch klasach. W latach 1876–1877 wzniesiono kolejny już budynek szkolny. W 1893 roku w Szkole Powszechnej nr I (późniejsza Szkoła Podstawowa nr 20; ul. J. Zarębskiego 2) uczyło się 1 073 dzieci w 14 oddziałach.
W 1893 roku zakupiono przy późniejszej ulicy M. Wolskiego parcelę, na której przystąpiono do budowy nowej szkoły. Gmach Szkoły Powszechnej nr II (późniejsza Szkoła Podstawowa nr 21; ul. Gliwicka 154) został otwarty 8 listopada 1894 roku przez ks. Ludwika Skowronka z Bogucic. Samą natomiast szkołę powołano w 1887 roku. 

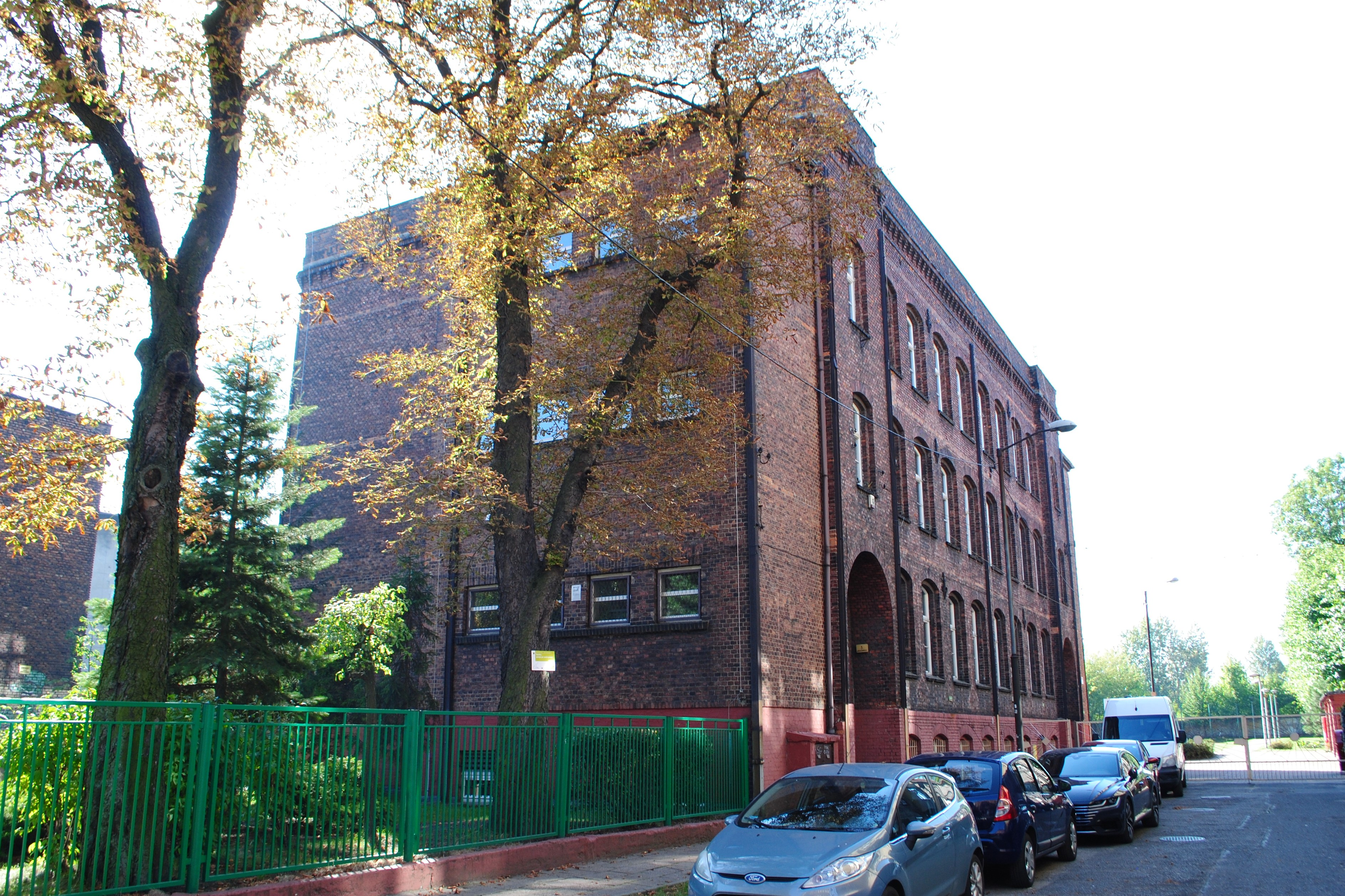
Gmach Szkoły Podstawowej nr 22 im. J. Słowackiego w Katowicach, wzniesiony w 1904 roku (2024)

Celem dalszego rozładowania załęskich szkół, polu Anieli Langner i Wiktora Baranka w 1904 roku oddano do użytku kolejny budynek szkolny – Szkołę Powszechną nr III (późniejsza Szkoła Podstawowa nr 22; ul. M. Wolskiego 3), a w 1908 roku późniejszą Szkołę Podstawową nr 23 przy ulicy Gliwickiej 148a. Również w 1908 roku utworzono w Załężu dwuklasową szkołę ewangelicką, w której zatrudnionych było dwóch nauczycieli. Do 1914 roku na terenie gminy Załęże funkcjonowało łącznie pięć szkół katolickich (w tym jedna w Załęskiej Hałdzie) oraz szkoła ewangelicka.

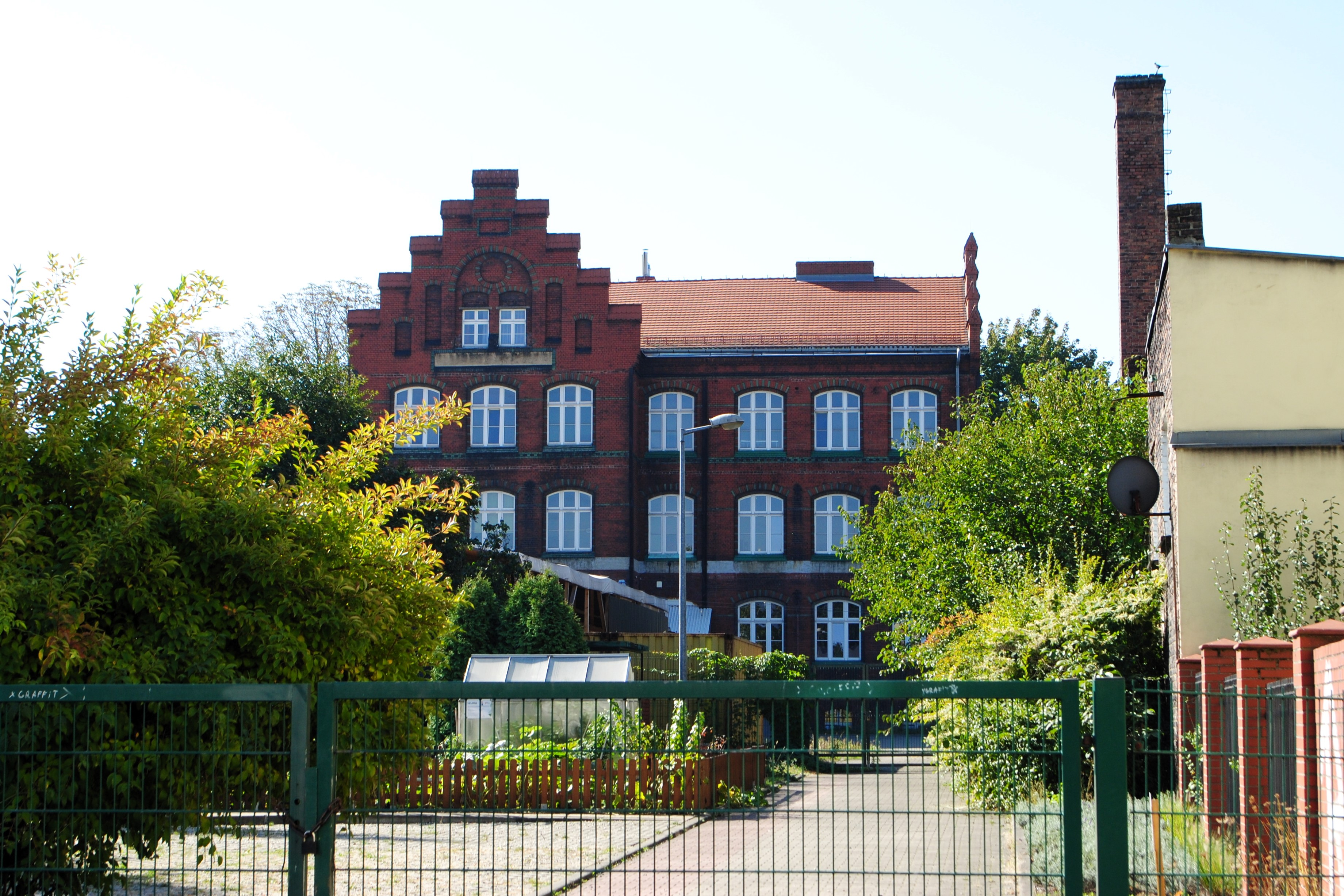
Budynek d. Szkoły Podstawowej nr 23 im. Jana Kochanowskiego w Katowicach przy ulicy Gliwickiej 148a

W okresie między wojennym nastąpiła polonizacja szkolnictwa, w miejsce kadr niemieckich zaczęli napływać polscy nauczyciele, a szkołom nadawano imiona polskich patronów. Od 28 września 1920 roku w późniejszej Szkole Podstawowej nr 22 dzieci mogły się uczyć języka polskiego dwa razy w tygodniu, a w 1922 roku nadano placówce imię Juliusza Słowackiego. 1 września 1924 roku późniejsza Szkoła Podstawowa nr 20 wznowiła działalność już jako polska placówka (była zawieszona od 2 sierpnia 1919 roku), a 21 marca 1925 roku jej patronem został Tadeusz Rejtan. W 1925 roku późniejszej Szkole Podstawowej nr 21 nadano imię Józefa Lompy, a w 1928 roku przekształcono ją w placówkę męską. Jeszcze w tym samym roku zaczęła tam działać ochronka, a także jedną klasę oddano do dyspozycji Szkoły dla Niemieckiej Mniejszości Językowej im. Gabriela Narutowicza.

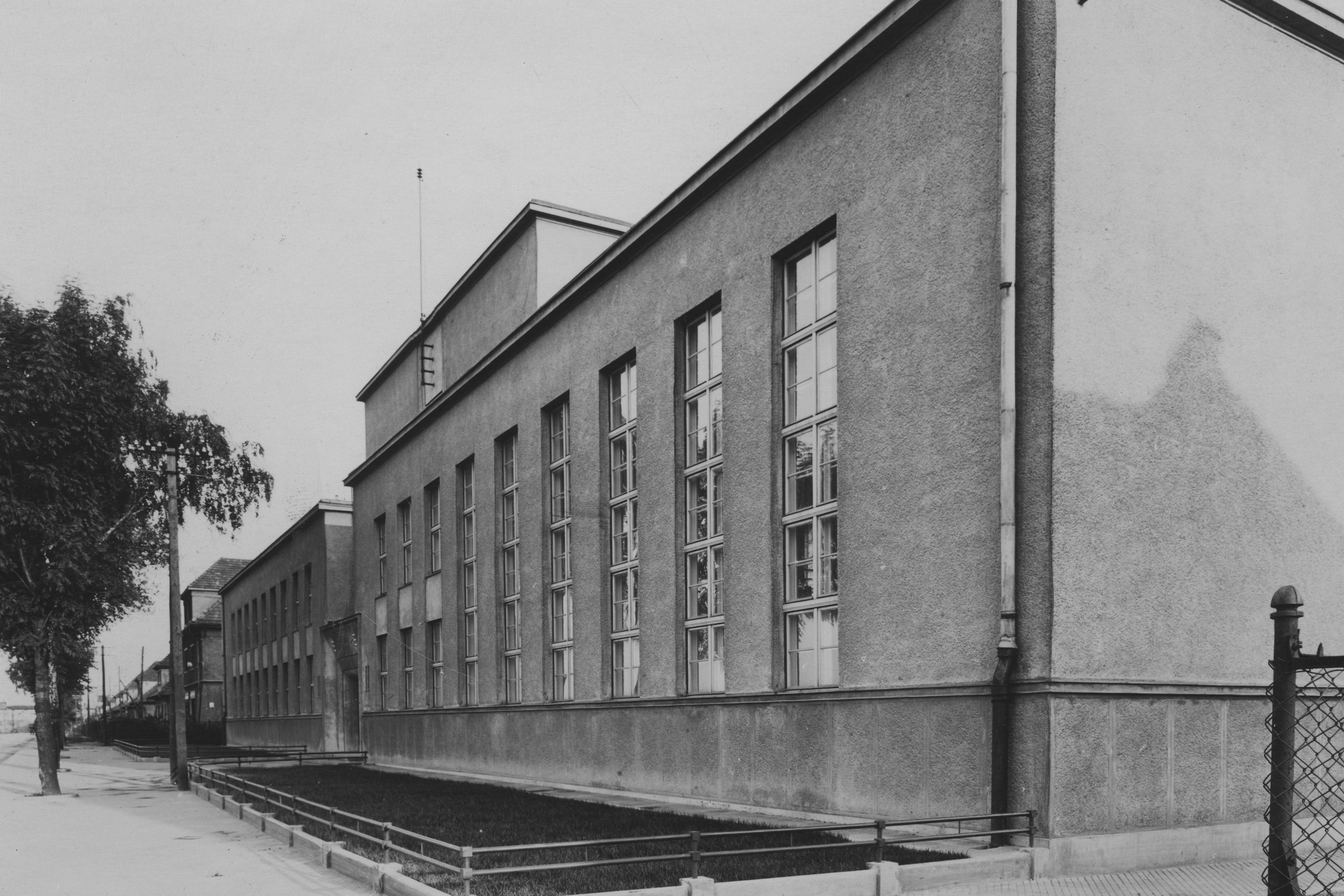
Gmach Późniejszej Szkoły Podstawowej nr 24 im. Powstańców Śląskich w Katowicach w 1932 roku

W latach międzywojennych w późniejszej Szkole Podstawowej nr 22 działało m.in. Koło Sportowe „Sokół” prowadzone przez Matyldę Ossadnik, a 1 września 1932 roku szkoła ta z koedukacyjnej placówki stała się szkołą żeńską. W tym samym dniu oddano do użytku szkołę powszechną na terenie kolonii Ignacego Mościckiego, która w kolejnym roku otrzymała tego samego patrona co całe osiedle. W roku szkolnym 1934/1935 uczyło się w niej 505 dzieci, także spoza osiedla.
W okresie II wojny światowej edukacja na terenie Załęża była prowadzona w języku niemieckim. Po wojnie nadeszły dalsze zmiany w systemie szkolnictwa w Załężu. W 1962 roku nadano Szkole Podstawowej nr 22 imię Anastazego Kowalczyka, a także jako pierwsza placówka w Katowicach otrzymała sztandar. W 1961 roku nieposiadająca od 1945 roku patrona Szkoła Podstawowa nr 24 otrzymała imię Powstańców Śląskich. 1 lutego 1962 roku powołano Szkołę Podstawową Specjalną nr 60, która miała pierwotnie swoją siedzibę w Załężu przy ulicy Gliwickiej 148a. Naukę rozpoczęły w niej 84 dzieci, a w 7 maja 1970 roku patronką szkoły została Maria Grzegorzewska. 

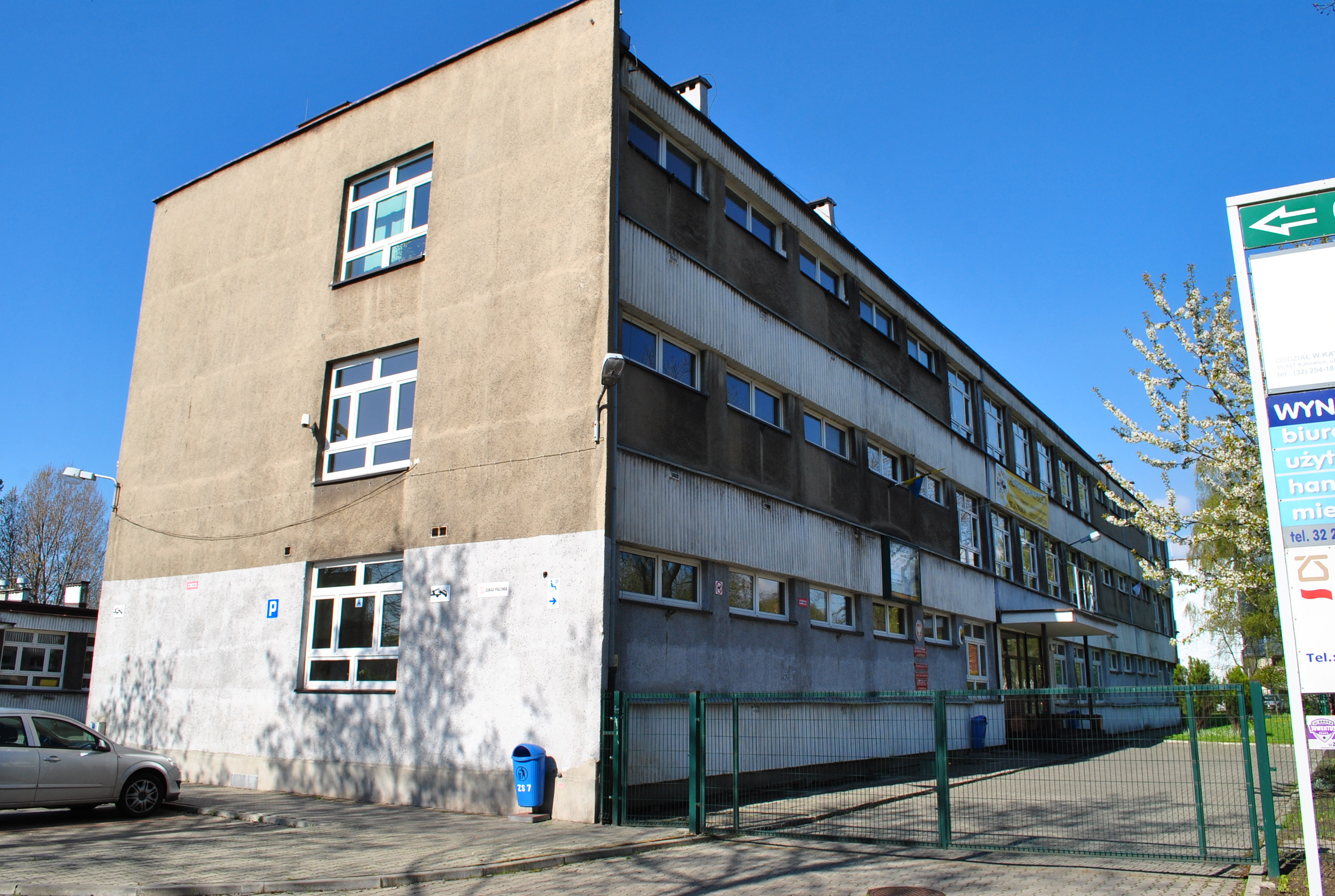
Siedziba Zespołu Szkół nr 7 im. S. Mastalerza (ul. Gliwicka 228)

1 września 1963 roku powołano Zasadniczą Szkołę Zawodową dla Pracujących Wojewódzkiego Przedsiębiorstwa Komunikacyjnego w Katowicach, którego siedziba pierwotnie znajdowała się przy ulicy Sokolskiej. Nową placówkę przy ulicy Gliwickiej 228 szkoła otrzymała w 1977 roku, a nazwę szkoły zmieniono na Zespół Szkół Komunikacyjnych w Katowicach oraz nadano jej imię Stanisława Mastalerza. 1 września 1966 roku nastąpiło oficjalne otwarcie nowego budynku Szkoły Podstawowej nr 20, a starszą jej część przeznaczono na przedszkole. W tym samym roku Szkołę Podstawową nr 23 im. Jana Kochanowskiego połączono ze Szkołą Podstawową nr 20. W 1972 roku w budynku harcówki przy ulicy Gliwickiej 212 otwarto przedszkole oraz zlikwidowano Szkołę Podstawową nr 21, a uczniowie i nauczyciele zostali przeniesieni do placówki nr 22. Budynek szkolny przekazano Specjalnej Szkole Zawodowej im. Janusza Korczaka, a numer szkoły przejęła placówka w Podlesiu.
Po 1989 roku nastąpiła dalsza reorganizacja placówek oświaty na terenie Załęża. W 1993 roku Szkoła Podstawowa nr 22 wróciła do swojego pierwotnego patrona – Juliusza Słowackiego. W 1994 roku w Technikum Samochodowym utworzono klasy ekonomiczne, a dwa lata później przemianowano szkołę na Zespół Szkół Komunikacyjnych i Ekonomicznych. W 1999 roku w budynku Szkoły Podstawowej nr 24 przy ulicy Gliwickiej 276 powołano Zespół Szkół Ogólnokształcących nr 8, w skład którego wchodziło Gimnazjum nr 7 i Szkoła Podstawowa nr 24. Ta ostatnia została w 2004 roku zlikwidowana, a w 2007 roku Gimnazjum nr 7 weszło w skład powstałego w tym samym roku Zespołu Szkół nr 7 im. Stanisława Mastalerza przy ulicy Gliwickiej 228. Pierwotnie zespół ten działał w dwóch siedzibach, po czym w 2011 roku Gimnazjum nr 7 przeniesiono do siedziby Technikum nr 7, a w dotychczasowym budynku zaczęła funkcjonować Społeczna Szkoła Podstawowa „Omega” im. Górnośląskich Noblistów w Katowicach. W 2019 roku Gimnazjum nr 7 zostało w wyniku reformy szkolnictwa zlikwidowane.

## Religia

### Kościół rzymskokatolicki

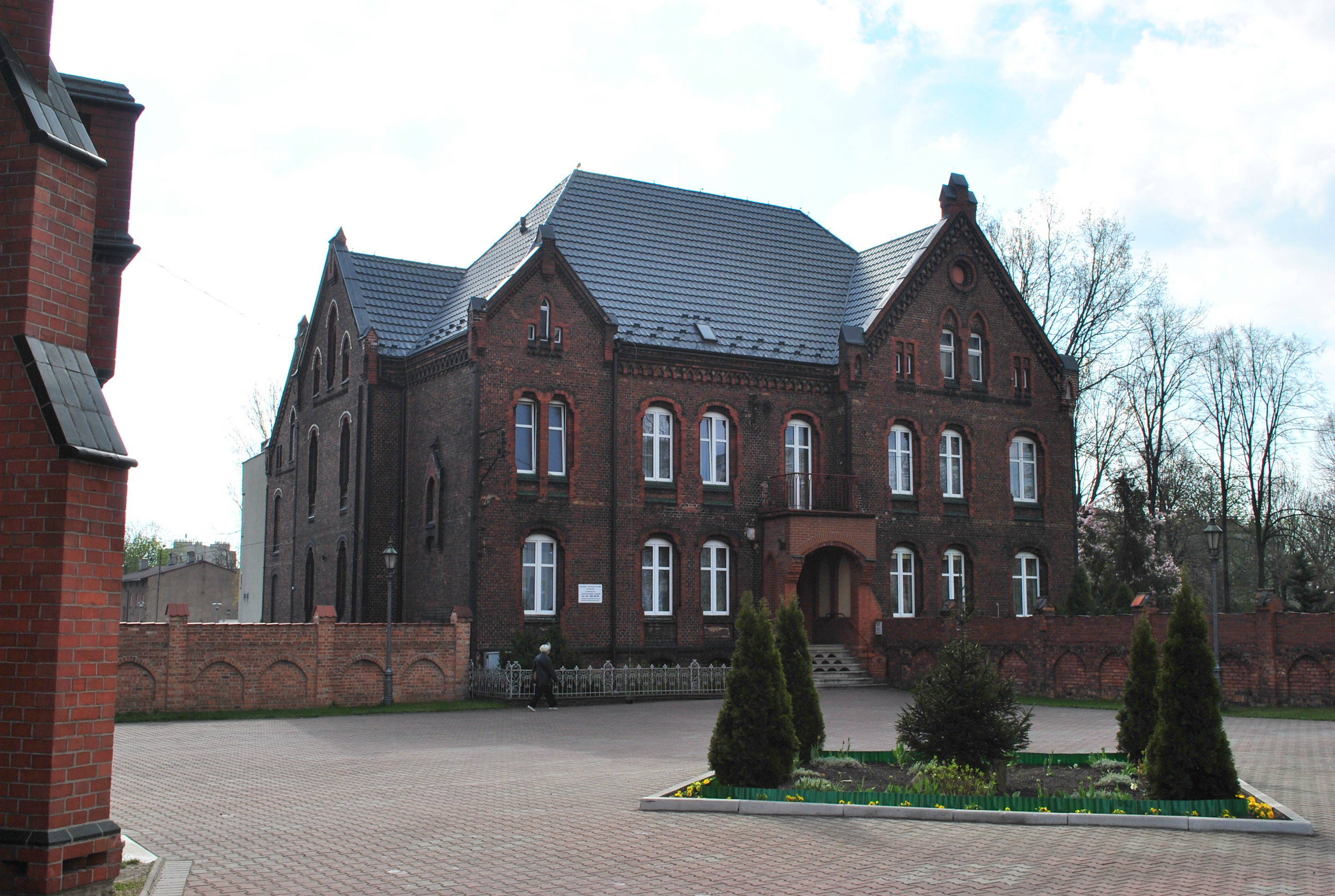
Budynek probostwa parafii św. Józefa w Katowicach-Załężu (2014)

Największą wspólnotą religijną w Załężu jest rzymskokatolicka parafia św. Józefa, która swoim zasięgiem obejmuje całe Załęże i w 2010 roku liczyła około 10,5 tys. wiernych. Jest częścią dekanatu Katowice-Załęże archidiecezji katowickiej. Kościół, dom parafialny oraz probostwo znajduje się przy ulicy Gliwickiej 76 i 78. Do parafii przynależy też klasztor Sióstr Jadwiżanek. W Załężu od 2006 roku działa także Dom Zakonny Zakonu Braci Mniejszych Kapucynów z prowincji krakowskiej, położony przy ulicy Gliwickiej 195.
Historyczne pod względem przynależności kościelnej cały obszar Katowic, w tym Załęża, najpierw przynależał do powstałej w 1000 roku diecezji krakowskiej. Wieś ta należała wraz z wiernymi z Bogucic, Brynowa, Dąbrówki Małej, Katowic, Ligoty i Zawodzia do najstarszej na terenie parafii w Katowicach – św. Szczepana w Bogucicach, natomiast do momentu powstania w drugiej połowie XIV wieku bogucickiej parafii przynależała do wspólnoty w Mikołowie.
Mieszkańcy Załęża już w pierwszej połowie XVIII wieku starali się o wybudowanie własnego kościoła, zaś w czasie pracy duszpasterskiej bogucickiego proboszcza ks. Leopolda Markiefki właściciel Załęża protestant Ernest Georges de la Tour wystąpił z inicjatywą budowy w Załęskiej Hałdzie kościoła, plebanii, cmentarza i szkoły. Projekt ten pochodził z 1855 roku, lecz z uwagi na brak poparcia pomysłu przez innych potentatów przemysłowych z pomysłu zrezygnowano.

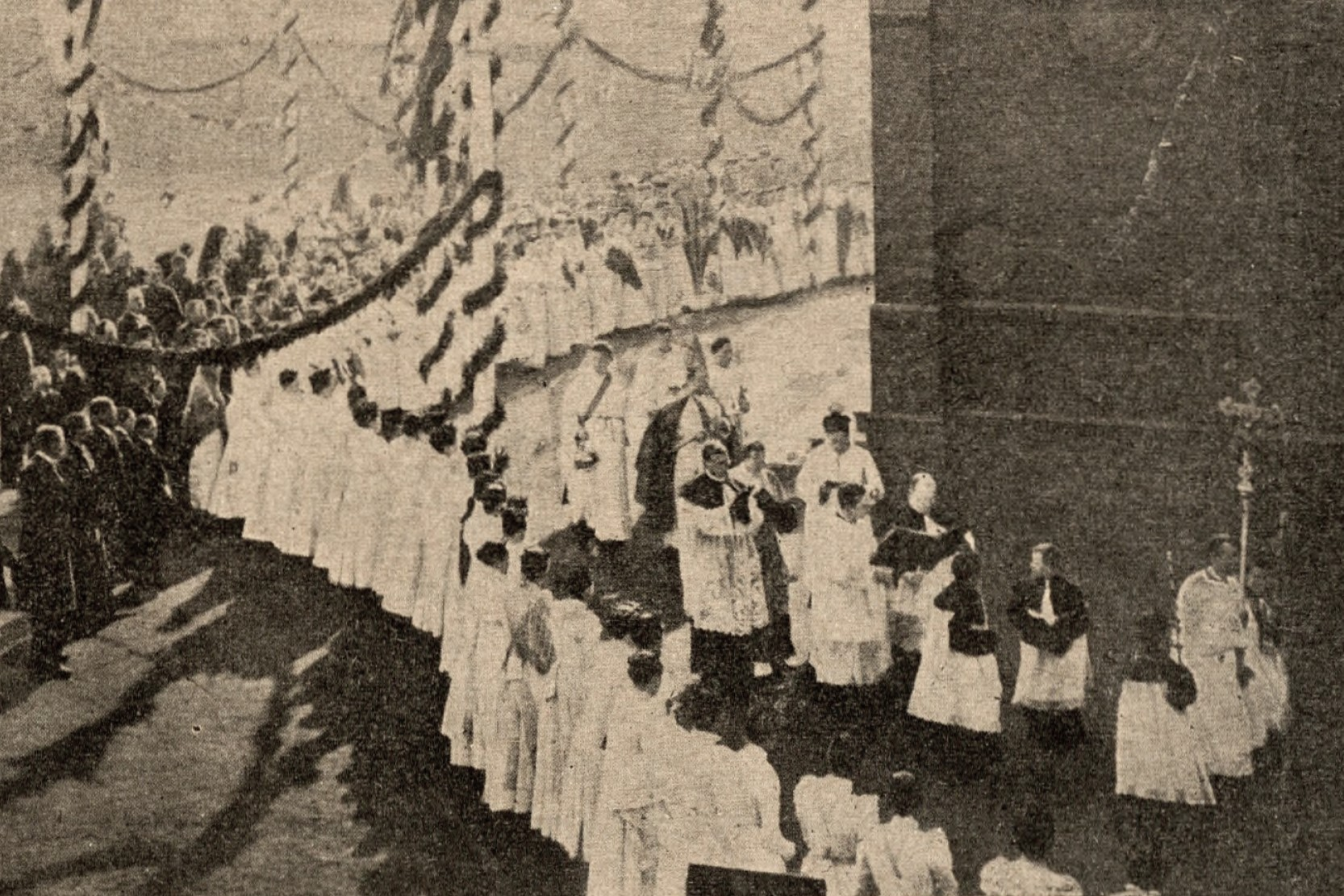
Uroczystość konsekracji kościoła pw. św. Józefa 29 kwietnia 1902 roku

W 1860 roku w Katowicach powstała pierwsza świątynia rzymskokatolicka, która znajdowała się w rejonie późniejszego placu Wolności. Do nowego kościoła uczęszczało 3,1 tys. wiernych, w tym część mieszkańców Załęża i Załęskiej Hałdy. Wiosną 1861 roku biskup wrocławski ks. Heinrich Förster zatrzymał się u ks. Franza Heidego w Raciborzu, gdzie z ks. Teodorem Kremskim i księgowym Heinrichem Knappem omówili projekt nowej katowickiej świątyni. Rządca diecezji wrocławskiej prosił, by w protokole znalazł się zapis o rezygnacji mieszkańców Załęża ze swoich roszczeń o inkorporacji do Katowic i pozostaniu przy Bogucicach do czasu powstania korzystniejszych warunków możliwej secesji.
Załęski kościół powstał ostatecznie w wyniku katastrofy górniczej kopalni „Cleophas” („Kleofas”), w której zginęło 104 górników. W trakcie pogrzebu ofiar katastrofy ks. Ludwik Skowronek złożył uroczyste ślubowanie zbudowania kościoła poświęconemu św. Józefowi, patronowi dobrej śmierci. Jego poświęcenia dokonał katowicki proboszcza ks. Wiktor Schmidt 8 listopada 1900 roku. Do nowej załęskiej parafii rzymskokatolickiej erygowanej 20 kwietnia 1896 roku przypisano mieszkańców Załęża i dwóch przysiółków: Obroki i Owsiska. Od 1900 roku przez 42 lata proboszczem parafii był ks. prałat Józef Kubis.

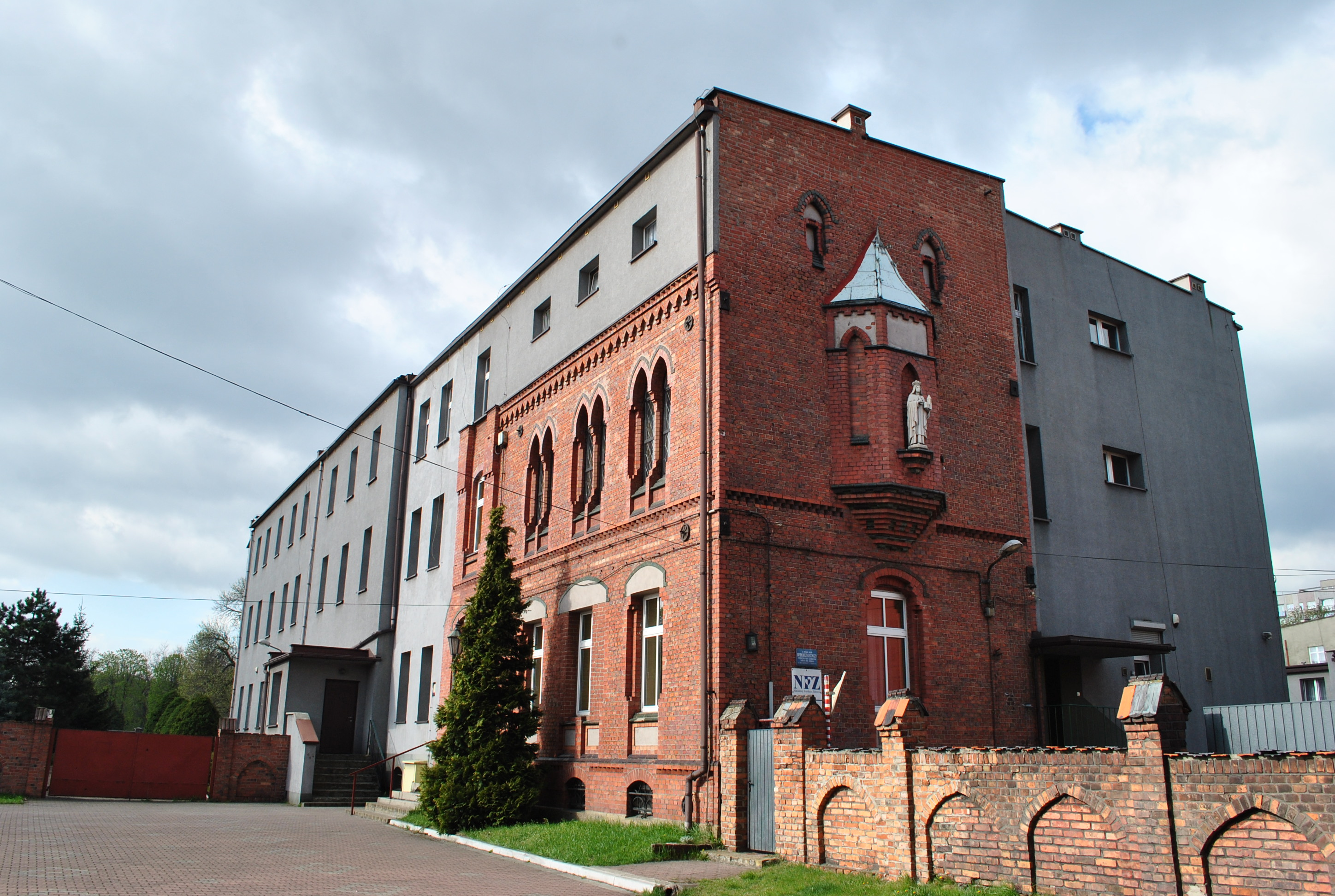
Zakład Opiekuńczo-Leczniczy przy parafii św. Józefa (ul. Gliwicka 78)

4 grudnia 1896 roku załęski kuratus ks. Ludwik Skowronek uzyskał zgodę biskupa wrocławskiego ks. kard. Georga von Koppa na sprowadzenie do Załęża sióstr zakonnych, zaś 30 kwietnia 1898 roku władze świeckie wydały zgodę na budowę Domu Sióstr św. Jadwigi, który został poświęcony 30 listopada 1899 roku. Pierwsze siostry przybyły 4 kwietnia 1899 roku i zamieszkały w barakach przy dzisiejszej ulicy Gminnej.
Od 1954 roku z załęską parafią był związany ks. Władysław Basista. Był on m.in. wykładowcą homiletyki i fonetyki, w latach 1956–1962 prokuratorem w Wyższym Śląskim Seminarium Duchownym i działał na rzecz współpracy polsko-niemieckiej. W 2008 roku otrzymał Złotą Oznakę Honorową za zasługi dla Województwa Śląskiego, a także otrzymał tytuł Honorowego Obywatela Miasta Katowice.
W sierpniu 1987 roku biskup katowicki Damian Zimoń utworzył dekanat Katowice-Zachód, w skład którego weszła m.in. załęska parafia, a 1 stycznia 1998 roku dekanat ten przemianowano na Katowice-Załęże. W 2010 roku katolików w Załężu było około 10,5 tys., co stanowiło wówczas około 95% mieszkańców dzielnicy.

### Pozostałe wyznania

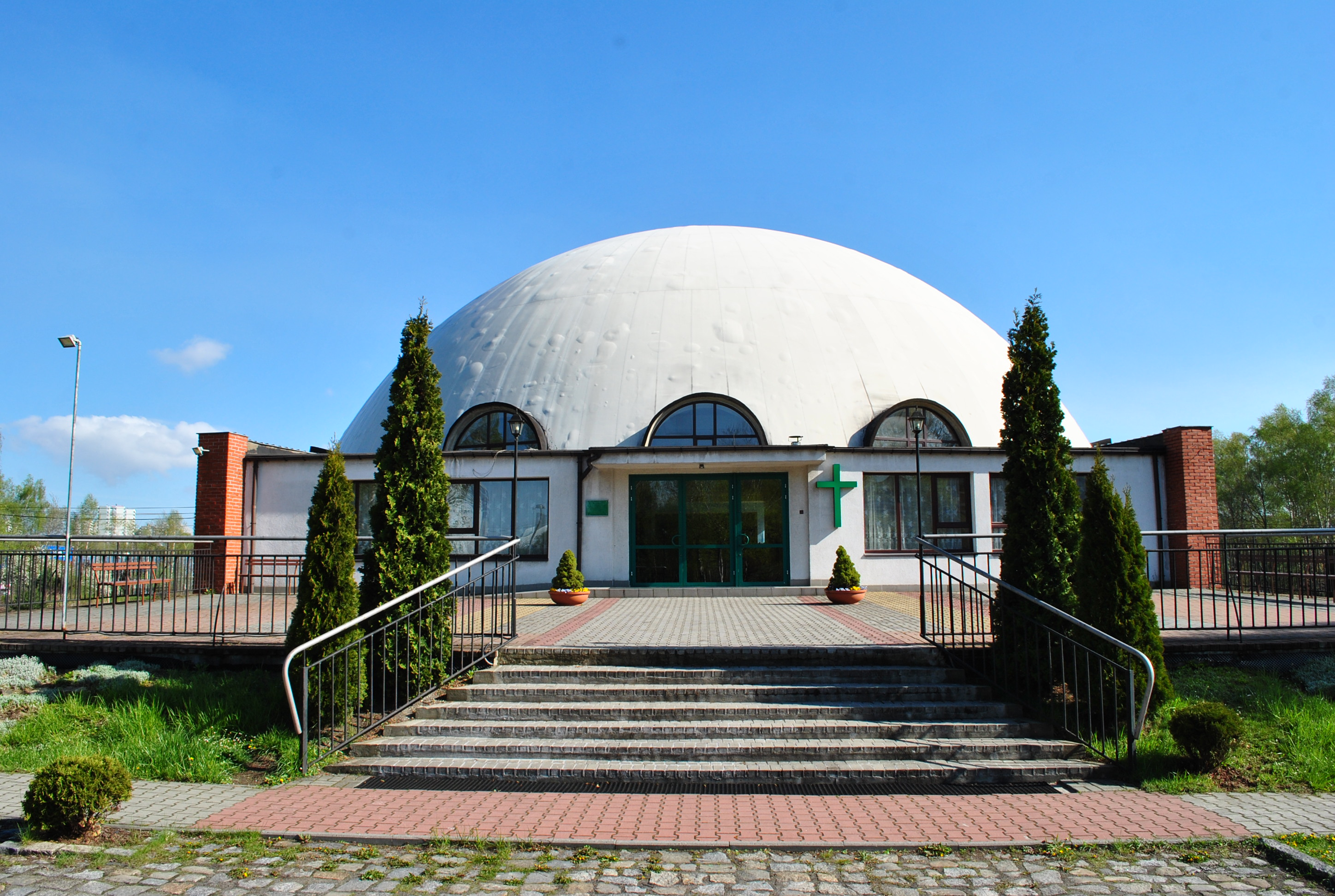
Świątynia Zboru Kościoła Zielonoświątkowego „Betania”

W Załężu liczba osób wyznania nierzymskokatolickiego rosła stopniowo, a protestanci w Załężu pojawili się po roku 1741. W połowie lat 20. XIX wieku niekatolików było niewielu, najczęściej jedna lub dwie rodziny, natomiast wraz z rozwojem przemysłu do Załęża przybywali imigranci, a wśród nich byli katolicy, ewangelicy i Żydzi – tych ostatnich w 1825 roku było w Załężu łącznie 13, najwięcej spośród wszystkich dzisiejszych dzielnic Katowic.
W 1840 roku w Załężu mieszkało 839 osób, w tym 791 katolików (94%), 68 Żydów i 20 protestantów. W 1890 roku katolicy stanowili prawie 97% Załężan, ale też mieszkało tu 155 protestantów, 40 Żydów oraz 4 starokatolików. Po I wojnie światowej zwiększyła się liczba ludności, a wraz z tym liczba wyznawców. W 1924 roku katolików było ponad 21 tysięcy (98% mieszkańców Załęża) a protestantów 303.
Przed powstaniem pierwszych świątyń niekatolickich na terenie współczesnych Katowic, ewangelicy z terenów Załęża uczęszczali do Mikołowa i Królewskiej Huty, zaś Żydzi do Mysłowic. Zgodnie z uchwalonym w 1857 roku przez katowicką parafię ewangelicką statutem, w jej zasięg włączono wiernych m.in. z Załęża. Żydzi natomiast w obręb nowo powstałej gminy żydowskiej w Katowicach weszli w 1872 roku. W 1861 roku w Załężu mieszkało 53, w 1871 roku 45, a w 1936 roku 122 Żydów. Żydami załęskimi byli m.in.: właściciel dóbr ziemskich Załęże Loebel Freund czy kina „Raj” Dawid Altholz.
W połowie 1946 roku w Załężu powstała grupa Świadków Jehowy, do której wstąpiło kilkanaście osób.
Na terenie Załęża od 1975 roku działa zbór Kościoła Zielonoświątkowego „Betania”. Pierwotnie wierni gromadzili się w mieszkaniu przy ulicy Gliwickiej 89. Ze względu na wzrastającą liczbę wiernych w 1981 roku przekazano działkę pod budowę nowej świątyni. Budowę kaplicy rozpoczęto w październiku 1989 roku, pierwsze nabożeństwo odbyło się w czerwcu 1996 roku, a od 1997 roku prowadzono je w sali głównej. Kaplica, znajdująca się przy ulicy Gliwickiej 267, wzniesiona jest na planie koła o średnicy 40 m. Sala nabożeństw może pomieścić 1,3 tys. wiernych na miejscach siedzących.

### Cmentarze
Przy ulicy P. Pośpiecha znajduje się rzymskokatolicki cmentarz parafialny parafii św. Józefa, założony około 1898 roku. Powierzchnia cmentarza wynosi  2,1 ha. W latach 1943–1945 cmentarzem zarządzało miasto. Przy głównej alejce znajdują się groby pracowników kopalni „Kleofas”, którzy zginęli w katastrofach górniczych.
Rzymskokatolicki cmentarz przy ulicy Gliwickiej powstał w 1860 roku i został on poświęcony 11 listopada tego samego roku. Cmentarz ten został przejęty w 1871 roku przez starokatolików, natomiast do katolików powrócił po 1922 roku. 21 listopada 2011 roku kaplicę cmentarną wpisano do rejestru zabytków nieruchomych. Obecnie jest to cmentarz parafialny parafii Przemienienia Pańskiego.

## Sport i rekreacja

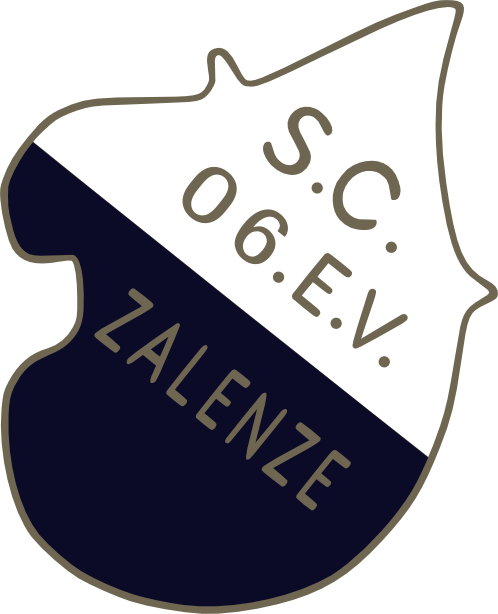
Logo klubu 06 Zalenze stosowane do 1922 roku

Sport w Załężu ma bardzo bogate tradycje i jest silnie zakorzeniony w lokalnej społeczności. Pierwsze formy zorganizowanej działalności sportowo-rekreacyjnej pojawiły się pod koniec XIX wieku w formie ruchu turnerskiego. W 1898 roku założono Männer Turn Verein Zalenze, a od 1905 roku działał Volks- und Jugendspiele. Na początku XX wieku istniały tu dwa kluby piłkarskie: Sport Club „06” Zalenze (protoplasta Klubu Sportowego 06 Kleofas) oraz Naprzód „1912” Załęże.
Klub „06” Zalenze, później „06” Załęże i „06” Katowice, został założony 23 sierpnia 1906 roku pod patronatem ówczesnej kopalni „Cleophas”. Był to pierwszy górniczy klub sportowy na ziemiach polskich. Boisko dla klubu powstało w 1907 roku i było częścią górniczego kompleksu sportowo-rekreacyjnego nad Rawą. Pierwotnie klub był jednosekcyjny, od a połowy lat 20. XX wieku rozwijano w klubie inne dyscypliny – w 1925 roku powstała sekcje bokserska i ciężkoatletyczna, w latach 1935–1939 funkcjonowała sekcja hokeja na lodzie, w latach 1926–1931 lekkoatletyczna, natomiast w latach 1928–1933 tenisowa. Boisko piłkarzy „06” Załęże znajdowało się nad Rawą.
Naprzód „1912” Załęże był jednosekcyjnym klubem, w którym rozgrywano piłkę nożną. W 1923 roku połączył się z klubem Spiel Freudenschaft Załęże. W 1937 roku powołano sekcję lekkoatletyczną, a w 1939 roku liczył 363 członków. Jeszcze w tym samym roku został zlikwidowany, a w 1952 roku skreślony z rejestru przez władze wojewódzkie. Klub korzystał z późniejszego boiska KS „Baildon” Katowice, które użytkowali do 1939 roku.
W latach przedwojennych działały także m.in. dwie niemieckie organizacje sportowe: Spiel- und Eislaufverin (organizacja założona przed 1911 rokiem, w których uprawiano łyżwiarstwo figurowe, tamburyno, trójbój i pięciobój lekkoatletyczny), a także Turnverein.

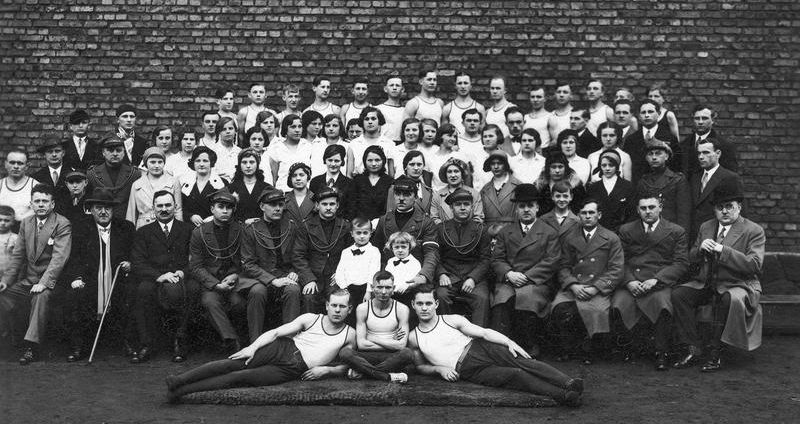
Załęskie gniazdo „Sokoła” w Katowicach – 1932 rok; na zdjęciu widoczni m.in.: Paweł Chrószcz (po lewej) oraz Wiktor Baranek (pośrodku)

W 1906 roku z inicjatywy Józefa Sapy powstało w Załężu Towarzystwo Polsko-Katolickie, które w 1922 roku zostało rozbite przez niemiecką policję. Jeszcze w tym samym roku, 11 kwietnia z inicjatywy Józefa Sapy i przy współudziale kilku członków „Sokoła” w Katowicach (w tym m.in. Wiktora Baranka) powołano Towarzystwo Gimnastyczne „Sokół” w Załężu. Od 1919 roku załęski oddział przydzielono do I Katowickiego Okręgu Dzielnicy Śląskiej Związku Towarzystw Gimnastycznych „Sokół” w Polsce. Do obiektów załęskiego Sokoła należały: hala przy ulicy M. Wolskiego, boisko z bieżnią lekkoatletyczną przy ulicy F. Bocheńskiego i basen „Bugla” ze strzelnicą. Załęski „Sokół” dało początek klubowi Naprzód „1912” Załęże, żeńskiemu gniazdu Towarzystwa Gimnastycznego „Sokół” w Załężu, Towarzystwu Gimnastycznemu „Sokół” w Załęskiej Hałdzie, a także „Sokołowi” w Dębie. W 1938 roku zawodniczka załęskiego „Sokoła” Matylda Ossadnik-Ogiermann zdobyła na mistrzostwach świata brązowy medal w gimnastyce sportowej, w konkurencji wieloboju drużynowego. Brała również udział w Letnich Igrzyskach Olimpijskich w 1936 roku.
Ogółem w latach 1922–1939 w Załężu działało 14 organizacji o charakterze sportowo-rekreacyjnym.

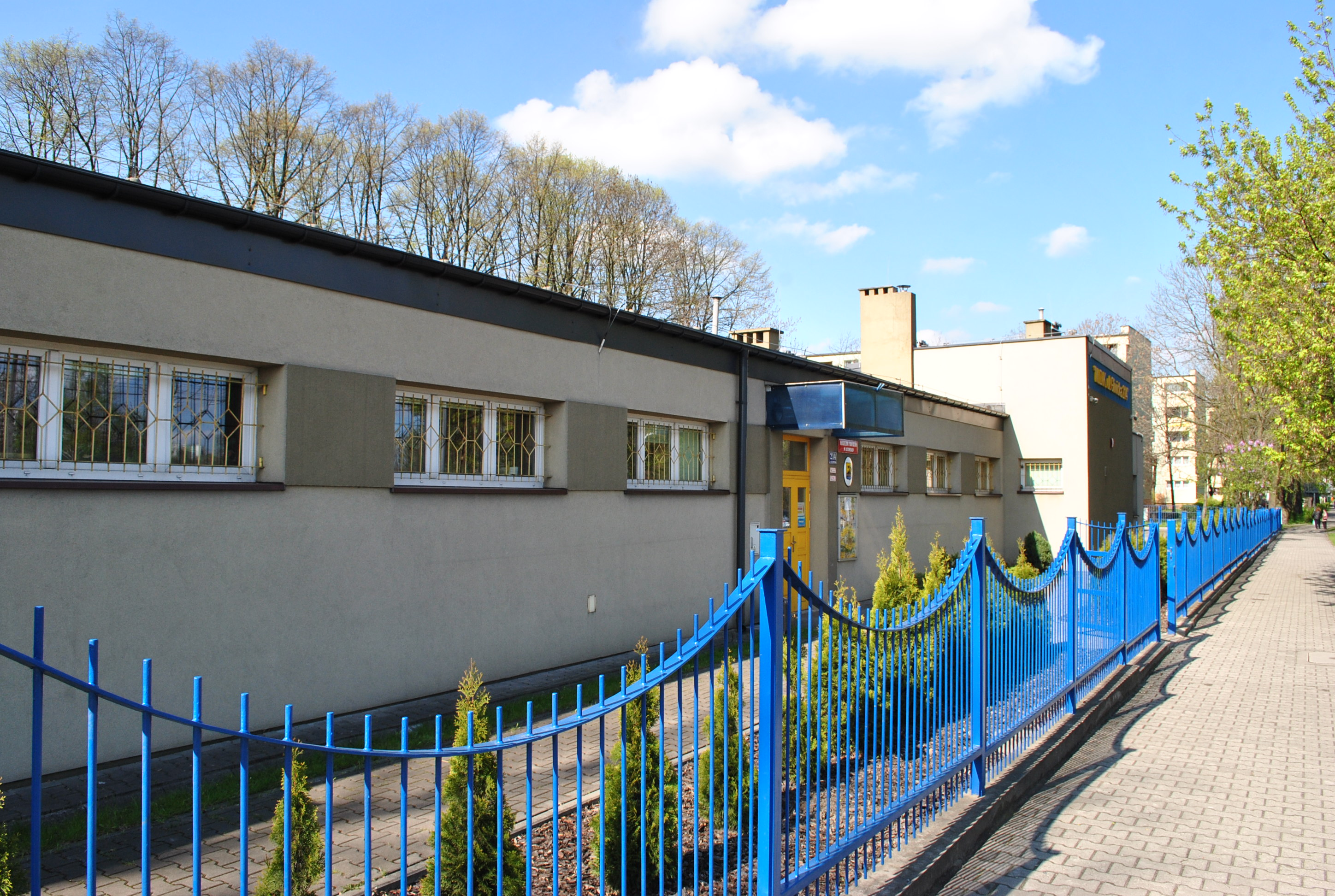
Ośrodek Sportowy Gliwicka (ul. Gliwicka 214) – dawna siedziba Młodzieżowego Domu Kultury (2014)

24 stycznia 1945 roku w Dębie założono klub sportowy Baildon Katowice, który w 1949 roku przekształcił się w klub o zasięgu ogólnomiejskim. W Załężu klub ten miał boisko do piłki nożnej zlokalizowane przy ulicy Gliwickiej. W 1968 roku na boisku odbył się mecz 1/8 finału Pucharu Polski, w którym Baildon Katowice pokonał Wisłę Kraków 2:1. Współcześnie w miejscu boiska znajduje się kompleks rozrywkowy Punkt 44. Przez wiele lat Baildon Katowice odnosił wiele sukcesów sportowych. Klub został rozwiązany w 2001 roku.
Jeszcze w 1945 roku powstał RKS Kopalnia Kleofas, prowadzący działalność do 1949 roku. W klubie tym trenowano piłkę nożną i lekkoatletykę. Również w 1945 roku powstał klub „Zryw” Związek Walki Młodych, będący klubem tenisa stołowego. Uległ on fuzji z klubem Kleofas 06 Katowice. Klub Sportowy MOJ Katowice został założony przy Fabryce Maszyn Górniczych MOJ 4 lipca 1946 roku, a 1 stycznia 1965 roku włączono go do struktur GKS-u Katowice. W 1962 działało w nim 60 członków. Górnik Załęże-Dąb powstał 20 kwietnia 1949 roku z połączenia klubów: GZKS Kleofas, KS Napęd Załęże i GZKS Eminencja Dąb. W 1956 roku prowadził działalność pod nazwą Koło Sportowe „Górnik” przy KWK „Kleofas”. W klubie prowadzono działalność w piłce nożnej, tenisie stołowym i siatkówce. W 1957 roku klub przekształcił się w KS Kleofas 06 Katowice. 
Klub Kleofas 06 Katowice został zarejestrowany 8 maja 1958 roku, a siedziba klubu znajdowała się pierwotnie w Domu Górnika przy ulicy Gliwickiej 204, gdzie znajdowała się m.in. sala ze stołem do gry w tenisa stołowego. W latach 1965–1989 był działał w strukturach GKS-u Katowice. Klub został reaktywowany 21 października 1990 roku. Jest on spadkobiercą m.in. klubu 06 Zalenze. Prowadzono w nim kilka sekcji w tym boks. Od 2002 roku klub organizuje memoriał im. Alberta Opały. Współcześnie klub działa pod nazwą 06 Kleofas AZS AWF Katowice. 

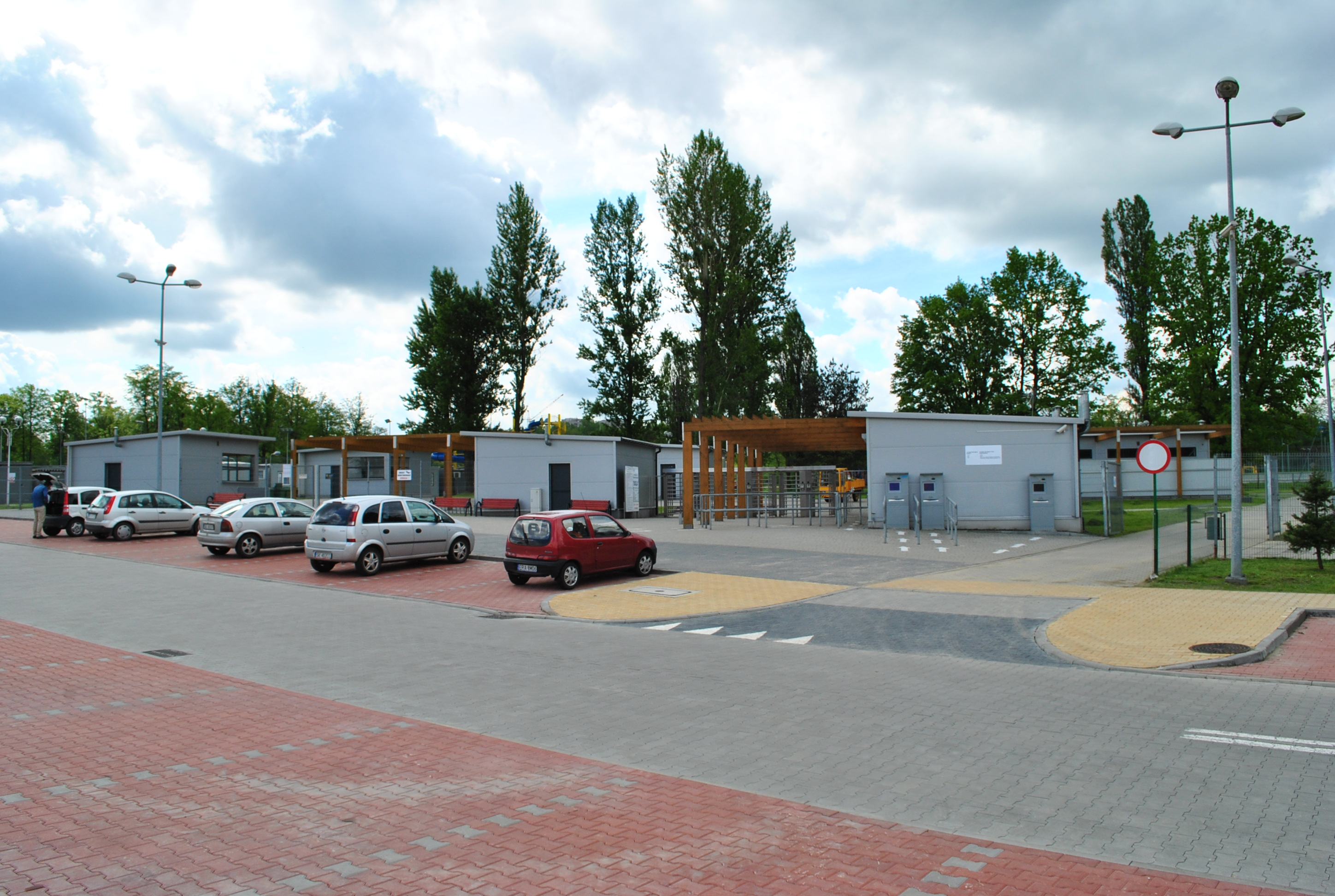
ORW „Bugla” przy ul. Żeliwnej

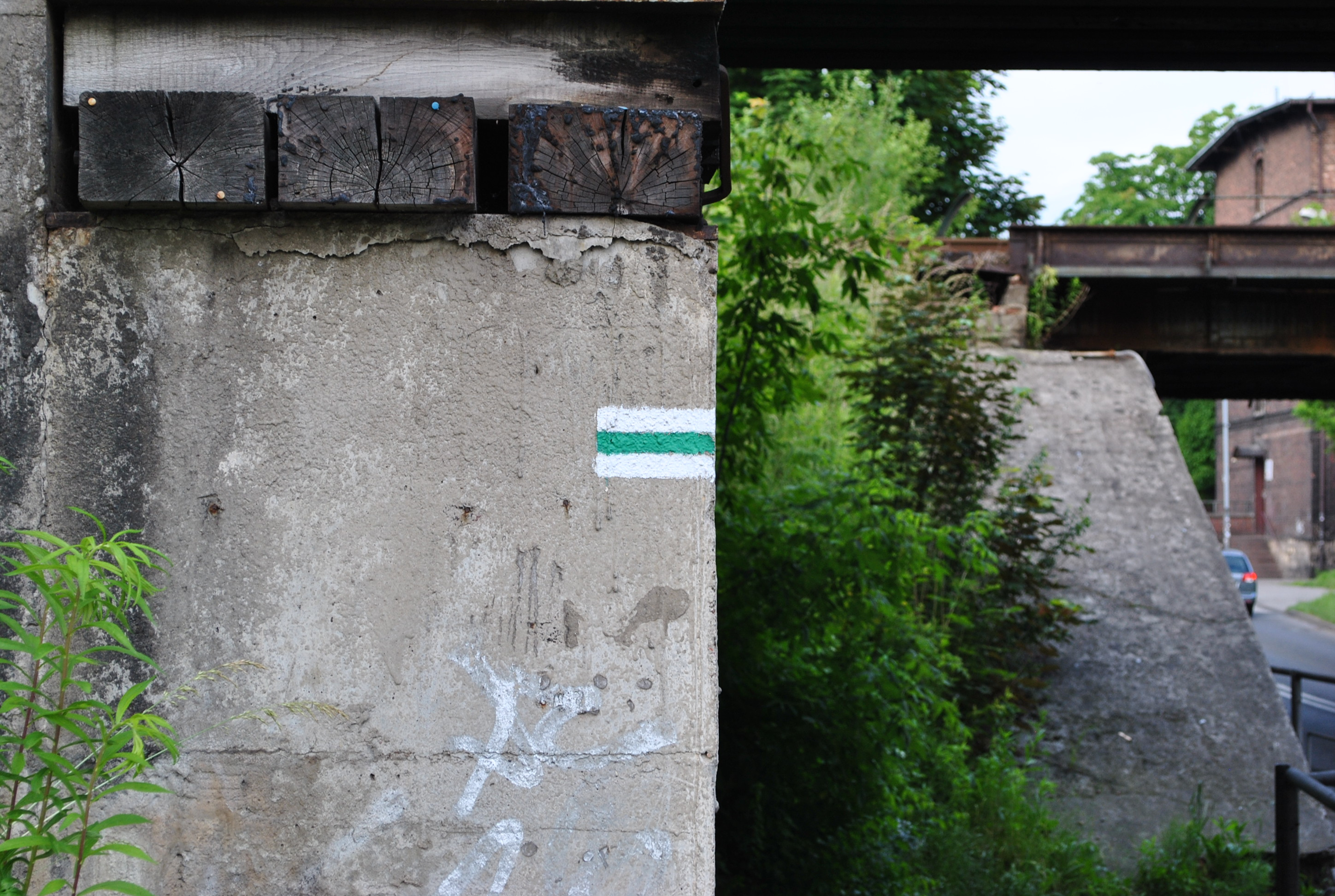
Szlak Dwudziestopięciolecia PTTK na wysokości ulicy Wiśniowej (2014)

Działalność sportową w Załężu prowadzona była także pod patronatem rzymskokatolickiej parafii św. Józefa, która była organizatorem parafiady. Rozgrywana była od 1991 roku z inicjatywy ks. Norberta Osmańczyka. Ponadto ruch sportowo-rekreacyjny Załęża związany był także z uczniowskimi klubami sportowymi. Przy Zespole Szkół Ogólnokształcących nr 8 do 2007 roku funkcjonował Uczniowski Klub Sportowy „Czarni Załęże”. Prowadził on sekcje: koszykówki, lekkoatletyki, siatkówki i sportów walki. Przy Szkole Podstawowej nr 22 (ul. M. Wolskiego 3) działał Uczniowski Klub Sportowy „Sokół 22”, który działał w latach 2004–2018.
Do bardziej znaczących sportowców w związanych z Załężem należeli m.in.: zapaśnik Jan Adamaszek, piłkarz Ewald Dytko, zapaśnik Jerzy Gryt, gimnastyczka Matylda Ossadnik-Ogiermannowa, tenisista stołowy Jerzy Pierończyk, tyczkarz Wilhelm Schneider, łyżwiarz Franciszek Spitol, sprinterka Elżbieta Szyroka czy bokser Marcin Walas, a spośród działaczy sportowych Paweł Chrószcz i Wiktor Baranek.
W dzielnicy siedzibę ma Wojewódzkie Stowarzyszenie Sportu i Rehabilitacji Niepełnosprawnych „Start” w Katowicach (ul. Gliwicka 150). Klub ten funkcjonuje od 2001 roku i jest on skierowany dla osób z dysfunkcjami narządów ruchu. Prowadzi on następujące sekcje: pływanie, siatkówka, koszykówka, narciarstwo zjazdowe, podnoszenie ciężarów, tenis stołowy, szachy, lekka atletyka, kręgle i goalball. 
Na terenie Załęża znajduje się dwa obiekty sportowo-rekreacyjne, zarządzane przez Miejski Ośrodek Sportu i Rekreacji w Katowicach. Są to:
- Ośrodek rekreacyjno-wypoczynkowy „Bugla” (ul. Żeliwna 26d) – jeden z najnowocześniejszych tego typu miejsc w Polsce, zmodernizowany w 2010 roku; prócz dwóch głębokich basenów wyposażony jest m.in. w plażowe boiska do piłki nożnej i siatkowej, stoły do ping-ponga, siłownię i boisko „Orlik”[428],
- Ośrodek Sportowy Gliwicka (ul. Gliwicka 214) – wyposażony jest w boisko „Orlik”, basen zewnętrzny, wodny plac zabaw i salę wielofunkcyjną[429],

Przez teren Załęża przechodzą następujące szlaki turystyczne:
- Szlak Dwudziestopięciolecia PTTK (115,0 km): Park Śląski – Czeladź – Dąbrowa Górnicza – Jaworzno – Katowice (Lasy Panewnickie) – Ruda Śląska – Załęże (ul. Wiśniowa) – Park Śląski[430].

## Bezpieczeństwo publiczne i socjalne

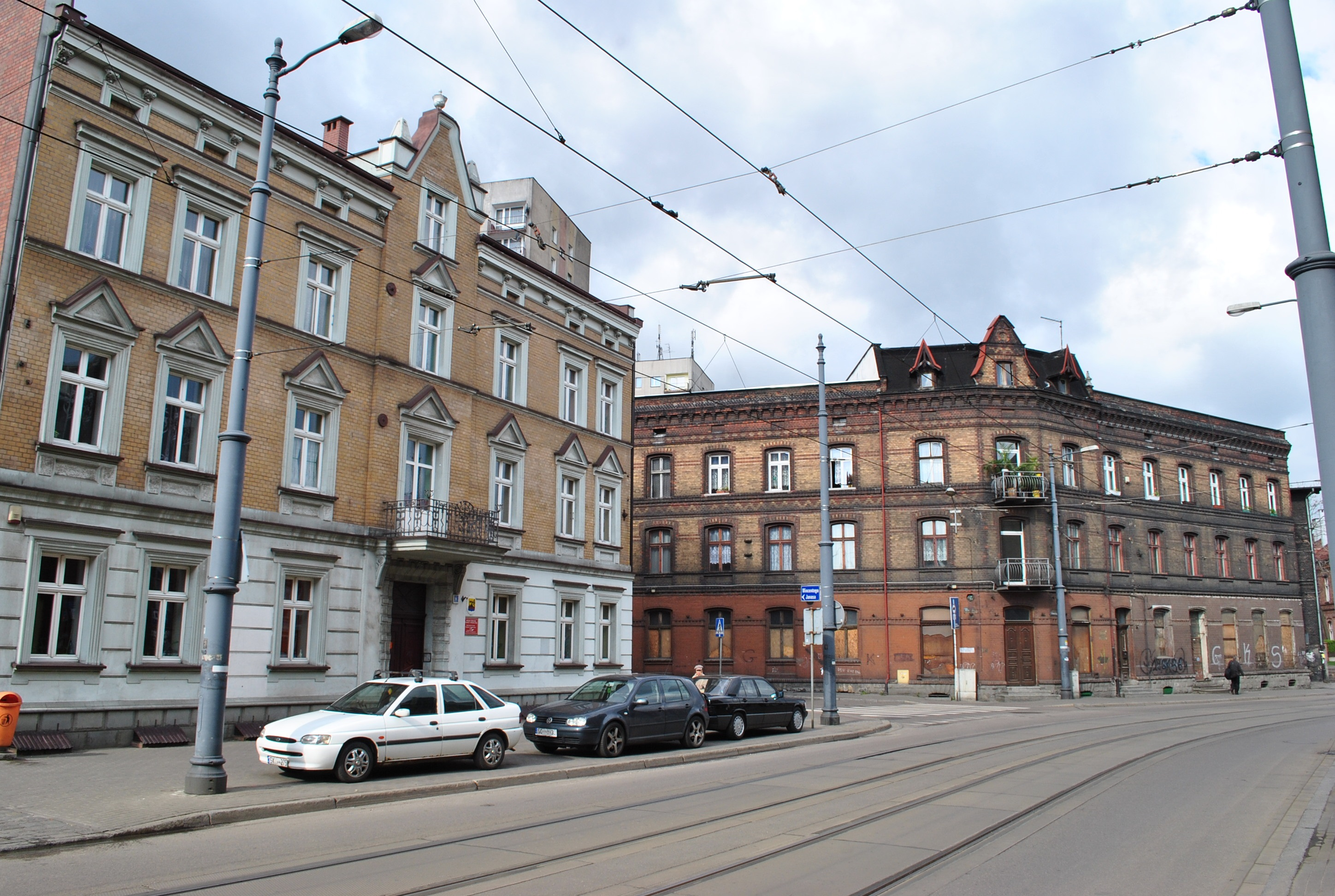
Bud. Terenowego Punktu Pomocy Społecznej nr 4 (ul. Gliwicka 96; po lewej stronie) w 2014 roku

Pod względem poziomu przestępczości Załęże należą do dzielnic Katowic o średnim poziomie bezpieczeństwa. Współczynnik przestępczości z biegiem lat zmniejszał się: w 2004 roku wynosił on 4,79 (stosunek liczby przestępstw do liczby mieszkańców dzielnicy, pomnożony przez 100) i był wyższy od współczynnika dla całych Katowic o 0,26. W 2007 roku współczynnik ten spadł do 3,00 i był mniejszy od wartości dla Katowic o 0,86. Najwięcej zdarzeń przestępczych zanotowano na ulicach Gliwickiej i F. Bocheńskiego. W badaniach sondażowych z 2011 roku 52,3% mieszkańców Załęża deklarowało, że czuje się bezpiecznie w swojej dzielnicy, 45,4% było przeciwnego zdania, zaś 2,3% nie miało jednakowej opinii na ten temat.
Na terenie Załęża działalność prowadzi Stowarzyszenie Pomocy Dzieciom i Młodzieży „Dom Aniołów Stróżów”. W 1999 roku uruchomiono Punkt Pracowników Ulicznych, a obecnie prowadzi Środowiskowy Program Psychoprofilaktyczny dla Dzieci i Młodzieży oraz ich Rodzin Zagrożonych Marginalizacją Społeczną. Ognisko Wychowawcze, Świetlice Terapeutyczne, Klub Młodzieżowy, Praca Uliczna mieści się przy ulicy Gliwickiej 148, a Poradnia Rodzinna przy ulicy Gliwickiej 150. W budynku przy ulicy Gliwickiej 148 pierwotnie mieściła się szkoła powszechna. W czasach międzywojennych budynku tym działały między innymi siedziby harcerzy strzelców oraz Alojzjanów, a po II wojnie światowej różnego rodzaju placówki społeczne.

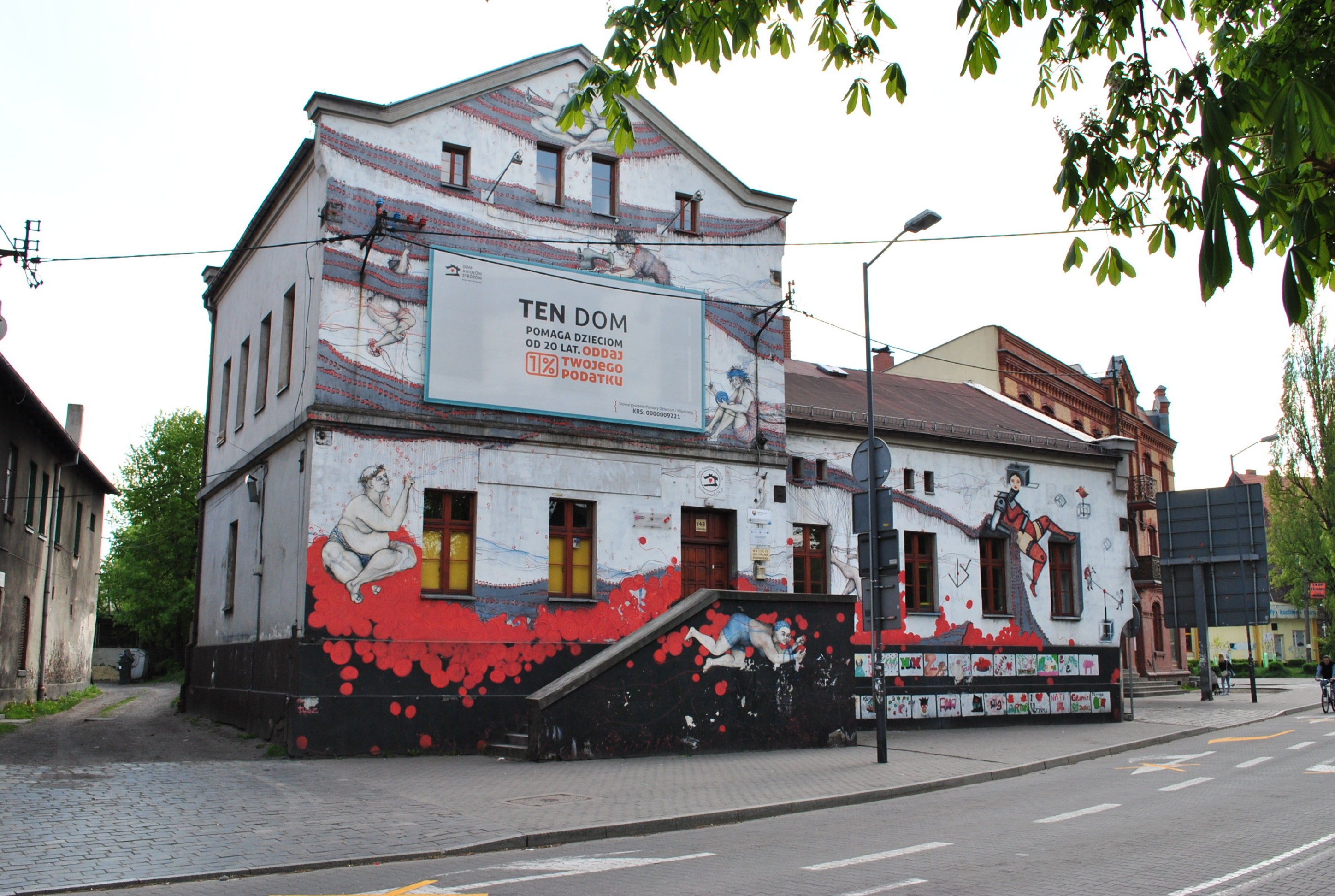
Budynek Domu Aniołów Stróżów przy ulicy Gliwickiej 148 (2014)

W celu poprawy sytuacji mieszkańców i zapobieganiu problemów społecznych w 2009 roku ruszył Program Centrum Aktywności Lokalnej w Załężu. Do tej pory w ramach PCAL Załęże zorganizowano szkolenia i programy samopomocowe, a także zorganizowano kilka inicjatyw lokalnych, w tym festyny. W 2017 roku w Załężu ruszyło Centrum Społecznościowe „Nasze Załęże” – projekt realizowany przez Miejski Ośrodek Pomocy Społecznej w Katowicach. Celem projektu maił być wzrost spójności społecznej i zmniejszenie dysproporcji w poziomie życia mieszkańców, a także zwiększenie poziomu integracji mieszkańców. W ramach realizacji II etapu projektu Centrum Społecznościowe „Nasze Załęże” przewidzianego na lata 2020–2022 prowadzono szereg działań, w tym organizację społeczności lokalnej czy zadania wspierające reintegrację zawodową mieszkańców Załęża. Otwarto również klub społecznościowy dla dzieci i młodzieży, Punkt Poradnictwa i Informacji Obywatelskiej i Dzielnicową Akademię Seniora w Załężu.
W Załężu, według stanu z listopada 2024 roku, w ramach opieki społecznej funkcjonują też następujące instytucje:
- Chrześcijańska Organizacja Charytatywna „Tabita” (ul. Gliwicka 87)[437],
- Chrześcijańskie Stowarzyszenie Dobroczynne (ul. Gliwicka 89a)[437][438],
- Dzienny Dom Pomocy Społecznej nr 7 Katowickiego Stowarzyszenie Na Rzecz Osób Starszych, Niepełnosprawnych i Oczekujących Wsparcia „Opoka” (ul. Gliwicka 74a)[437][439],
- Miejski Ośrodek Pomocy Społecznej:
  - Świetlica Specjalistyczna nr 3 (ul. Gliwicka 74a)[440],
  - Terenowy Punkt Pomocy Społecznej nr 4 (ul. Gliwicka 96)[441],
  - Miejski Zespół do Spraw Orzekania o Niepełnosprawności w Katowicach (ul. Gliwicka 102)[442],
- Miejska Izba Wytrzeźwień w Katowicach (ul. Macieja 10)[443][444],
- Powiatowy Urząd Pracy w Katowicach (ul. P. Pośpiecha 14)[445].

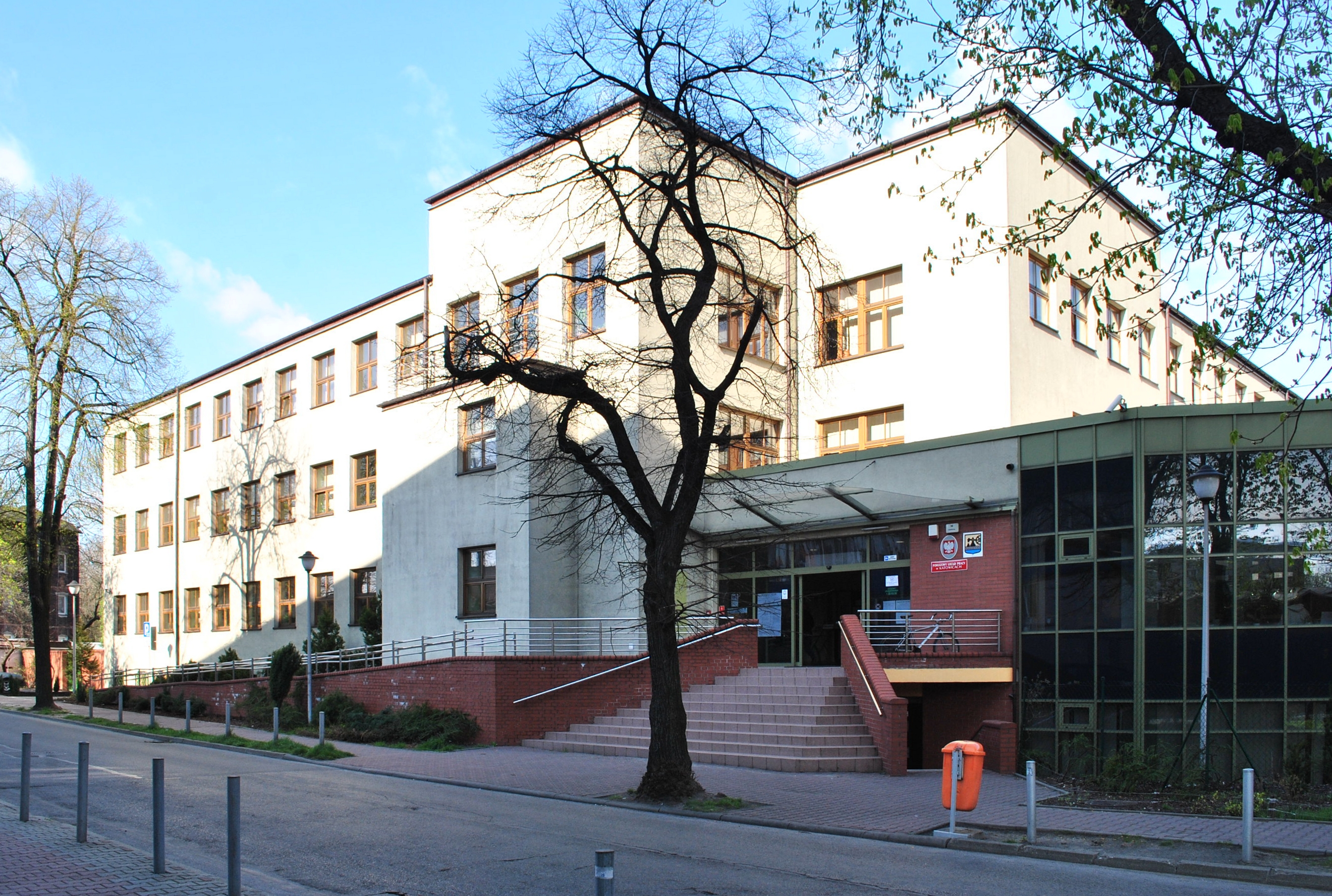
Siedziba Powiatowego Urząd Pracy w Katowicach przy ulicy Pośpiecha 14 (dawny gmach Azylu Miejskiego)

Jednym z pierwszych obiektów opieki zdrowotnej w Załężu był szpital pediatryczny, położony przy ulicy ks. Pośpiecha 14, który powstał w 1943 roku przez okupujących w tym czasie Załęże Niemców. Szpital został on odbudowany po wojnie z inicjatywy dr. Stanisława Roszaka i sióstr jadwiżanek. Działał on do końca XX wieku. Współcześnie w budynku przy ulicy Macieja 10 znajduje się w nim Miejska Izba Wytrzeźwień, a w gmachu przy ulicy P. Pośpiecha 14 Powiatowy Urząd Pracy w Katowicach. Drugi z tych budynków mieścił pierwotnie Azyl Miejski, który początkowo znajdował się w prowizorycznym baraku przy ulicy Wojewódzkiej 60. 1 października 1929 roku przy ulicy P. Pośpiecha oddano do użytku nowy gmach Azylu Miejskiego. Składał się on z części męskiej i żeńskiej, funkcjonowała tam kuchnia dla ubogich i bezrobotnych. Do końca lat 60. XX wieku w Katowicach działało 10 szpitali publicznych, Szpital Dziecięcy nr 3 w Załężu.

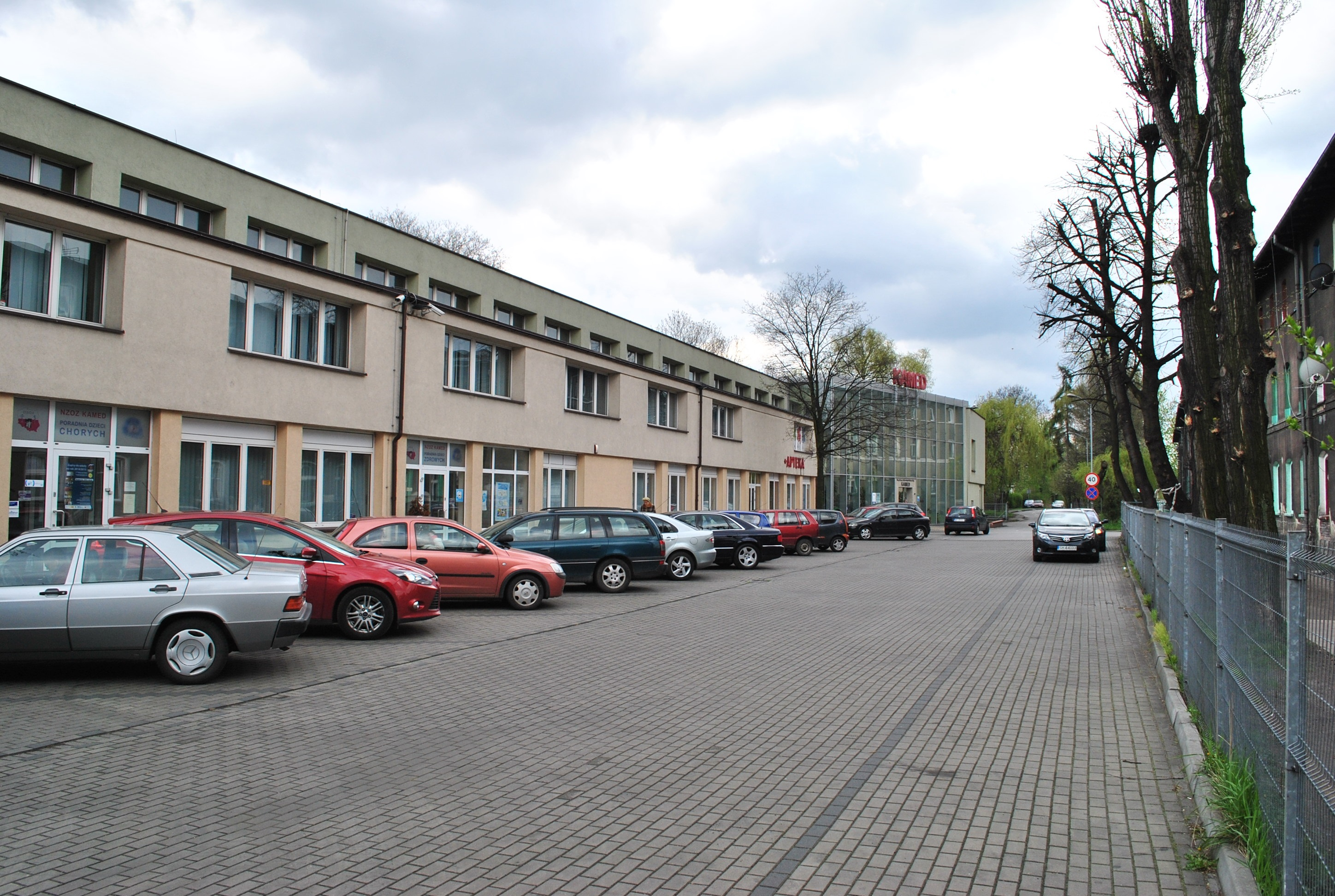
Gmach przychodni CenterMed przy ul. F. Bocheńskiego 38a (2014)

Wcześniej, bo w 1919 roku pracę jako lekarz w tutejszej Spółce Brackiej zaczął urodzony w Załężu Stanisław Skiba – działacz niepodległościowy i późniejszy ordynator szpitala w Bielszowicach.
Jadwiżanki w czasie swojej posługi prowadziły w Załężu ochronkę, sierociniec, szkołę gospodarstwa domowego, przedszkole i szkółkę muzyczną, a od 1899 roku prowadziły dom opieki nad chorymi, finansowany przez gminę Załęże. Po 1945 roku zlikwidowano w Załężu wszystkie kościelne placówki charytatywne i wychowawcze. W 1950 roku zakład św. Jadwigi przekazano prorządowej organizacji „Caritas” i do 1990 roku siostry jadwiżanki prowadziły wyłącznie dom dla starszych kobiet. Od 1990 roku działa w Załężu zakład opiekuńczo-leczniczy.
Po II wojnie światowej w budynku załęskiego pałacu utworzono przychodnię. Mieścił się tam Górniczy Zakład Lecznictwa Ambulatoryjnego. Został on w 2007 roku odkupiony przez spółkę Avimed, która w 2009 roku otwarła tam prywatny szpital. Po wojnie, po przeciwnej stronie ulicy Gliwickiej wybudowano przychodnię.
Według stanu na listopad 2024 roku, na terenie Załęża znajdują się następujące placówki ochrony zdrowia:
- Szpital Avimed Katowice (ul. Gliwicka 159)[292],
- Przychodnia CenterMed Katowice (ul. F. Bocheńskiego 38a)[447],
- Zakład Opiekuńczo-Leczniczy prowadzony przez Zgromadzenie Sióstr św. Jadwigi (ul. Gliwicka 78)[333].